# Městské opevnění (Prachatice)
Městské opevnění v Prachaticích je dochovaným středověkým opevňovacím systémem. Na rozdíl od jiných měst na území dnešní České republiky nebyly prachatické hradby v rámci rozvoje měst v 19. století strženy. Do dnešní doby se tak dochovaly dva hradební prstence, včetně Dolní brány a sedmi okrouhlých bašt. Opevnění tvoří hranici Městské památkové rezervace Prachatice a je chráněno jako kulturní památka.

## Popis opevnění
Hradební systém, budovaný od 14. do 16. století, lemuje dosud celý obvod historického jádra města. Město Prachatice bylo chráněno systémem tří hradebních prstenců, do dnešní doby se dochovaly dva téměř kompletní hradební prstence včetně Dolní brány (Horní brána zbořena v roce 1860) a sedmi okrouhlých bašt (původně devíti). Vnitřní hradba ze 14. století, šířky cca 200 cm, je zachována v zadních průčelích domů směrem do parkánu v Dlouhé, Horní, Neumannově, Věžní a Děkanské ulici, povětšinou je omítnuta a pohledově se tedy, až na malé úseky, neuplatňuje. Vnější pás opevnění, šířky 90 až 140 cm z přelomu 15. a 16. století, se dochoval téměř v kompletním rozsahu po celém obvodu města, pohledově se výrazně uplatňuje a tvoří hranici městské památkové rezervace. Systém opevnění dotváří dochovanou ucelenou urbanistickou strukturu středověkého města a jeho následného renesančního rozkvětu.

## Historický vývoj opevnění

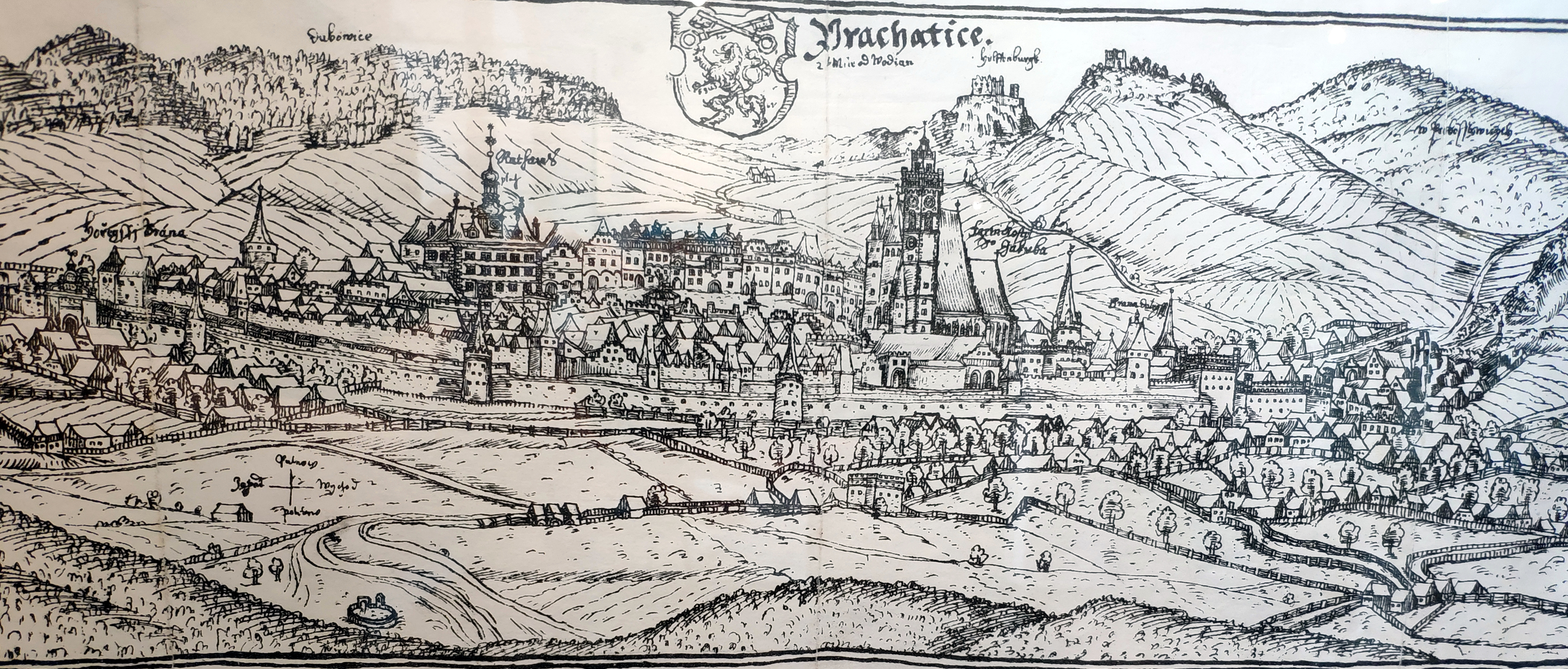
Vyobrazení města Prachatice na vedutě Jana Willenberga z roku 1602

### První, vnitřní pás hradeb
Nejstarší zmínka o opevnění města je z roku 1376, kdy je v nejstarší prachatické městské knize zmiňována Horní brána, lze tedy předpokládat i existenci Dolní brány. Další zmínka je z roku 1381, kdy vyšehradský probošt Vilém z Landštejna udělil městu práva královských měst, zejména Písku a Starého Města Pražského, v téže listině se uvádí, že "Prachatice byli kdysi pouhým městečkem, ale nyní jsou již opevněným městem". Výstavbu hradeb schválil Václav IV listinou vydanou dne 15. září 1382, kdy tím potvrdil znění listiny Viléma z Landštejna z předchozího roku. Z roku 1402 pochází zmínka o založení špitálu před hradbami města. První kamenné hradby byly postaveny někdy před rokem 1381 a jsou dosud z valné většiny dochovány v zadních traktech domů. Dochované hradební zdivo šířky 200 cm i dochovaná vnitřní část Dolní brány s gotickými hrotitými portály a kladkami pro padací most slohově odpovídá polovině 14. století. Podle stavebně historických průzkumů zadních traktů domů měla hradba na vnitřní straně ochoz (v místě ochozu je snížena tloušťka zdiva) a pravidelně rozmístěné obdélné střílny. Před touto nejstarší kamennou hradbou byl původně příkop, doložený archeologickým průzkumem v roce 1994 a datovaný do 14. století. Nelze vyloučit i předchozí fázi opevnění lehčí formy ve formě palisád a hliněného valu. Po dostavění třetího pásu hradeb, ztratil vnitřní prstenec částečně na významu a zadní trakty domů okružních ulic na obvodu města byly přistavěny až k vnitřní městské hradbě (jak dokládají pozdně gotické portály dodatečně přistavěných zadních částí těchto domů).

### Druhý, prostřední, pás hradeb
Po dobytí Prachatic Janem Žižkou bylo městské opevnění zdokonaleno novým obranným příkopem. Následovala snad ještě v průběhu husitských válek, nebo těsně po nich, výstavba nové nízké parkánové zdi s vyzděním navazujícího parkánového příkopu. Stávající příkop ze 14. století byl zasypán a v jeho místě vznikl parkán o šířce 8 až 10 m. Parkánovou hradbu doplňovaly drobné subtilní čtyřhranné hranolové, dovnitř otevřené, bašty s vysokými dlátovými střechami, zachycené na Willenbergově vedutě z roku 1602 i obrazu Prachatic od Jindřicha de Verle z roku 1670. V rámci této etapy dostaly obě městské brány nové předbraní, na které byla napojena nová nízká parkánová hradba. Z výše uvedených vyobrazení je patrné, že již na počátku 17. století byl stav této části hradeb špatný a v některých úsecích musel být doplněn tzv. polskými ploty, v roce 1670 již parkánová zeď prakticky neexistovala. Poslední zbytky zdí a věží parkánového opevnění, až na drobný dochovaný úsek v prostoru Parkánu, byly v 18. století jednorázově strženy do příkopu a příkop zasypán. Části zdí pod terénem a na ně navazující zděný příkop jsou pravděpodobně dosud z velké části dochovány pod navážkami terénu z 18. století. Prostor parkánu byl následně rozparcelován na zahrady, přiléhající dodnes k přilehlým soukromým domům. Část parkánu je v parkové úpravě zpřístupněna veřejnosti v prostoru u Dolní brány, park zde nese název "Parkán". Další veřejně přístupná část parkánu se nachází v prostoru zahrady Hospice sv. Jana Nepomuka Neumanna. Součástí opevnění bylo i několik vodních děl, napájejících hradební příkop (pevnostní vodovod, procházející městem a vyústěný v prostoru Parkánu před Literátskou školou a několik pevnostních rybníčků: u Horní brány a u bašty u č.p. 84) a které se dodnes zčásti projevují v průběhu terénu v některých místech parkánu i v systému odvodu spodní vody v centru města.

### Třetí, vnější pás hradeb

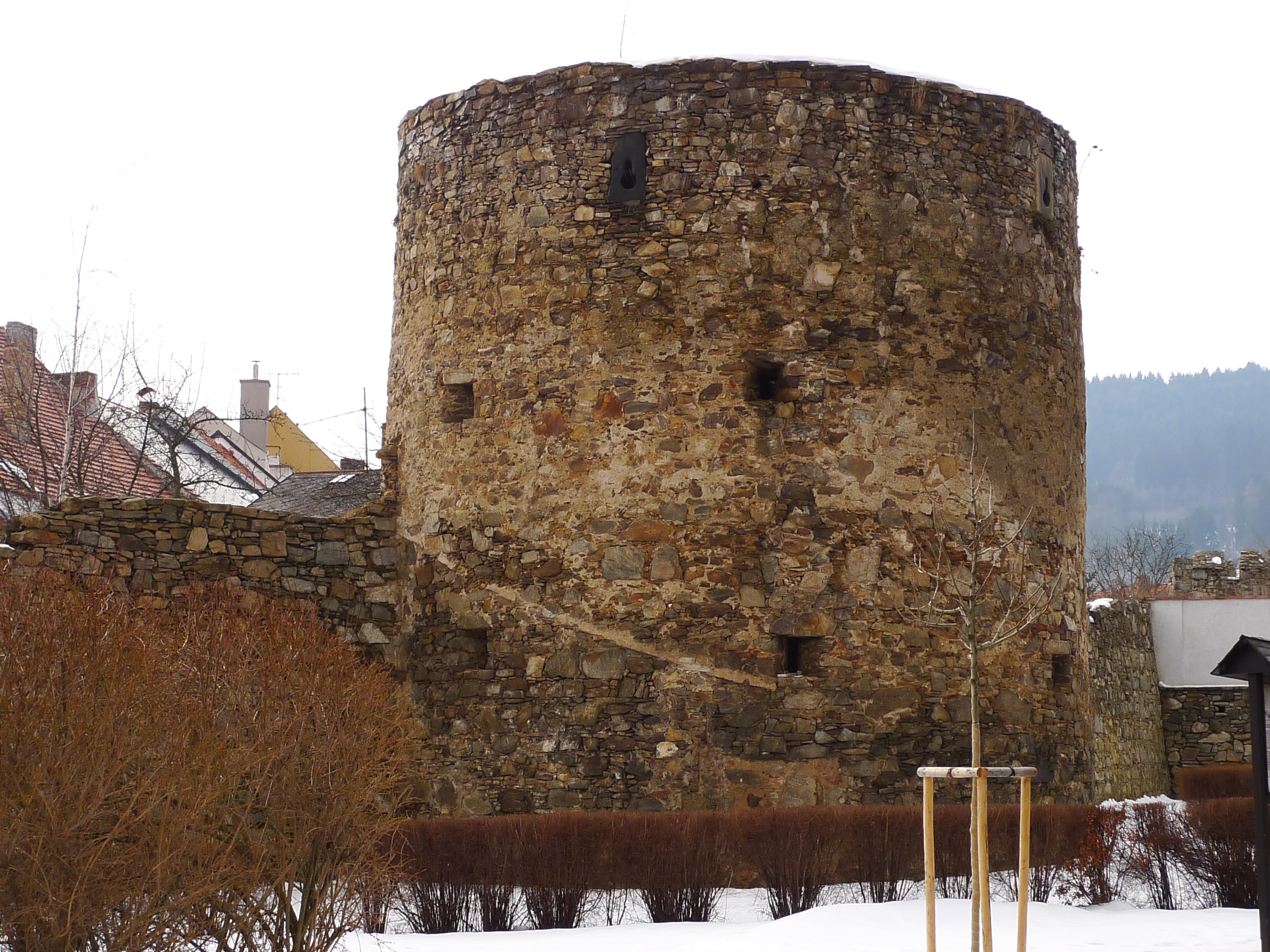
Prachatice, městské opevnění, bašta u č.p. 149

K výstavbě třetího pásu hradeb bylo přikročeno někdy v průběhu pozdního 15. století, dokončen byl pravděpodobně na konci 20. let 16. století. Tento prstenec hradeb se dosud dochoval na většině svého obvodu. Výška této hradby se pohybovala, měřeno z vnější strany, v rozmezí 4,5–5,5 m (15–18 stop). Šíře hradby se pohybuje v rozmezí 90 cm u koruny a 140 cm u paty zdi. Nové hradby byly již dimenzovány na vedení války pomocí palných zbraní. Ve zdi hradby se střídají tři druhy střílen, prostá štěrbinová s dovnitř rozevřenými špaletami, a dvě střílny dvojité, tzv. kalhotové, tvaru "V" s různým způsobem orientace. Střílny doplňuje ještě níže umístěný otvor k vyhazování výbušnin. Na jižní a jihovýchodní straně opevnění města, kde je systém trochu odlišný, jsou v pravidelném intervalu rozmístěny větší obdélné, ležatě orientované, oboustranně rozevřené střílny. Z parkánového příkopu směrem k vnější hradbě byl zbudován nový hliněný val. Součásti nového opevnění bylo devět okrouhlých, dovnitř otevřených bašt (sedm z nich se dodnes dochovalo, dvě bašty v Dlouhé ulici zanikly během 18. století). Nejprve bylo budováno opevnění a bašty západní části opevnění, následně v jeho severní, jižní a jihovýchodní části (datace dubových zarážek ve střílnách bašty Helvít dle dendrochronologické analýzy pochází ze stromů kácených v rozmezí let 1497–1510). Před Horní (Pasovskou) a Dolní (Píseckou) bránu byly vystavěny nové vnější části bran již v raně renesančním slohu (Horní brána s datací pravděpodobně 1524, Dolní brána s datací 1527). Původní vnitřní předbraní Dolní i Horní brány bylo nově zaklenuto a zvýšeno o dvě patra, na úroveň původních věžových částí bran. Na klenbě vnitřní části Dolní brány je dodnes částečně dochována malba z počátku 16. století. Dolní brána byla na vnější straně dále doplněna okrouhlým barbakánem (s datací na dochovanémvrcholovém klenáku 1527), zobrazeném na obrazu Jindřicha de Verle z roku 1670. Barbakán byl zbořen pravděpodobně v průběhu 18. století. Vnější část Horní brány byla značně poškozena na počátku třicetileté války a byla zbořena již v 17. století, vnitřní gotická část byla zbořena v roce 1860.

## Jednotlivé prvky opevnění

### Dolní brána (též zvaná Písecká)
Soustava Dolní brány se skládá ze dvou průjezdových bran různého stáří a stavebního vývoje. Vnitřní, k městu obrácená část se rovněž skládá ze dvou částí, později spojených v jeden objekt.

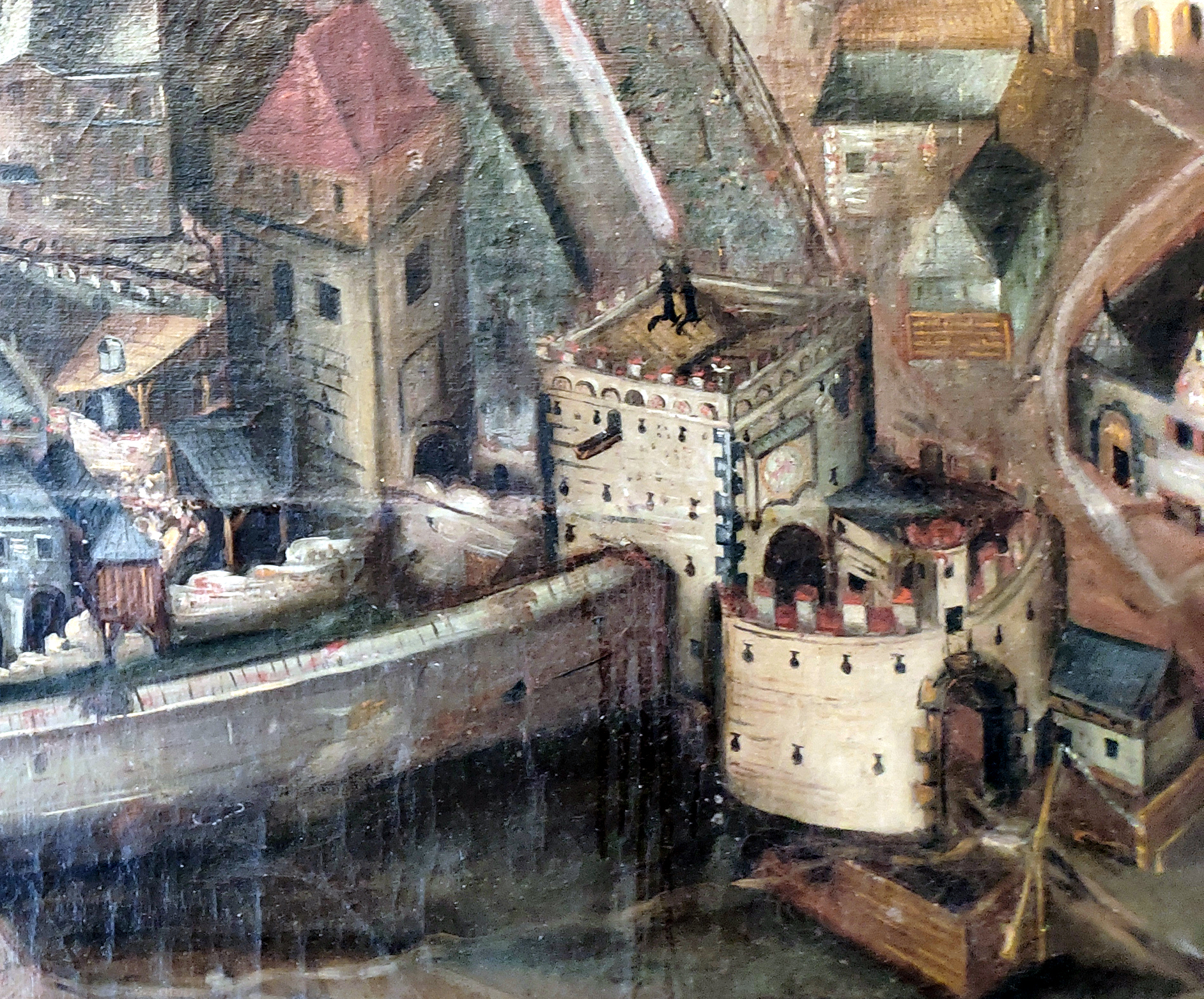
Vyobrazení Dolní brány na obraze Jindřicha De Verle z roku 1670

#### Vnitřní část směrem k městu
Vnitřní část je tvořena dvěma na sebe navazujícími částmi, původní dvoupatrové brány obdélníkového půdorysu ze 14. století a čtyřhranného předbraní, později dozděného na úroveň původní brány. Nejstarší část brány je v přízemí zaklenuté valenou klenbou. Na vnitřní straně průjezd s gotickým lomeným obloukem uzavírala dvoukřídlá vrata, na vnější straně je průjezdový lomený gotický portál opatřen kladkami pro padací most. Na levé straně směrem od města na budovu navazuje nárožní věžový přístavek schodiště. Navazující, původně otevřené a nezastřešené čtvercové předbraní bylo k bráně připojeno dodatečně, následně pravděpodobně na přelomu 15. a 16. století bylo zaklenuto křížovou klenbou již renesančního tvarosloví. V bočních stěnách jsou umístěny výklenky sedilií a průchody do prostoru parkánu. Předbraní se také zavíralo vraty a padacím mostem, otvor pro vpadlinu padacího mostu v portálu nedosahuje výšky lomeného oblouku, který tak protíná. Předbraní bylo v téže době dozděno na úroveň druhého patra, tedy do výšky původní části brány a spojeno tak s ním v jeden objekt pod jednu střechu. Ve druhém patře je zboku směrem na západ vestavěn arkýřový prevét. Střecha objektu je barokní mansardová. Fasáda je pokryta hrubou, pouze lžící strhávanou omítkou, která je rekonstrukcí původní gotické omítky. Orámování okenních otvorů je tvořeno světlou hlazenou omítkou, nad vjezdem, na straně ke městu, je vymalován městský znak, orámovaný vavřínovým věncem. Průjezd s křížovou klenbou a stěny původního předbraní pokrývají částečně dochované malby s biblickou tematikou, na východní boční straně je v průjezdu umístěna Kalvárie namalovaná na dřevěných deskách, umístěných na dřevěných sloupech.

#### Vnější část
Se vznikem vnějšího opevnění byla zbudována pravděpodobně již na konci 15. století vnější brána (dříve mohla mít pouze charakter předbraní), která byla dále výrazně do dnešní podoby upravena v roce 1527, kdy byl taktéž představěn před bránu barbakán. Podoba barbakánu, ukončeného cimbuřím, je dobře viditelná na obrazu Jindřicha de Verle z roku 1670. Úprava a zřejmě i urychlené dokončení prací na novém opevnění bylo pravděpodobně ovlivněno, jako i v jiných městech v téže době, strachem ze vpádu tureckých vojsk do střední Evropy. Fasádu brány pokrývá hrubá, pouze lžící strhávaná omítka světlé pískové barvy, nárožní bosáž a vrcholové části atiky jsou pokryty světlou hlazenou omítkou šedé barvy. Fasáda vrcholí atikou ve formě cimbuří s nárožními věžičkami, obíhající po celém obvodu střechy. Střecha objektu za atikou je dvoupultová. Podoba atiky s nárožními věžičkami nápadně připomíná tzv. Kamenný dům ve Frankfurtu n. Mohanem, postavený v roce 1464 a obecně jsou zde patrné pozdněgotické vlivy Porýní, později však přetavené podunajskou renesancí (forma atiky ale prapůvodně vychází z italské pevnostní architektury a architektury městských paláců). Vnější lomený portál s kladkami a vpadlinou pro padací most, je ještě pozdně gotický, vnitřní část do města je otevřená (překlenutí širokým plochým obloukem na kamenné sloupy) a v přízemí zaklenutá renesanční křížovou klenbou nesenou kamennými sloupy. V patře je umístěna galerie. V prostoru barbakánu byla dříve umístěna celnice, dodnes zčásti zachovaná v předstupující části domu č.p. 26. Na průčelí je pod malbou Rožmberského jezdce umístěn široký vrhací arkýř, vysazený v patře na krakorcích.

#### Malovaná výzdoba Dolní brány

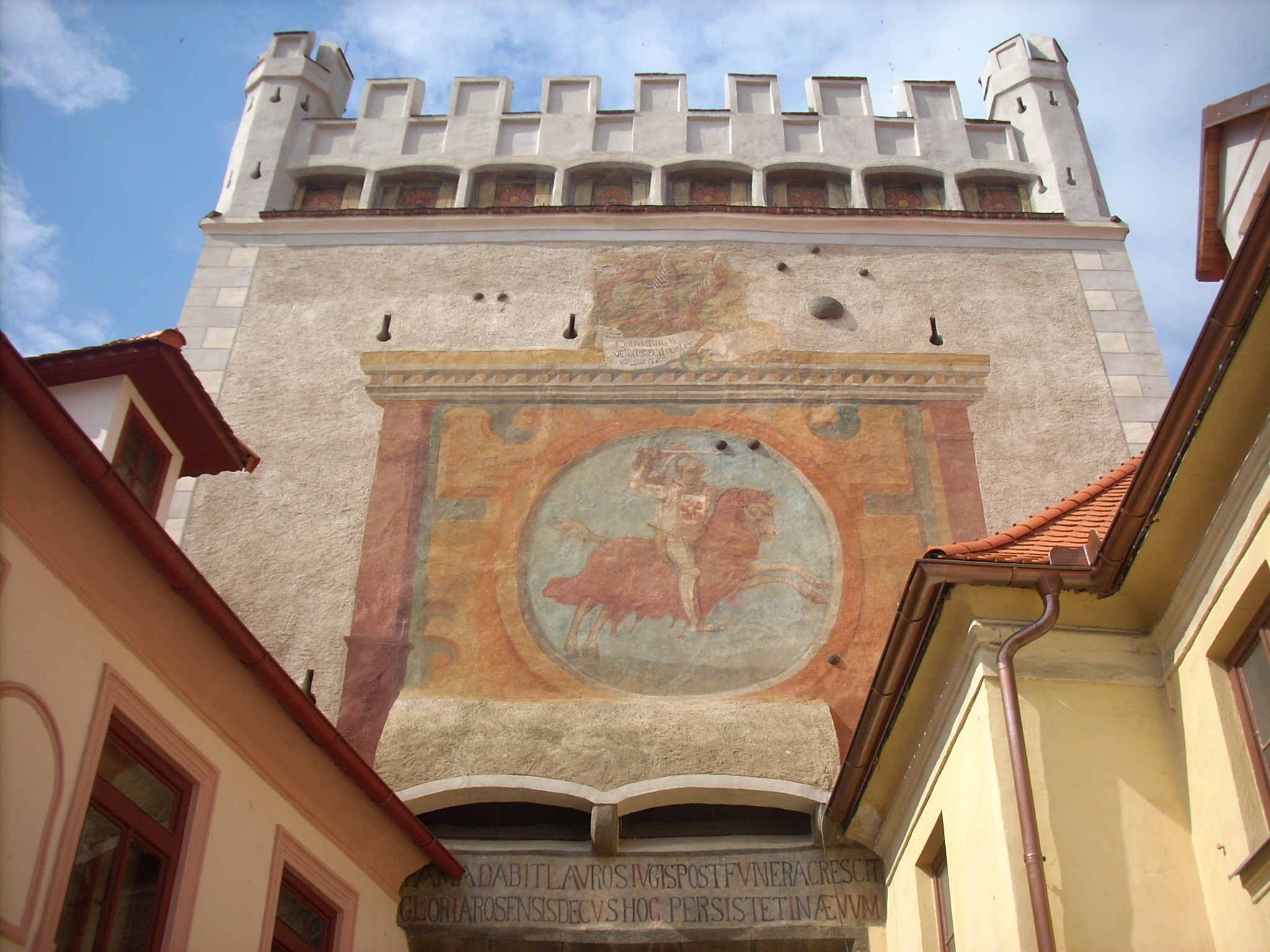
Dolní brána, malovaná výzdoba s Rožmberským jezdcem

Vstupní průčelí vnější brány zdobí nástěnná malba s Rožmberským jezdcem, umístěná v architektonicky ztvárněné kartuši a orámována rolwerky. Datace výzdoby fasády je obvykle kladena do roku 1569, malba však v následujících staletích prošla vícero opravami, které drobně pozměnily zejména podobu kartuše a orámování Rožmberského jezdce. Jako vzor pro vyobrazení rožmberské jezdce posloužil grafický list Viléma z Rožmberka z roku 1557. Podoba Rožmberského jezdce je dobře patrná i z vyobrazení Dolní brány na obrazu Jindřicha de Verle, z něho zle vyčíst, že i vnitřní část brány byla zdobena výmalbou a v detailu je možné rozeznat pravděpodobně erb Viléma z Rožmberka (o znaku se zmiňuje i Mareš se Sedláčkem). Nad Rožmberským jezdcem se vznáší genius s nápisem: „Laudamus veteres sed nostris utimur annis“. V českém překladu: „Staré chválíme, ale ve své době žijeme“. Přímo nad vstupním portálem, je vymalován majuskulní nápis: „FAMA DABIT LAVRO SIVGIS POST FVNERA CRESCIT / GLORIA ROSENSIS DECVS HOC PERSISTET IN AEVVM“ V českém překladu: „Pověst odmění veliké námahy. Po smrti poroste sláva Rožmberků. Tato ozdoba potrvá na věky“. Průčelí zdobí dále v atice vymalované heraldické pětilisté červené růže.
Průjezd vnitřní část Dolní brány, tedy jeho původního severního předbraní, na ploše křížové klenby a na stěnách čel klenebních kápí, pokrývá malba, pouze částečně dochovaná. Na klenbě jsou vyobrazena oblaka, poblíž vrcholu klenby je zobrazen trojúhelník s okem jako symbol Nejsvětější trojice, ve vrcholu klenby je pak vyobrazena Holubice Ducha svatého. Na západní stěně průjezdu je vyobrazen výjev ze Starého zákona, zobrazující Mojžíše, který podle rady Hospodina vztyčil v táboře Židů hada na holi. Pod nápisem je zbytek minuskulního černého nápisu s červeným podkladem. Na severní straně nad portálem je dochován částečně výjev krajiny, kde dlouhá zeď odděluje krajinu se skalisky v pozadí od roviny vyplněné flórou. Může se jednat o vyobrazení Ráje. Malba na východní stěně průjezdu je poškozena natolik, že nelze rozeznat původní námět. Na stejné východní straně průjezdu je dochováno Ukřižování vytvořené malbou na dřevě. Postavy Krista, Panny Marie a sv. Jana jsou vyříznuté z prken a vynesené na svislých dřevěných trámech. Malba na klenbě a stěnách předbraní vznikla pravděpodobně někdy v průběhu 16. století, při obnově po třicetileté válce byla malba barokně upravena (domalována Holubice a Nejsvětější trojice).

### Horní brána (též zvaná Pasovská)

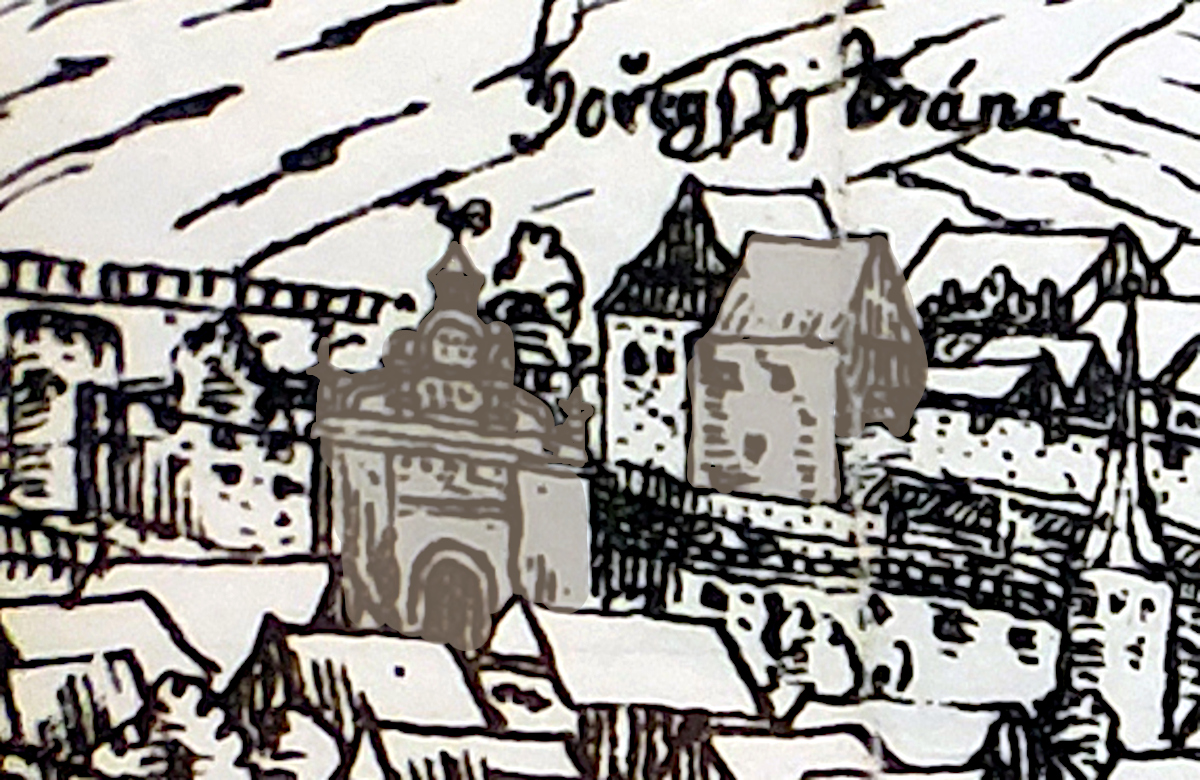
Vyobrazení Horní brány na vedutě Jana Willenberga z roku 1602

Nedochovaná Horní brána se taktéž skládala z průjezdové věže a předbraní. Půdorysně byl objekt vnitřní části Horní brány typologicky podobný vnitřní částí Dolní brány a pravděpodobně vznikly přibližně ve stejné době, tedy v 2. pol. 14. století (nejstarší zmínka je z roku 1376). Podoba brány, v této době již značně přestavěné, je vidět na zakreslení z roku 1858, následně v roce 1860 byla brána zbořena. Zajímavostí na zaměření je, že brána zřejmě měla padací most i směrem k městu, což mohlo souviset s Rožmberským hrádkem u Horní brány, zbudovaném pravděpodobně v rozmezí let 1447–1448. Nelze vyloučit ani to, že ve stejném místě měl Hrádek svého předchůdce. Rožmberský hrádek sloužil pravděpodobně svému účelu pouze v letech 1448–1501, kdy po požáru města byl postupně v následujících desetiletích rozebírán a na jeho místě průběžně stavěny další měšťanské domy a městská sýpka. Poslední části hrádku jsou zřejmě zachovány v domě č.p. 130.
Vnější část Horní brány zanikla pravděpoodbně již počátkem 17. století (na obraze Jindřicha de Verle z roku 1670 již není patrná), když byla značně poškozena na začátku třicetileté války během dvojího obléhání města. Během třicetileté války byl vstup do města Horní branou zazděn a do města se tak dalo vstoupit pouze Dolní branou. Teprve v roce 1640 bylo rozhodnuto, že: „Co se týče Hořejší brány, aby se zase otevřela“. Podoba vnější části horní brány je vidět na Willenbergově vedutě z roku 1602. Brána měla okrasný renesanční štít s kohoutem (zajímavostí je jistá podobnost s pozdější kaplí sv. Antonína Paduánského z roku 1730 stojící u bývalé Holní brány, která je zřejmě volnou reminiscencí na štít původní brány). Z brány se do dnešní doby, dochovaly kromě základů, pouze boční zdi a dobře viditelné nárožní pilíře s navazující vnější hradbou u domů č.p. 126 a č.p. 127.

### Nová brána
Po roce 1832 byla zbudována v dnešní Husově ulici mezi č.p. 75 a č.p. 76 tzv. Nová brána, byla však již v polovici 19. století zbořena. Nová brána byla zbudována na místě původní šatlavy. Původní budova šatlavy byla mohutný hranolový objekt gotického původu, který měl zřejmě i obranou funkci v rámci městských hradeb.

### Městské bašty

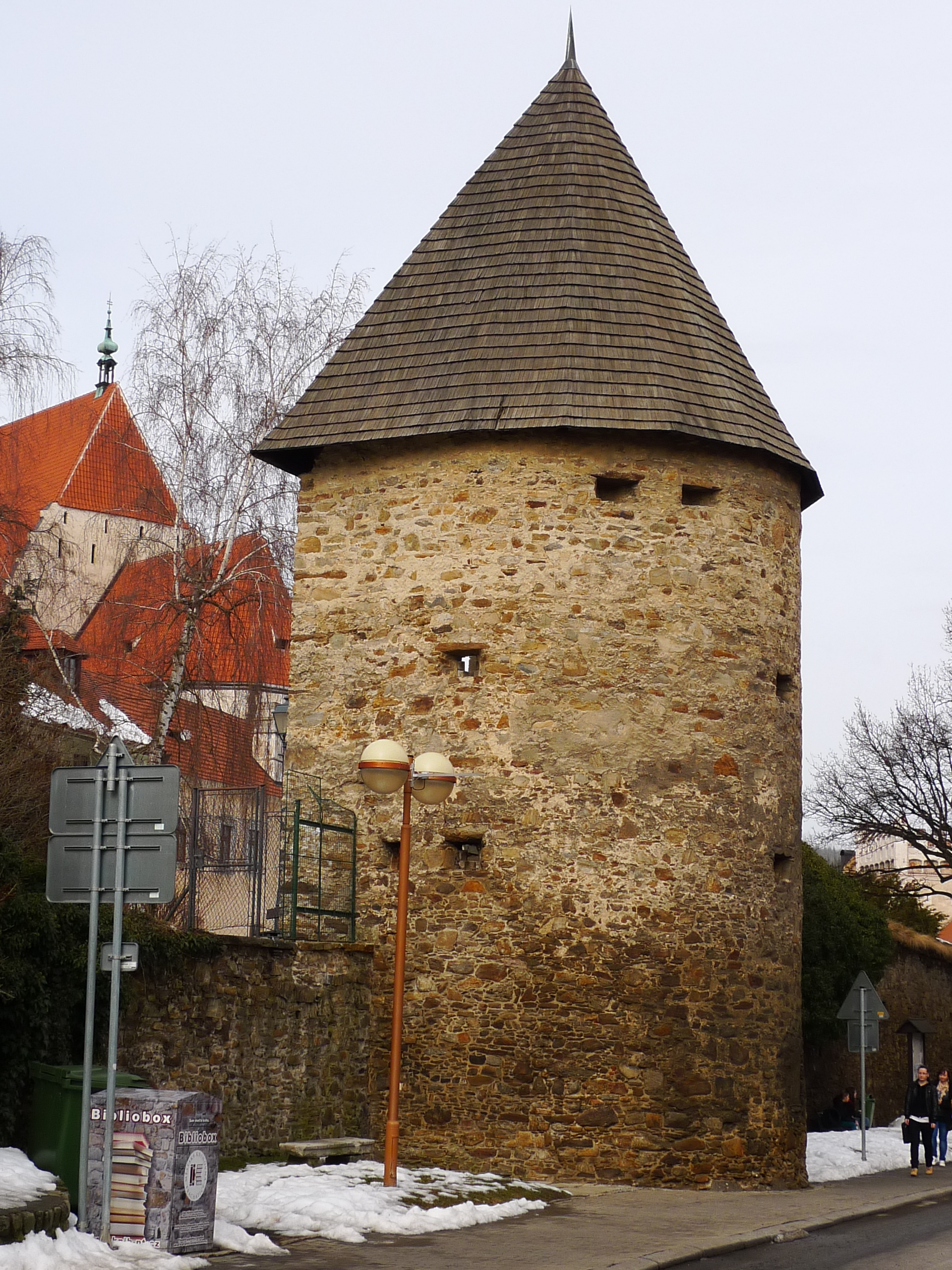
Prachatice, městské opevnění, bašta Helvít

Do dnešní doby se dochovalo sedm z původních devíti okrouhlých, dovnitř otevřených, bašt vnějšího městského opevnění. Časově a typologicky se liší bašty na východní a západní straně opevnění. Bašty na západní straně (u č.p. 133, 137, 142 a 146) jsou nižší, mají přibližně půlkruhový dovnitř otevřený půdorys, nebyly pravděpodobně zastřešené a vznikly pravděpodobně dříve než bašty ve východní části opevnění. Bašty mají v úrovni přízemí radiálně pravidelně rozmístěné štěrbinové střílny, v úrovni prvního patra pak klíčové střílny. Bašty východní částí opevnění města (u č.p. 149, 154 a bašta Helvít) byly výrazně vyšší, o čtyřech podlažích a mají přibližně eliptický, dovnitř otevřený půdorys. Všechna patra měla trámový strop. V úrovni přízemí a podlaží jsou využity oboustranně otevřené střílny, doplněné v druhém patře střílnami klíčovými. Zastřešení těchto bašt bylo vysokými kuželovými střechami. Nejznámější, nejvyšší a jedna z nejlépe dochovaných bašt městského opevnění se nazývá „Helvít“, bašta je přístupná z prostoru Parkánu a její výstavba je datována podle dendrochronologické analýzy stromů pokácených v rozmezí let 1497–1510. Na jižní straně opevnění, při Dlouhé ulici u č.p. 84 a č.p. 95 zanikly bašty opevnění patrně již v 18. století, v místech původních bašt jsou dnes patrné dodatečné dozdívky zdiva hradby.

## Galerie

Dolní brána, renesanční vnější část
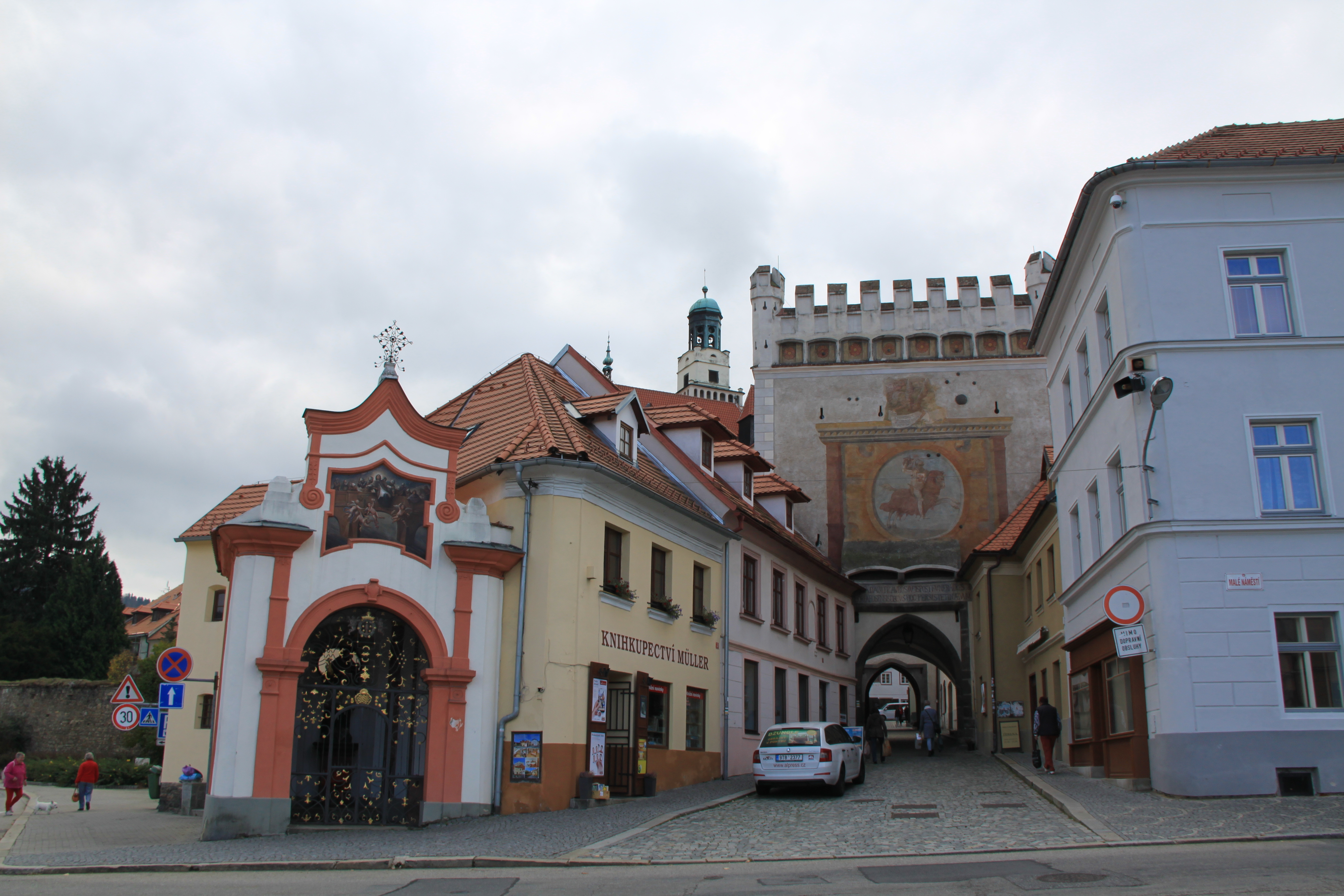
Dolní brána (vnější část), vstup do města z prostoru Malého náměstí
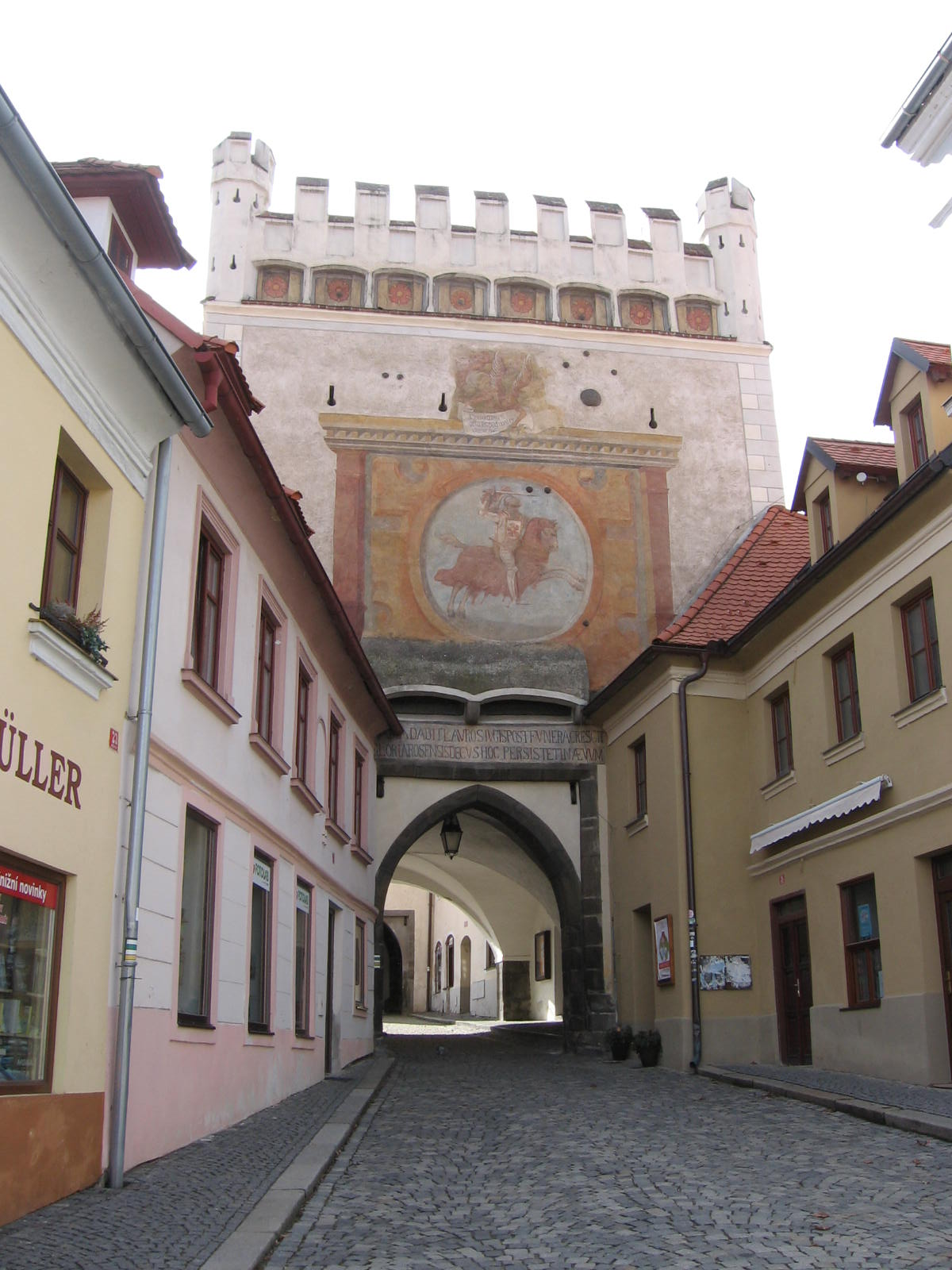
Dolní brána (vnější část), vstup do města z prostoru Malého náměstí
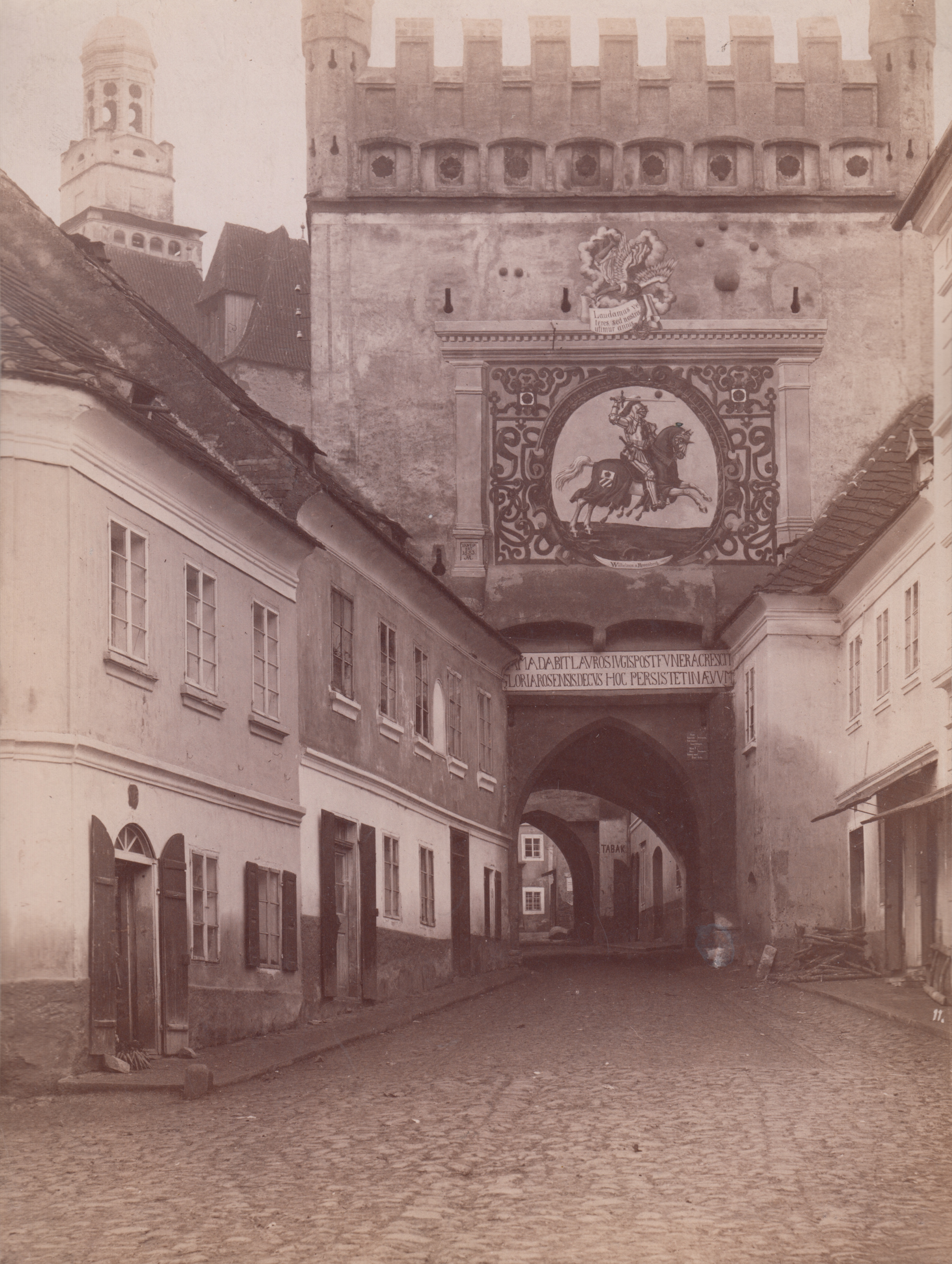
Dolní brána (vnější část), fotografie z roku 1890
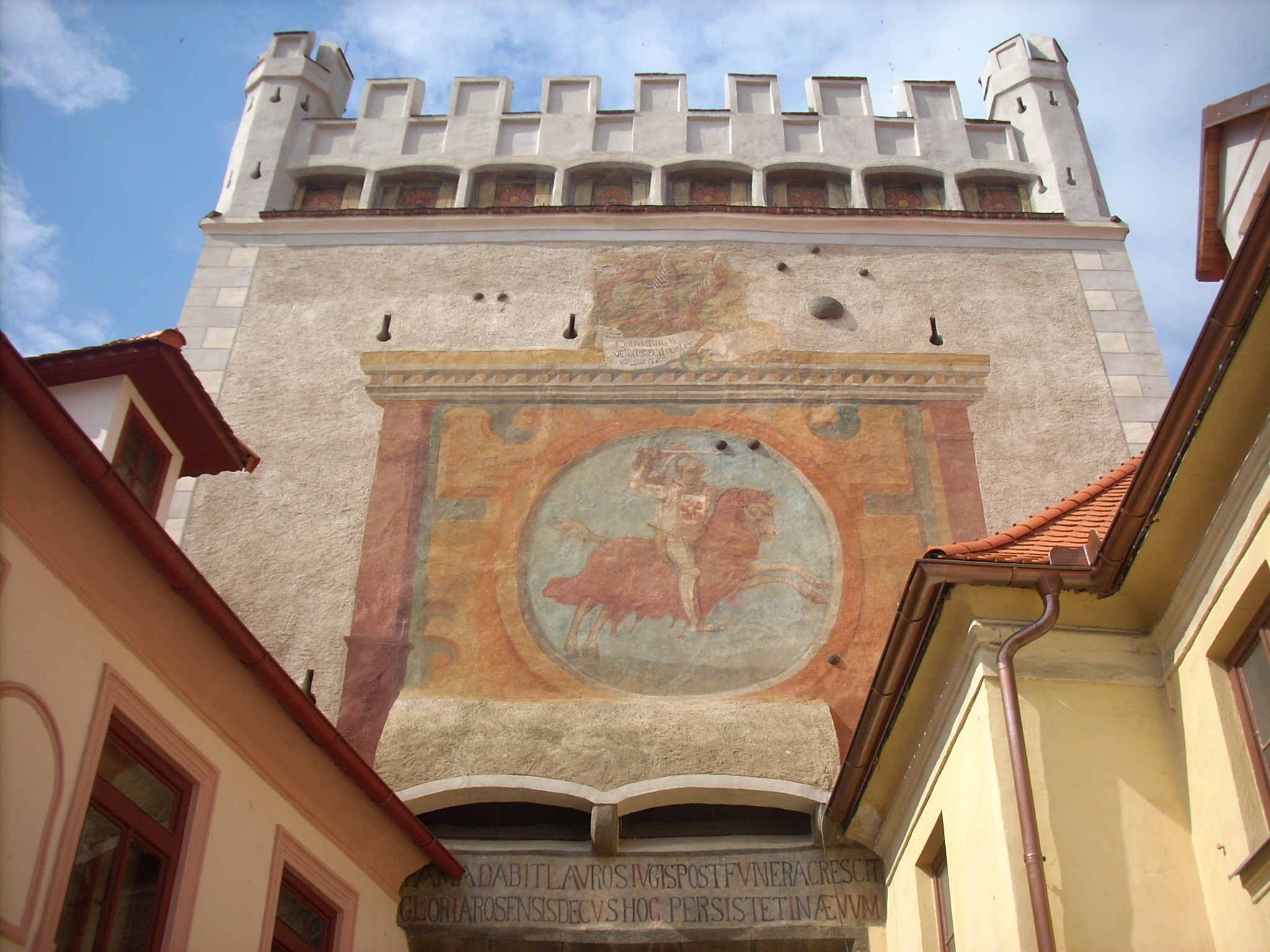
Dolní brána (vnější část), malba Rožmberského jezdce
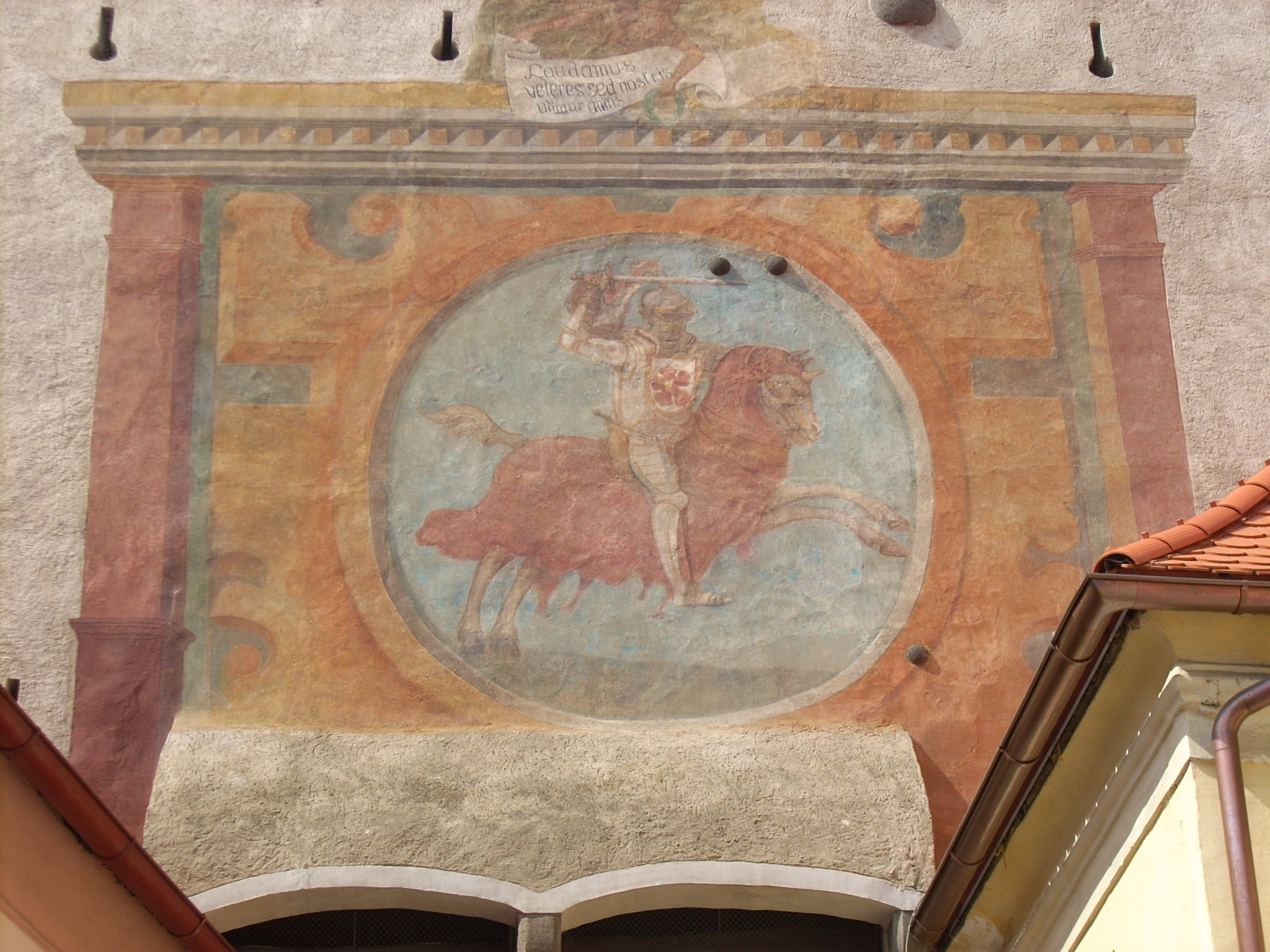
Dolní brána (vnější část), malba Rožmberského jezdce
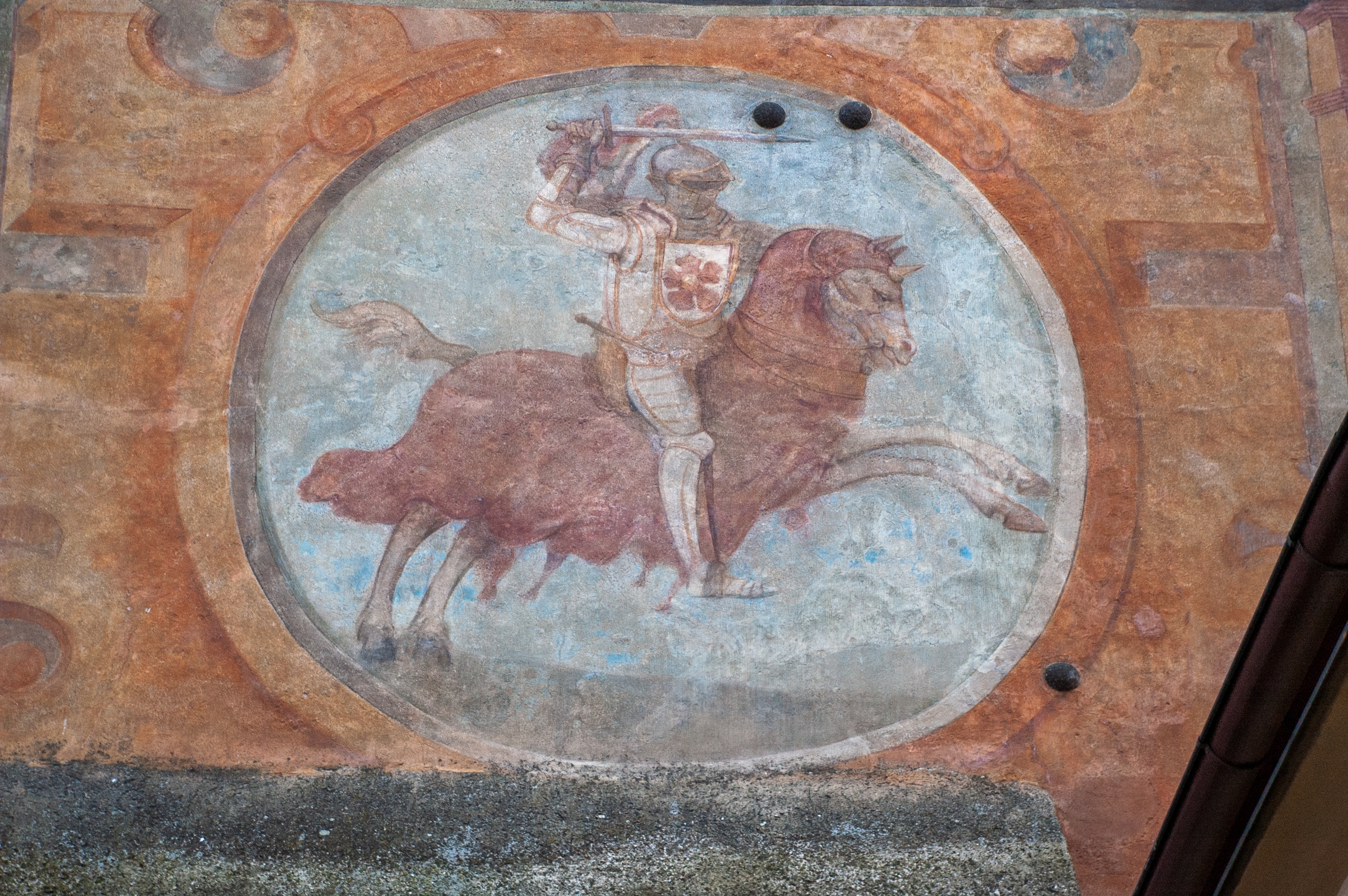
Dolní brána (vnější část), malba Rožmberského jezdce
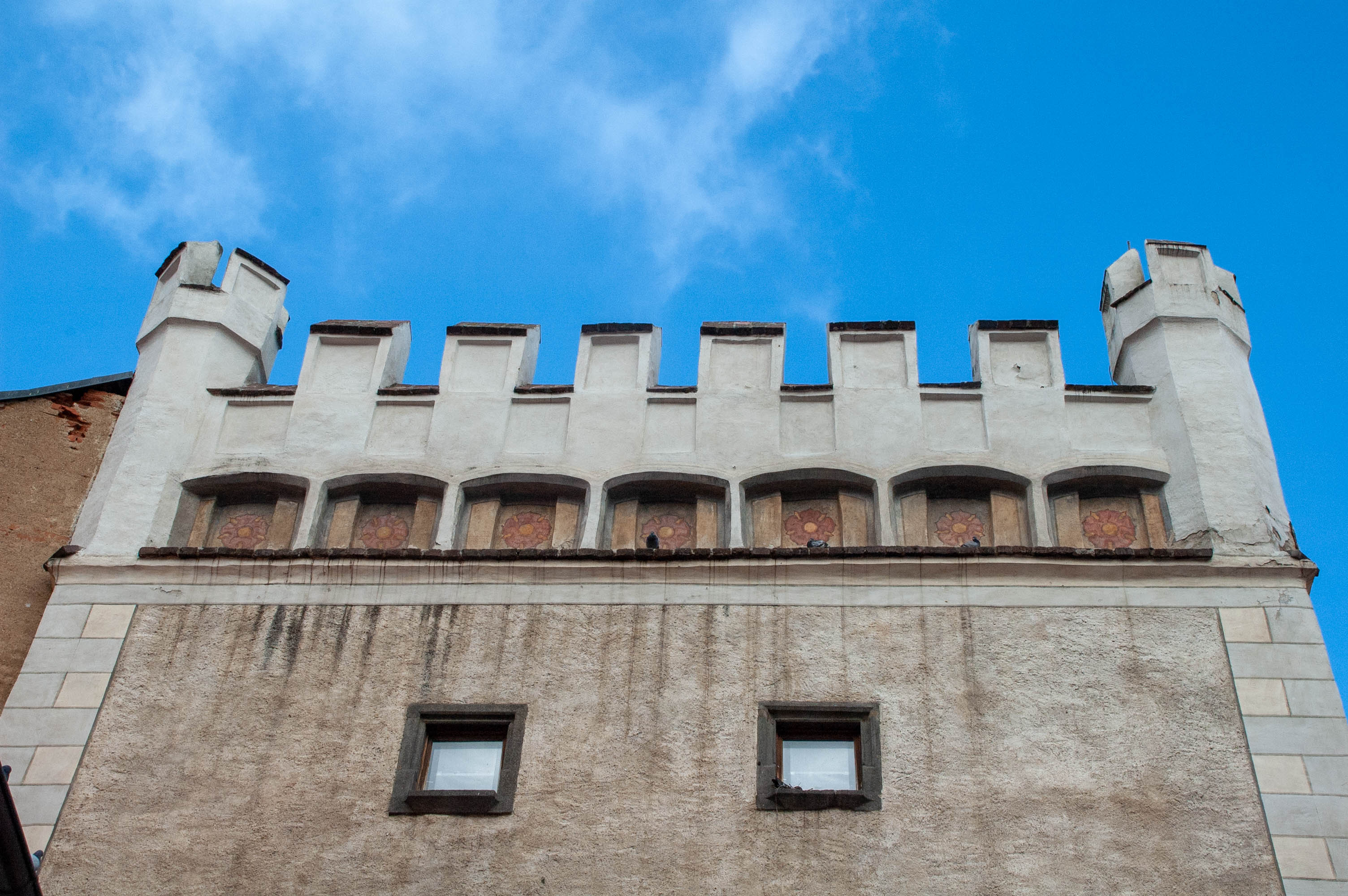
Dolní brána (vnější část), detail atiky s cimbuřím
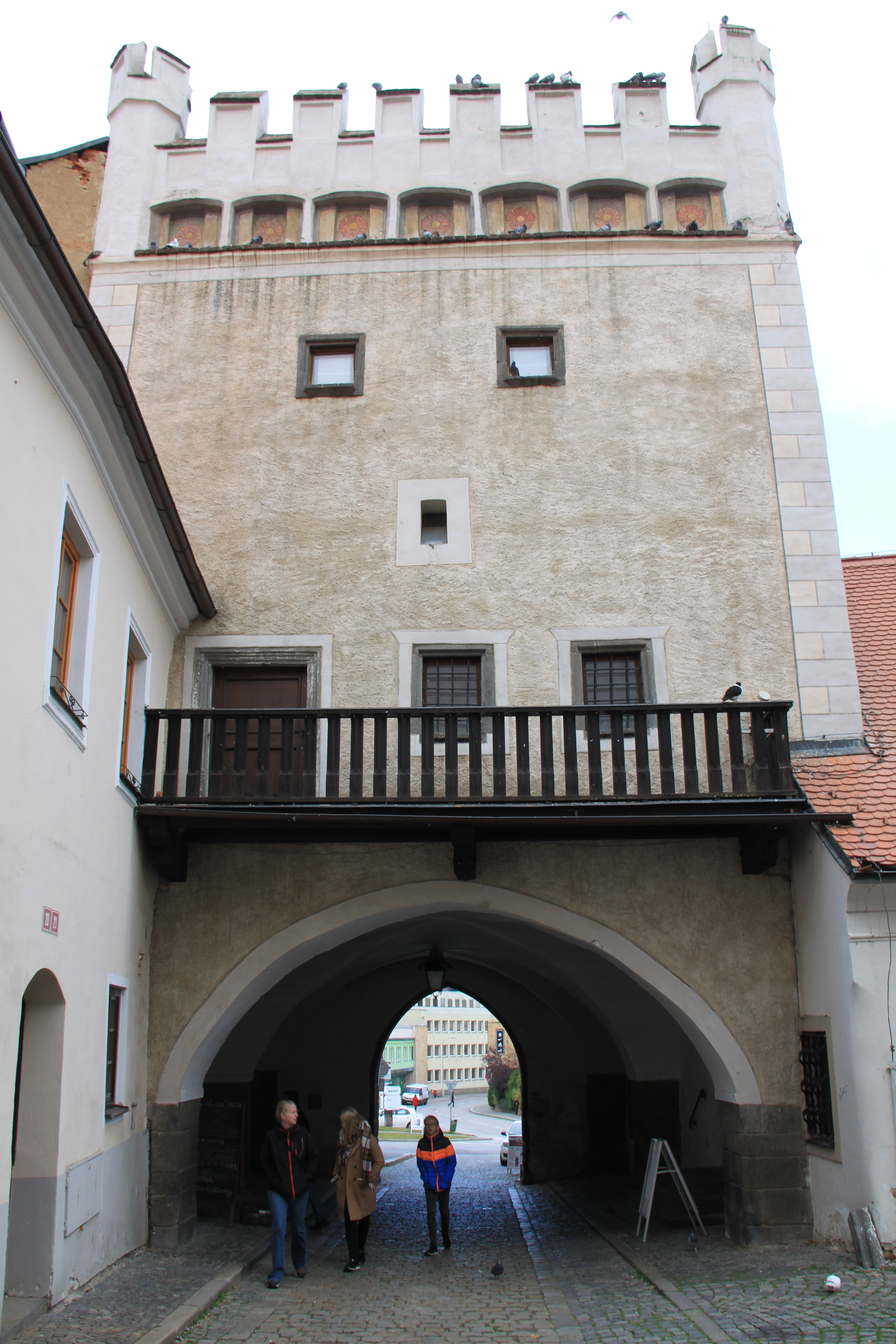
Dolní brána (vnější část), pohled z prostoru mezibraní
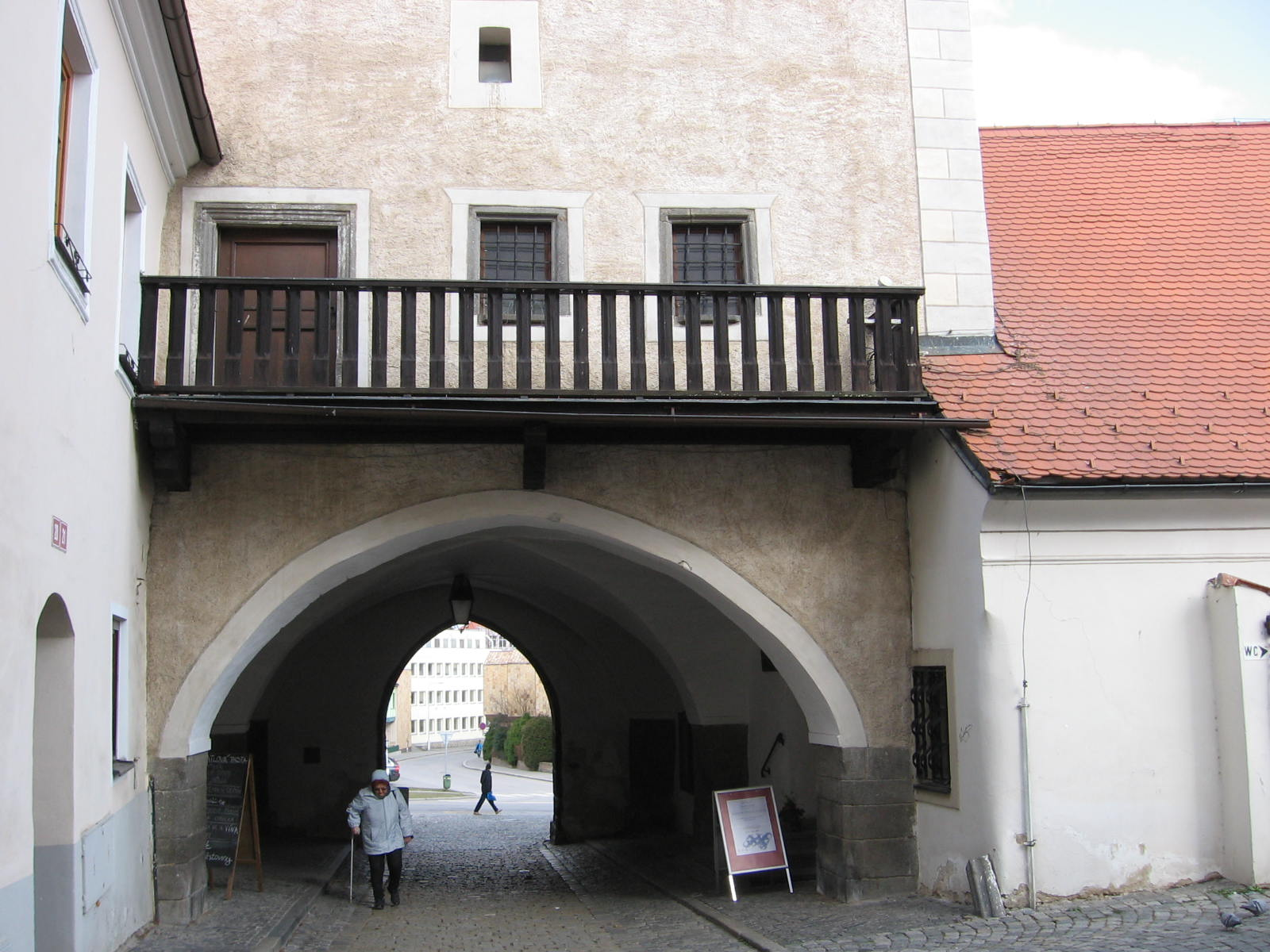
Dolní brána (vnější část), pohled z prostoru mezibraní
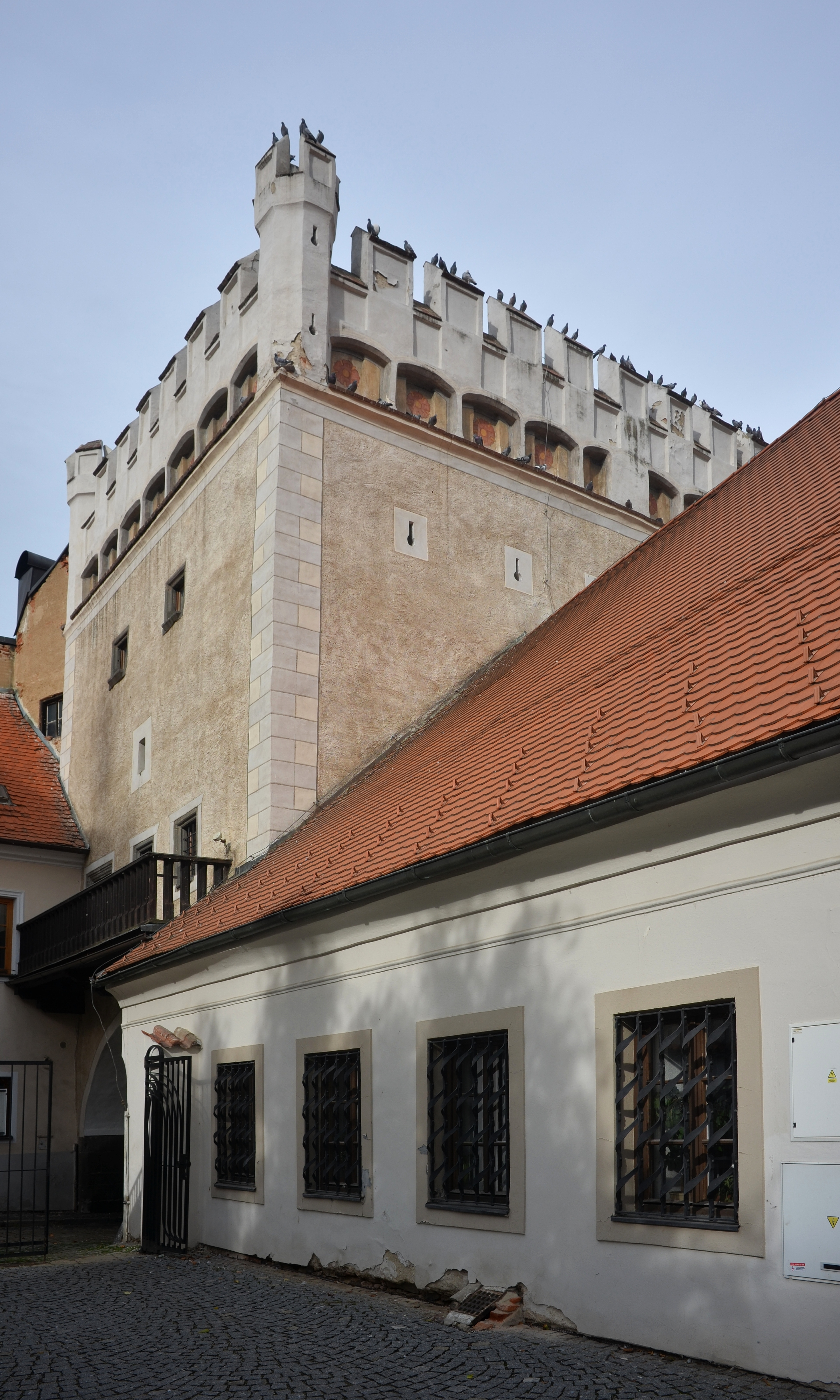
Dolní brána (vnější část), pohled z parkánu
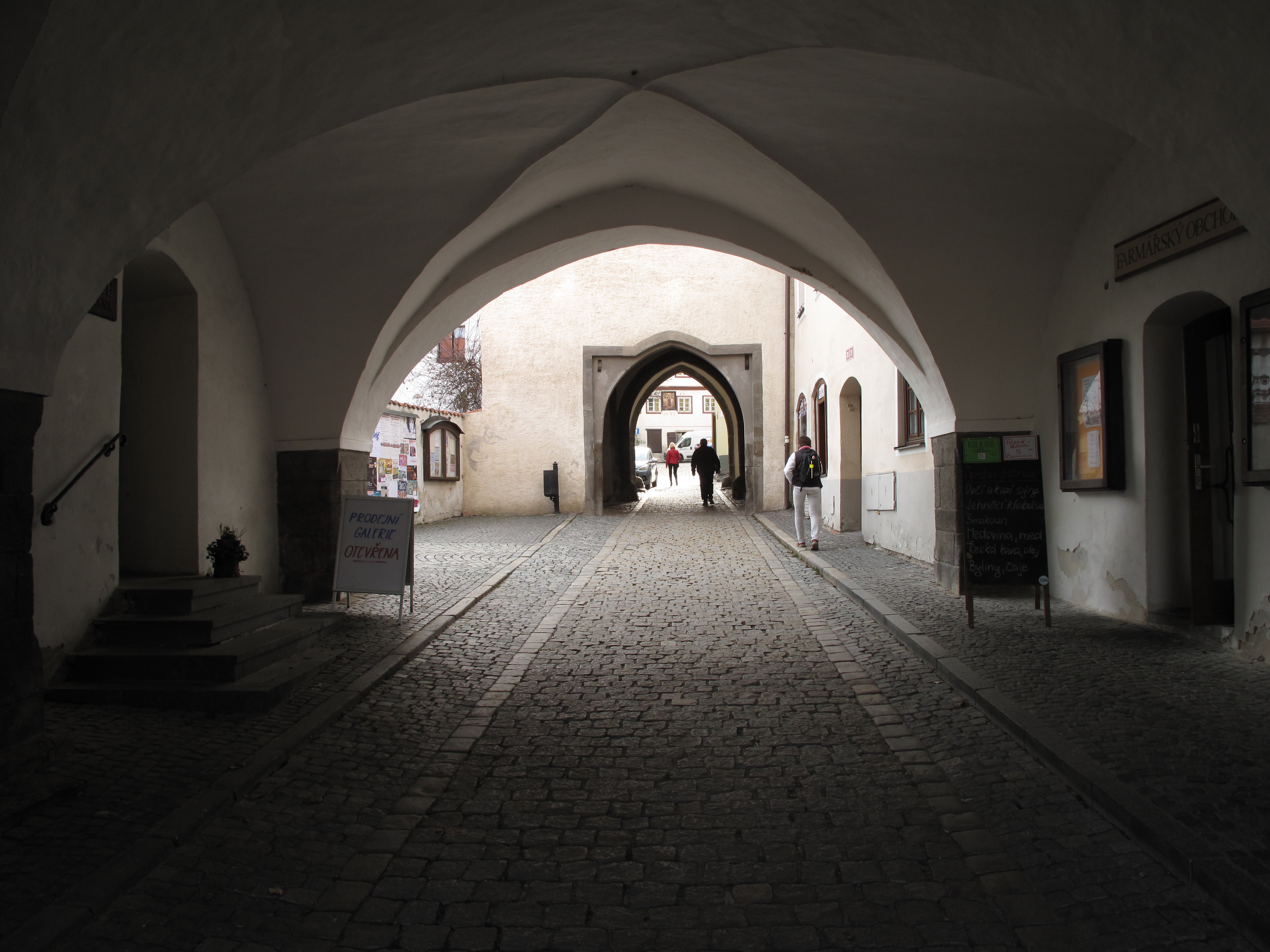
Dolní brána (vnější část), zaklenutí průjezdu
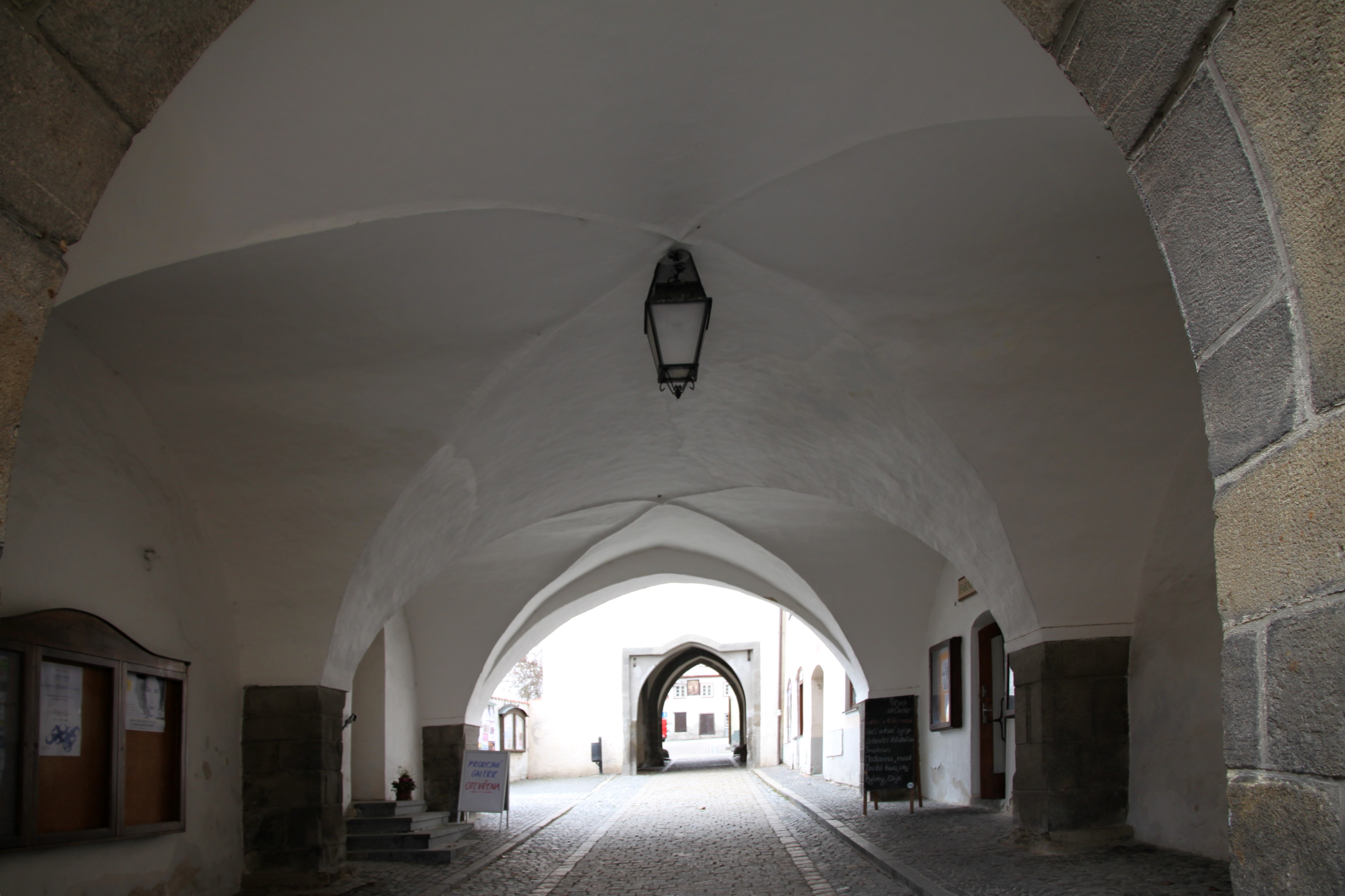
Dolní brána (vnější část), klenba průjezdu
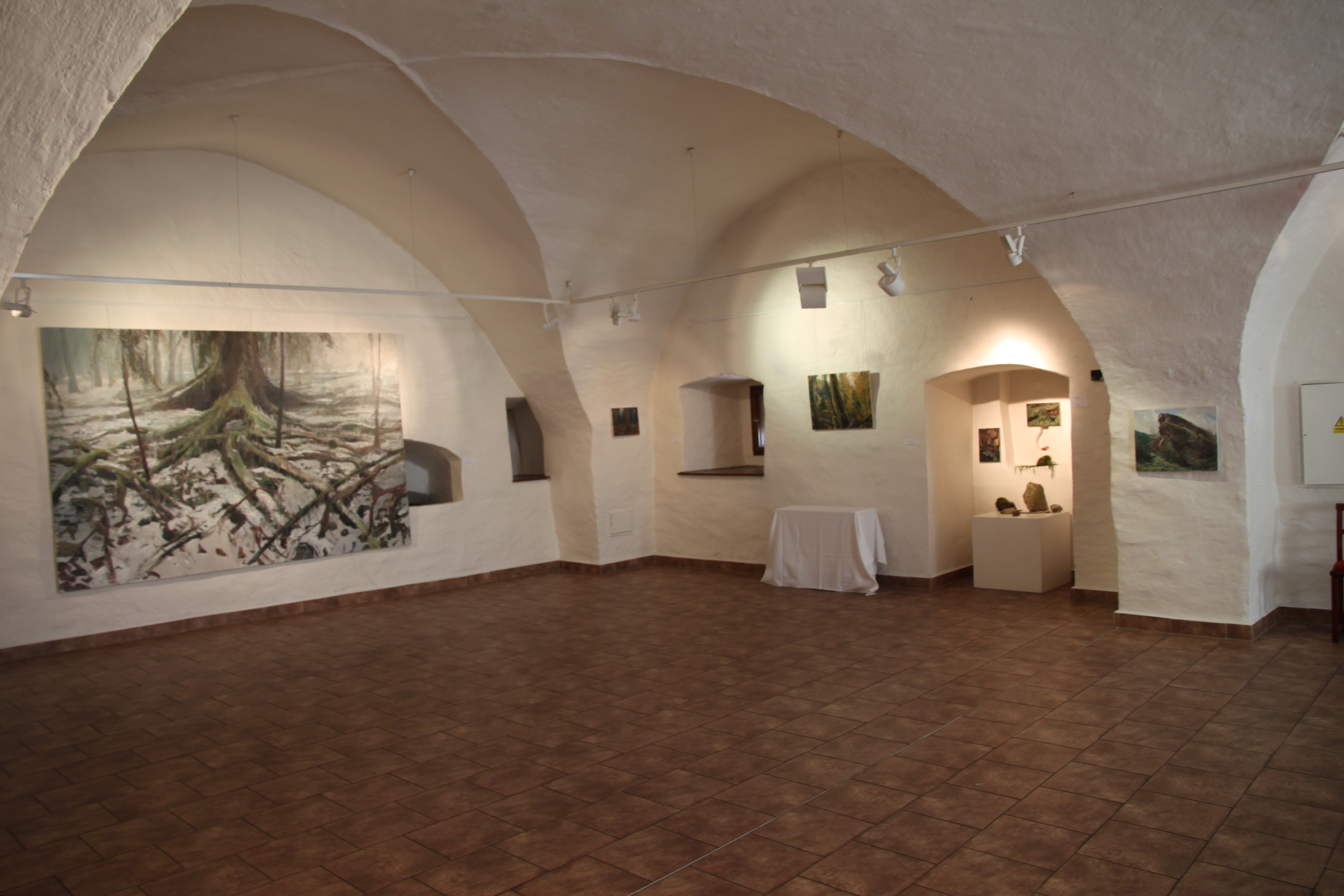
Dolní brána (vnější část), prostory galerie v prvním patře
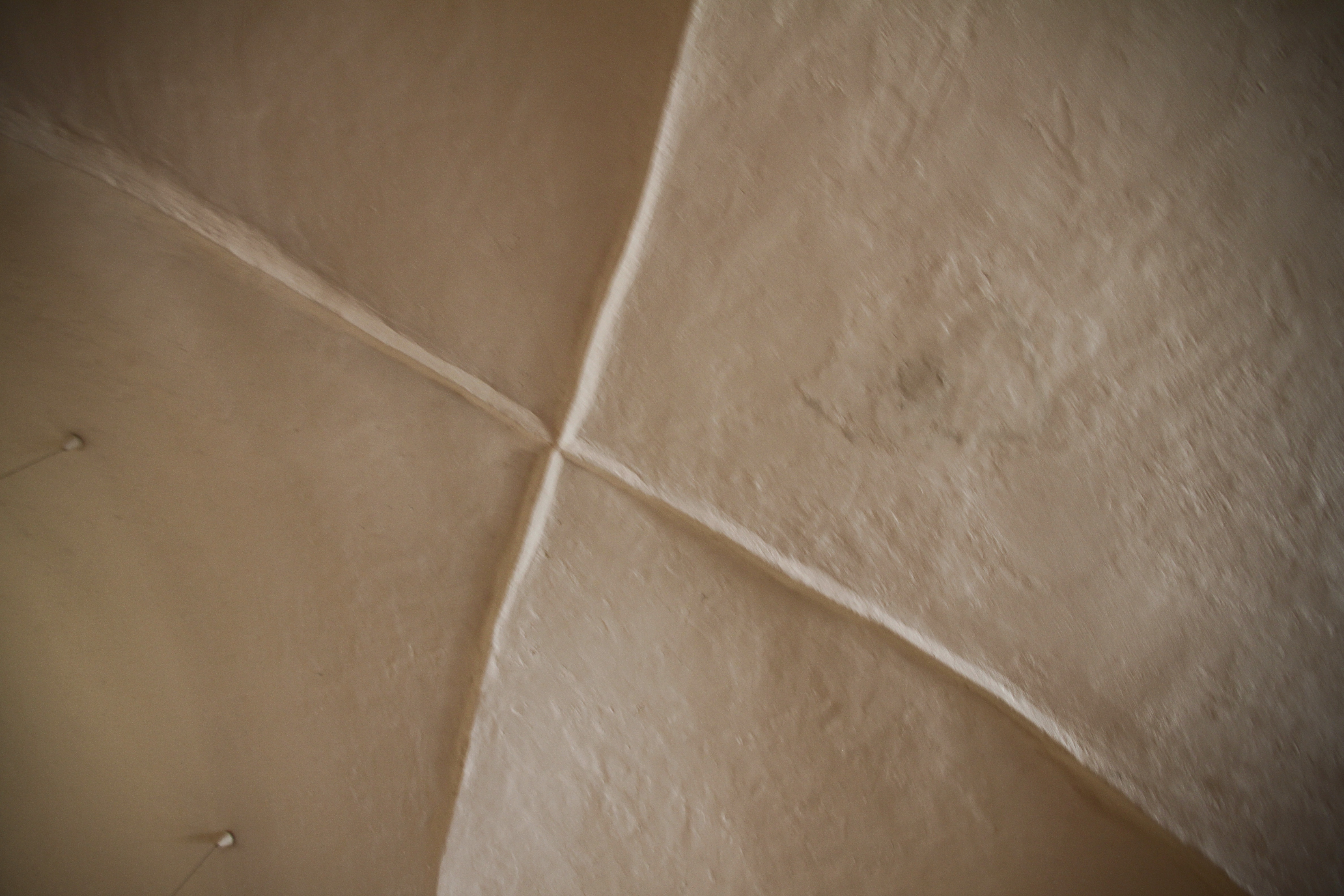
Dolní brána (vnější část), prostory galerie v prvním patře, klenba

Dolní brána, gotická vnitřní část
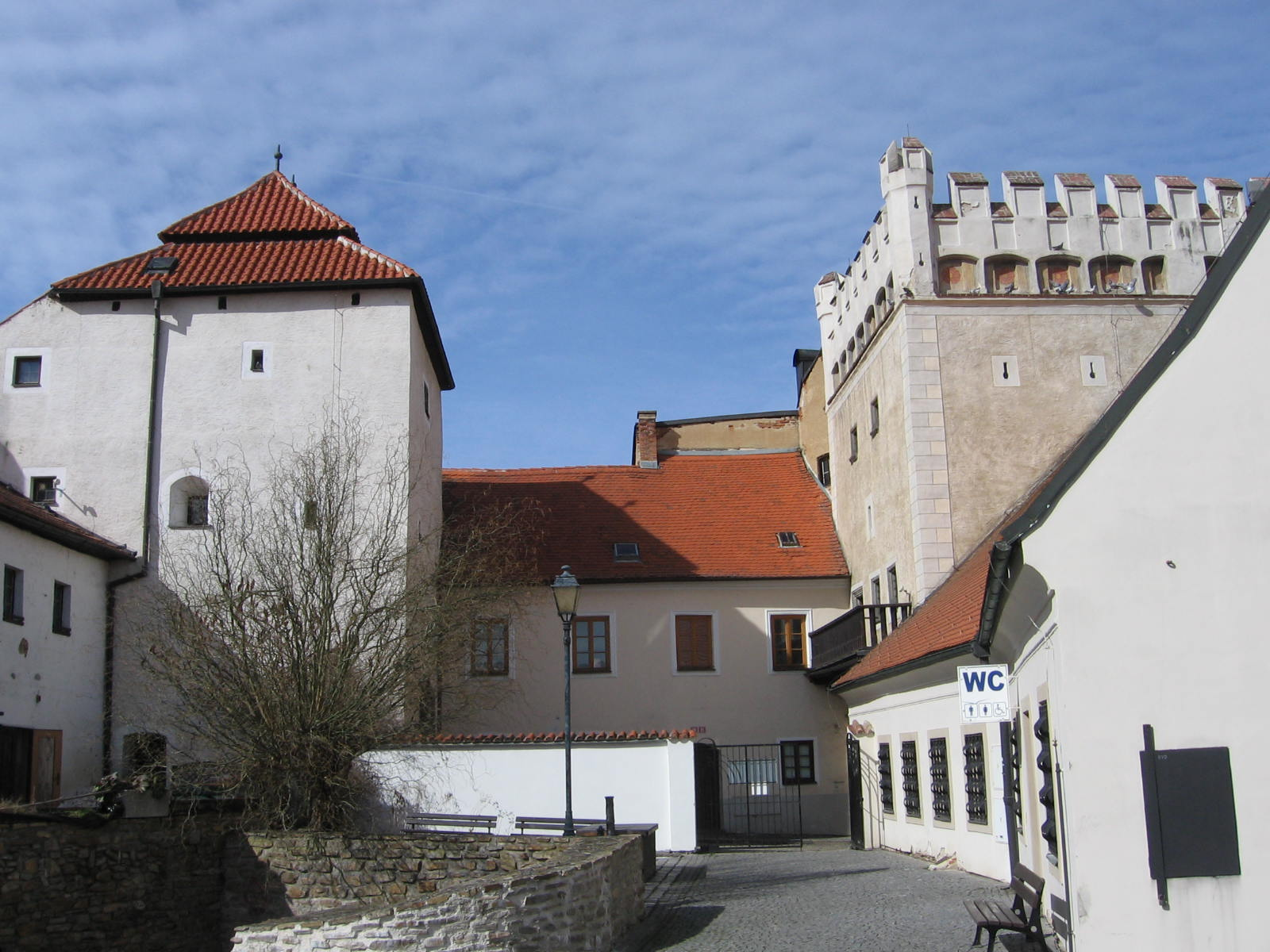
Dolní brána (vnitřní i vnější část), pohled z Parkánu
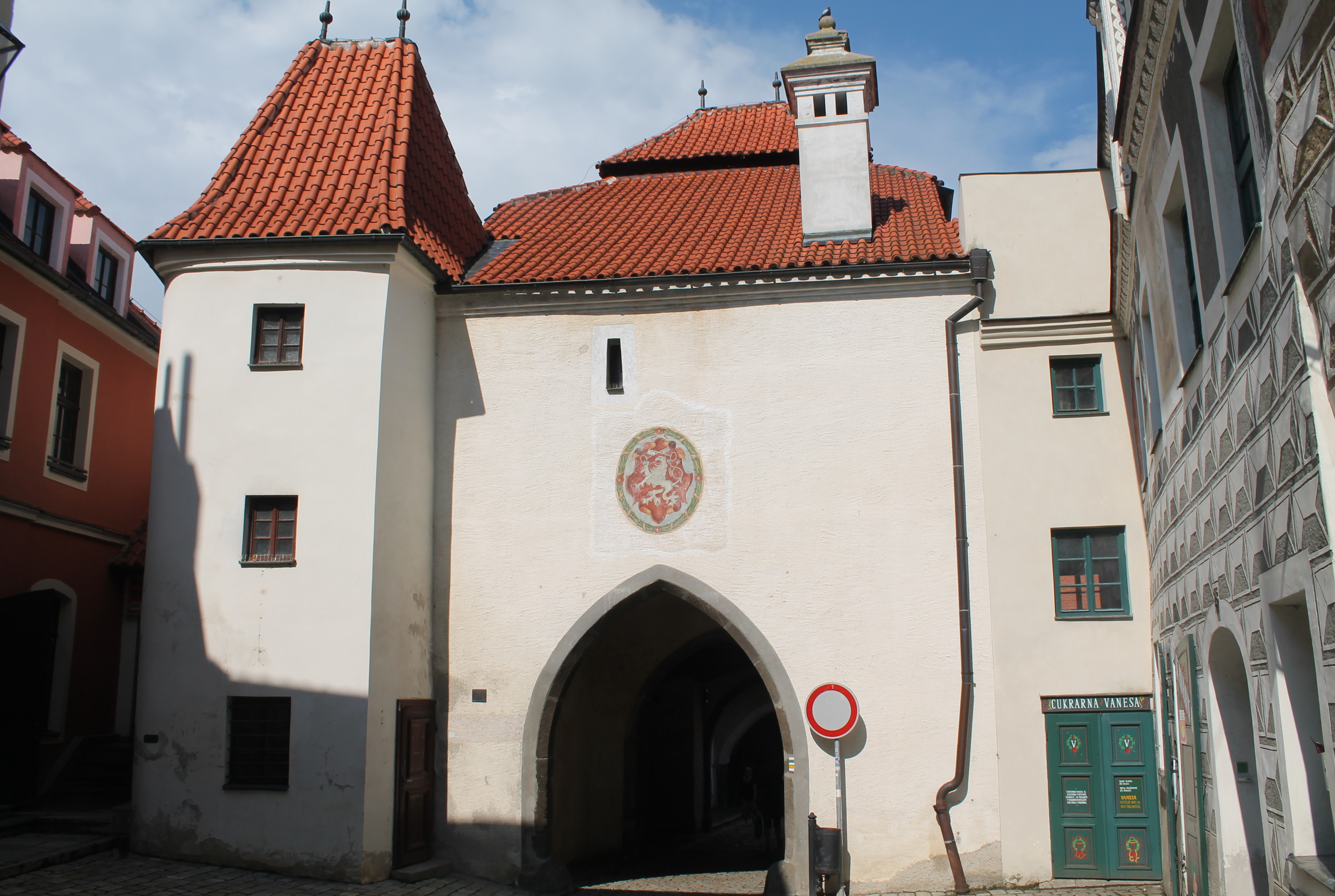
Dolní brána (vnitřní část), pohled z města
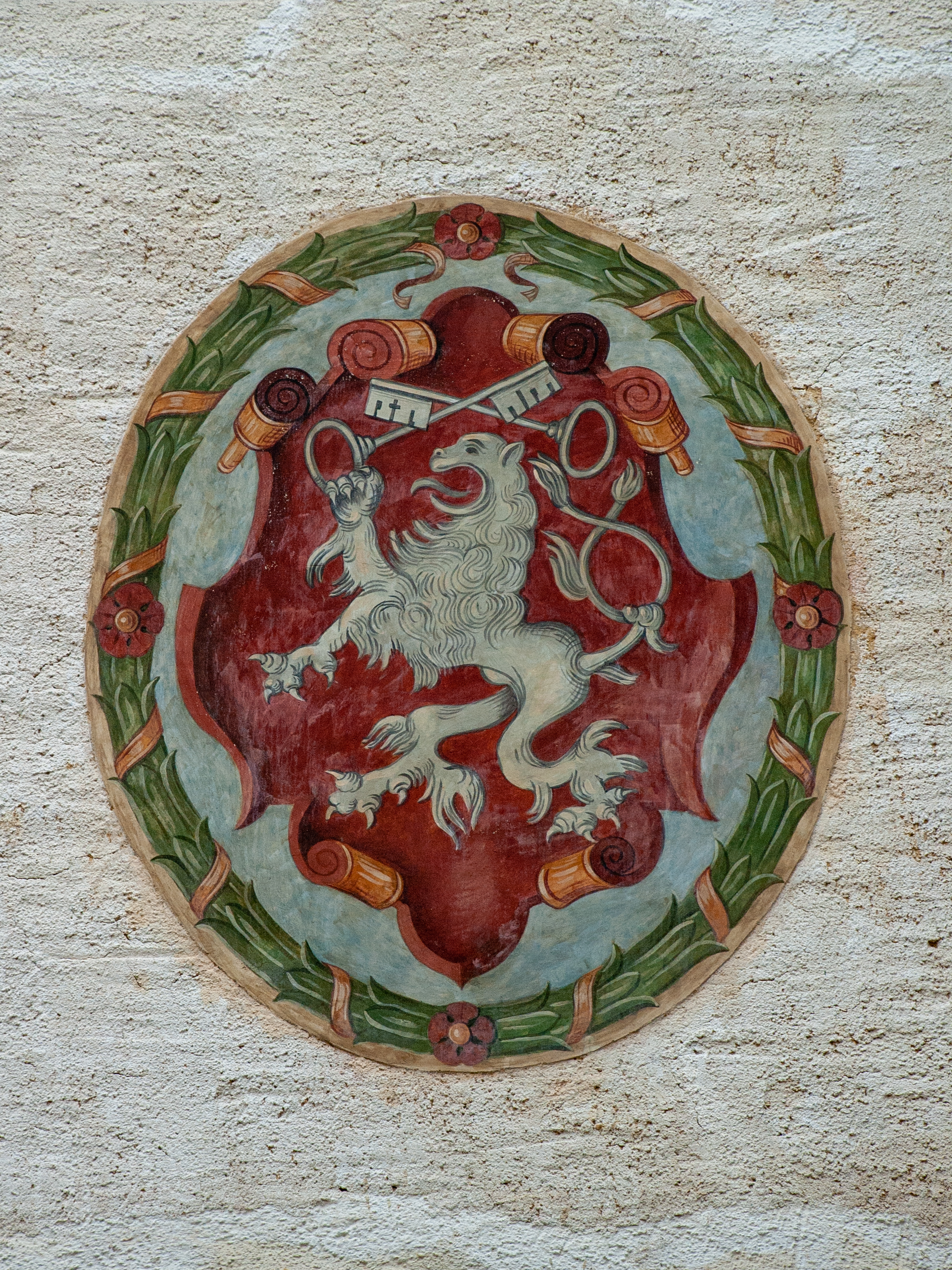
Dolní brána (vnitřní část), detail znaku města Prachatice
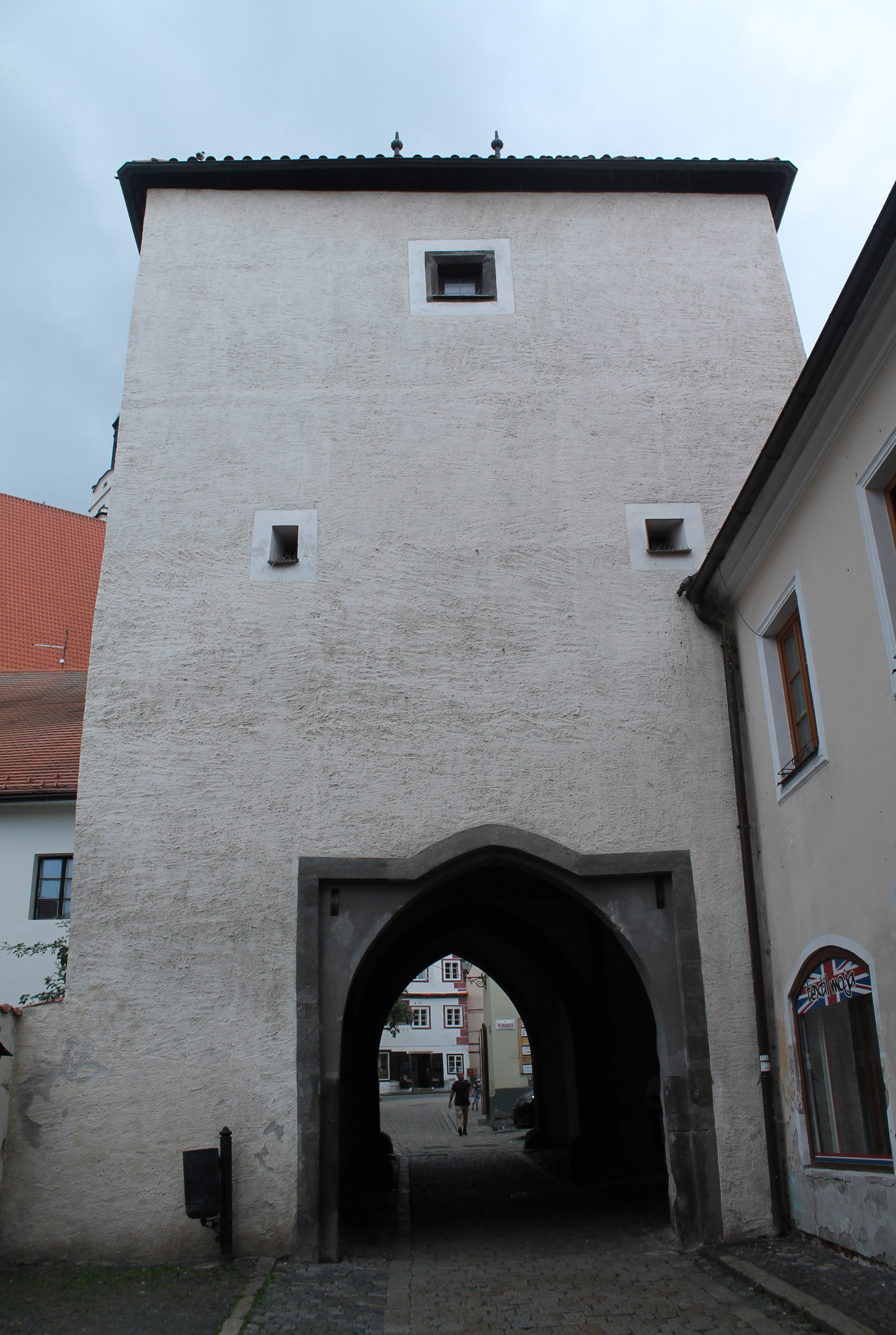
Dolní brána (vnitřní část), pohled z mezibraní
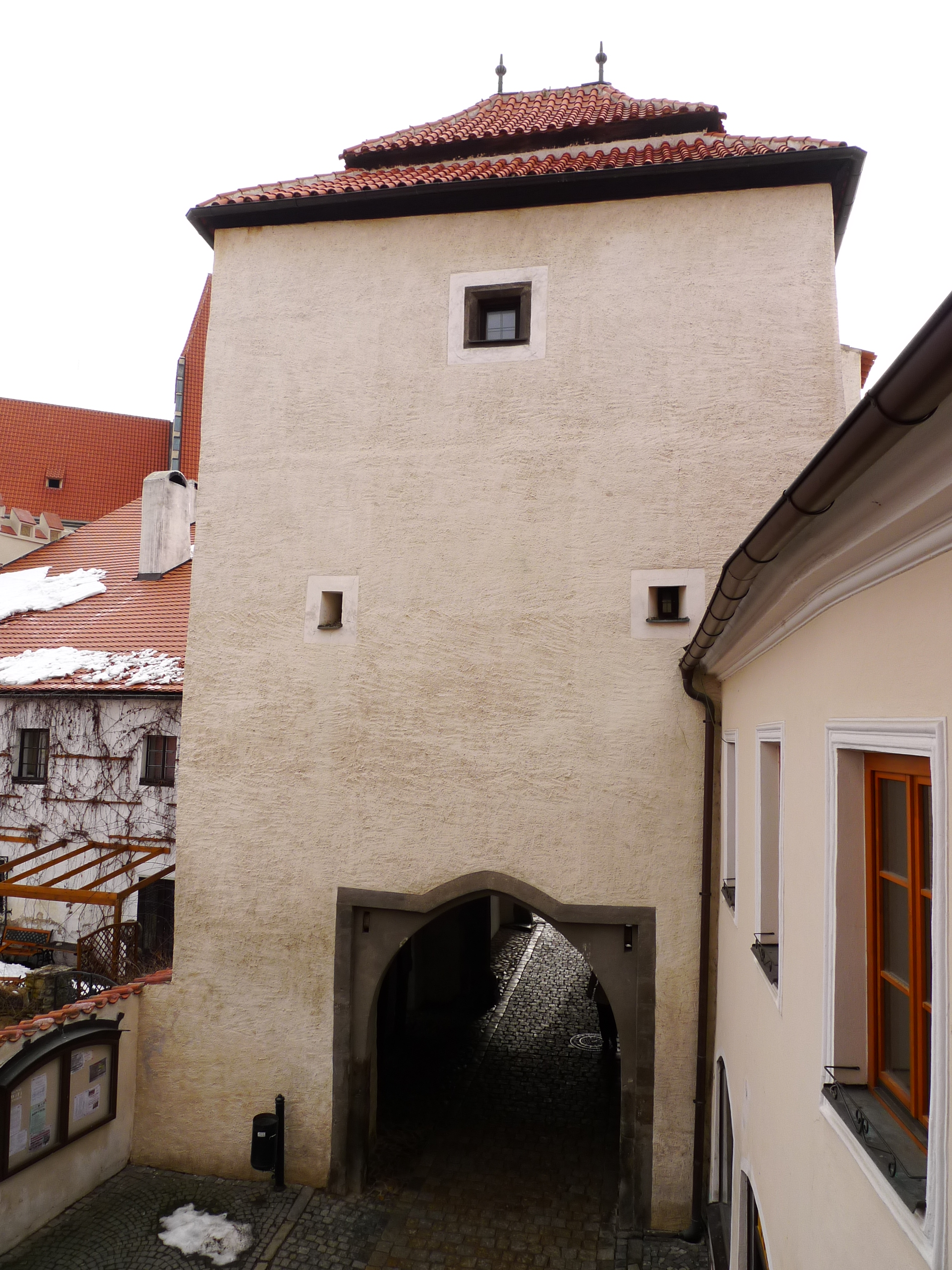
Dolní brána (vnitřní část), pohled z mezibraní
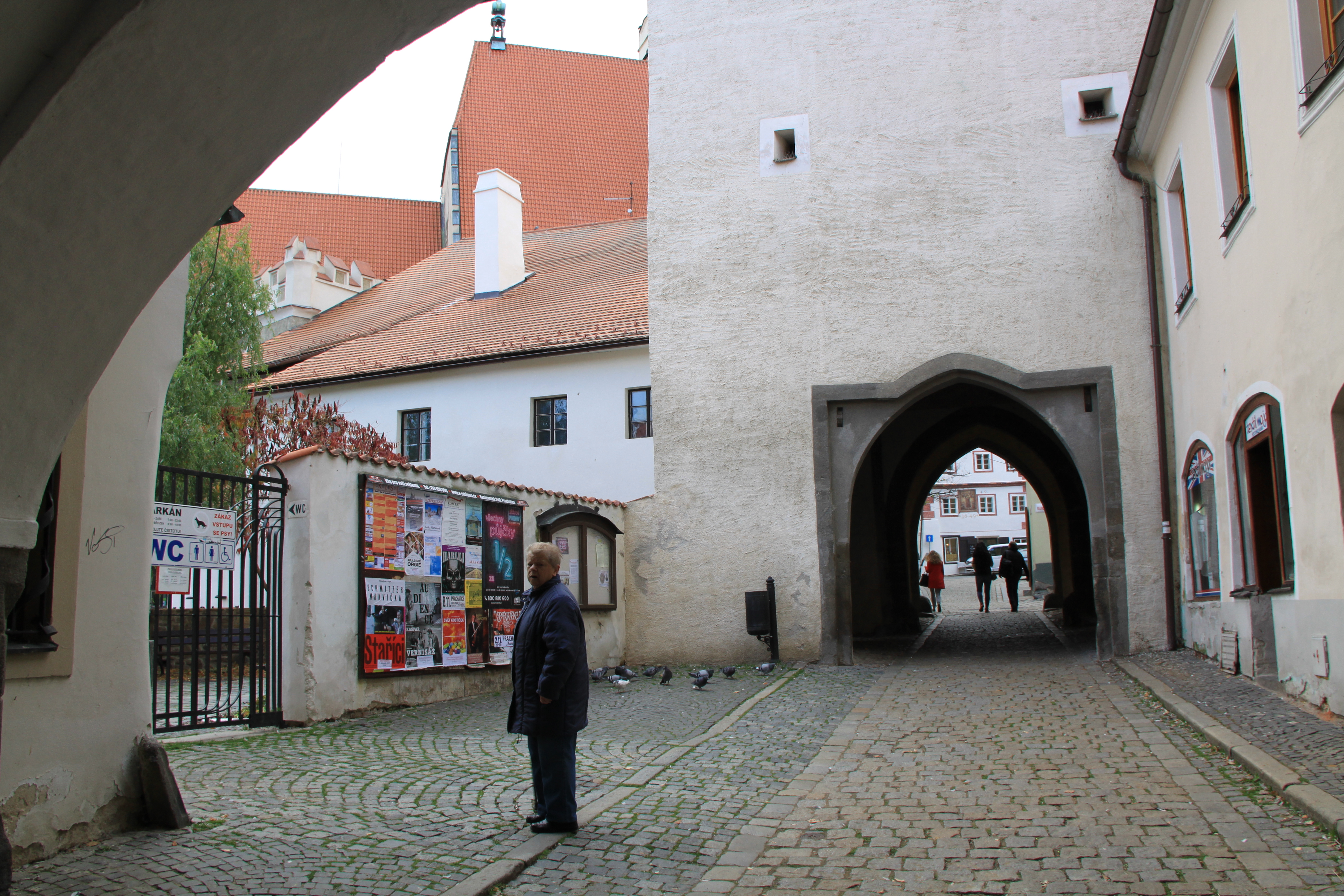
Dolní brána (vnitřní část), pohled portálem z průjezdu vnější části
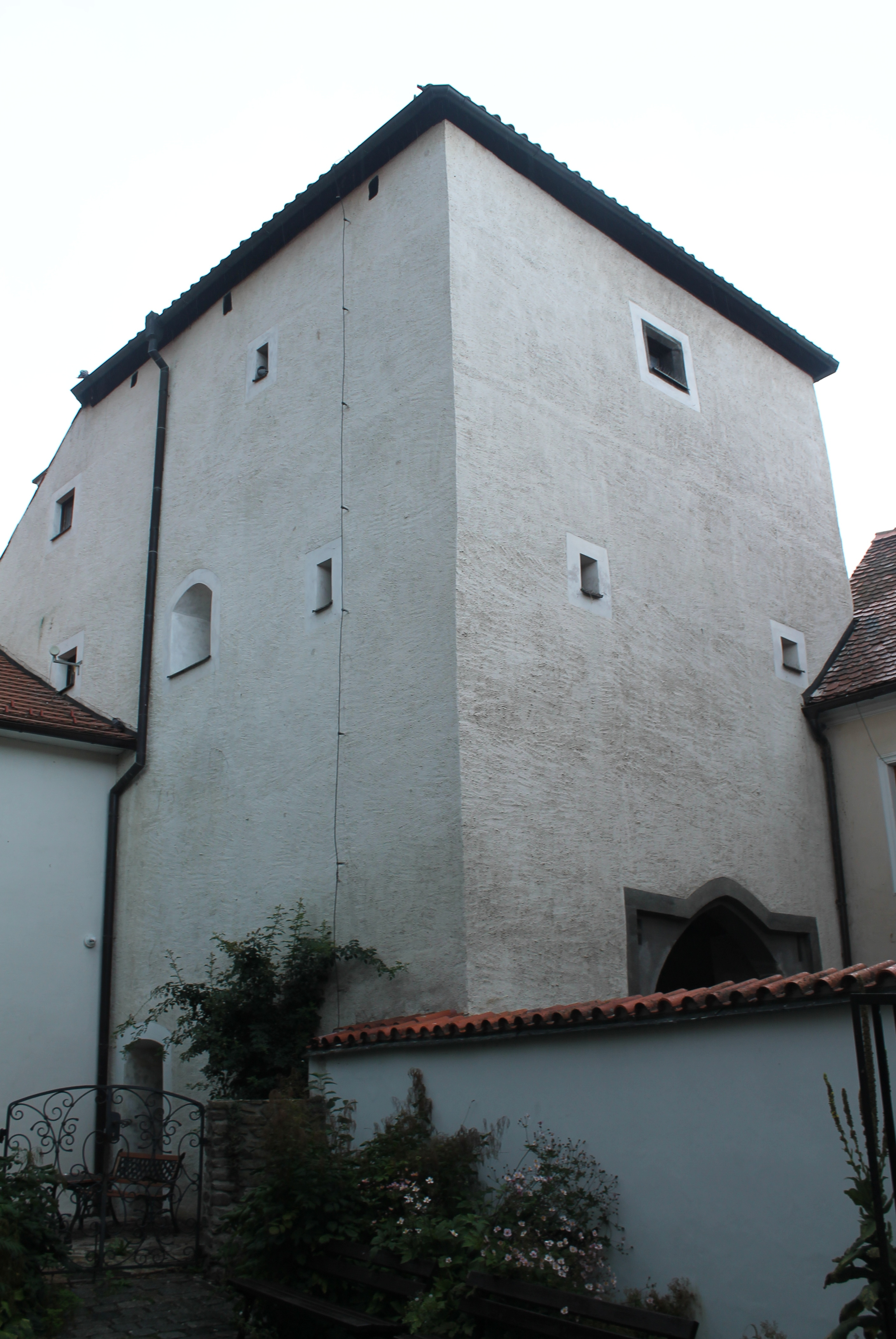
Dolní brána (vnitřní část), pohled z Parkánu
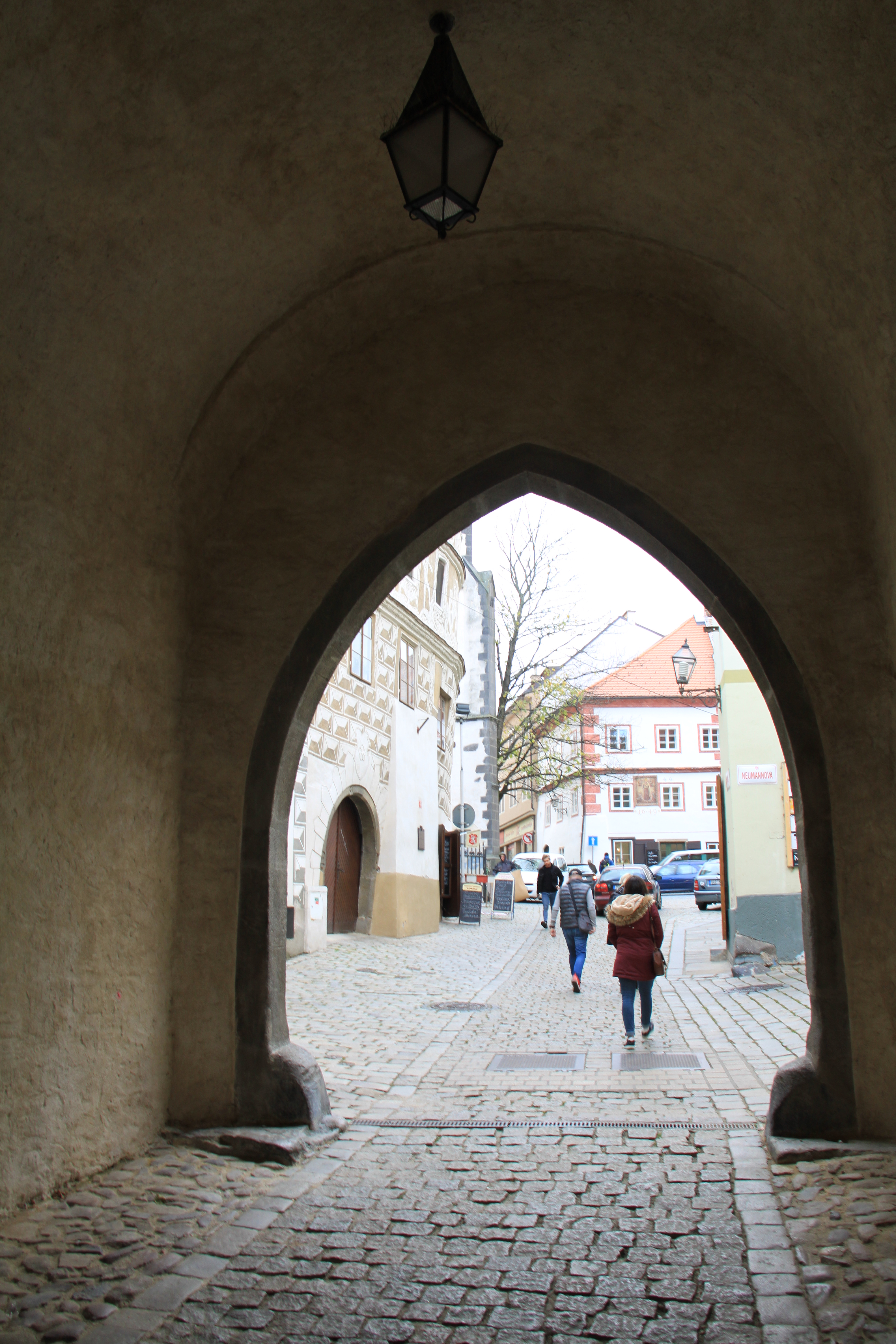
Dolní brána (vnitřní část), pohled portálem z průjezdu směrem do města
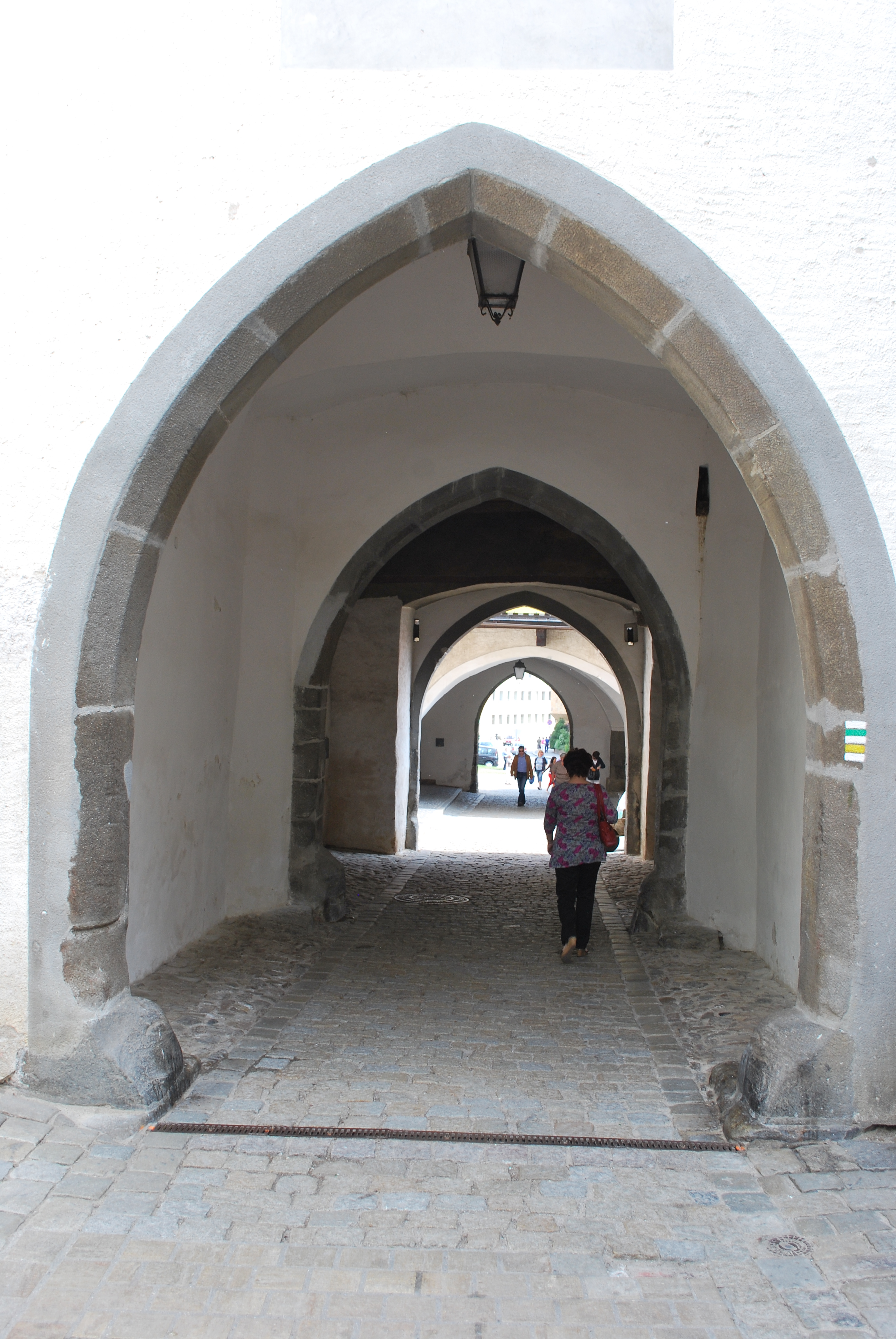
Dolní brána (vnitřní část), vstupní portál průjezdu směrem k městu
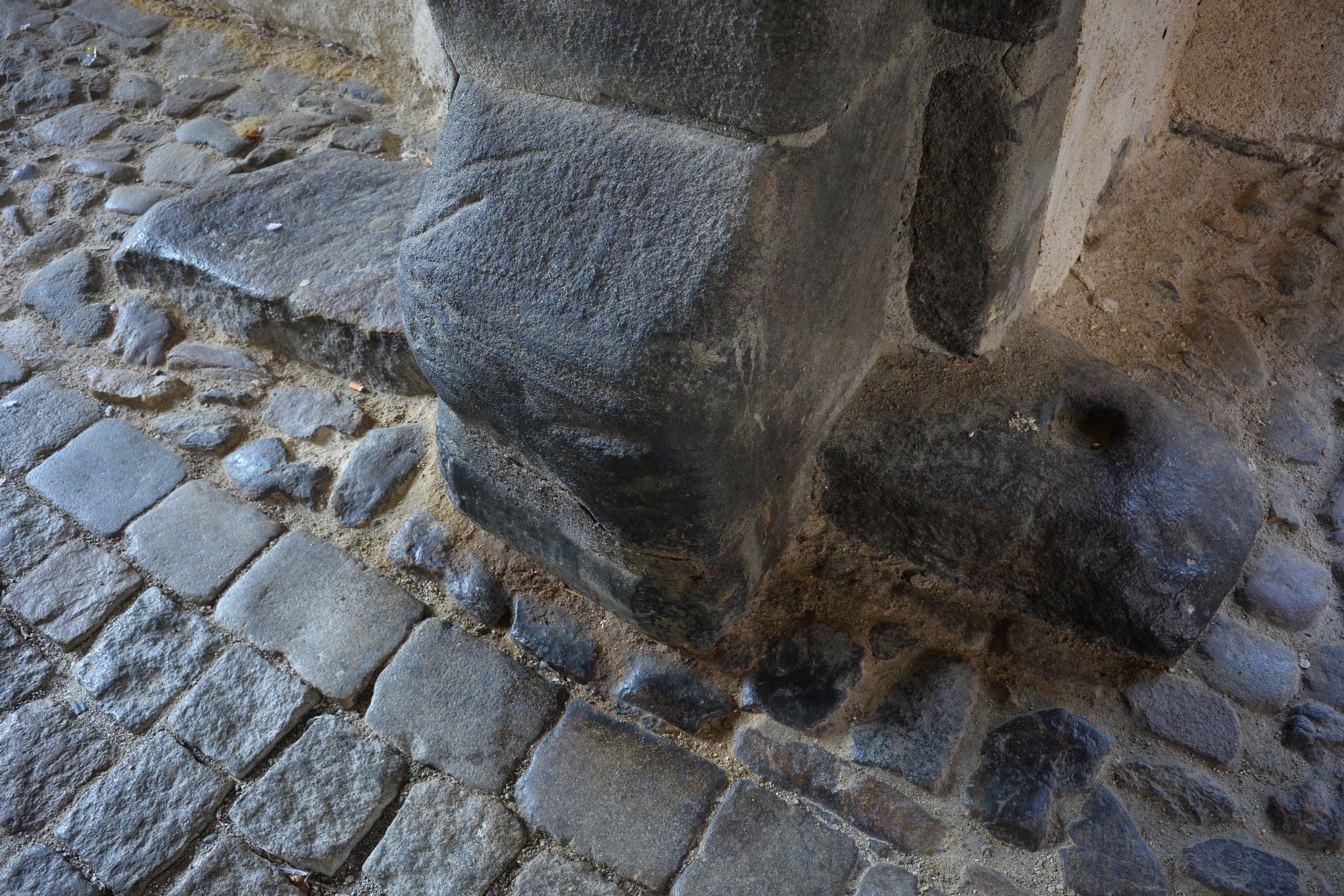
Dolní brána (vnitřní část), detail patníku portálu nejstarší části brány ze 14. století (vnitřní portál)
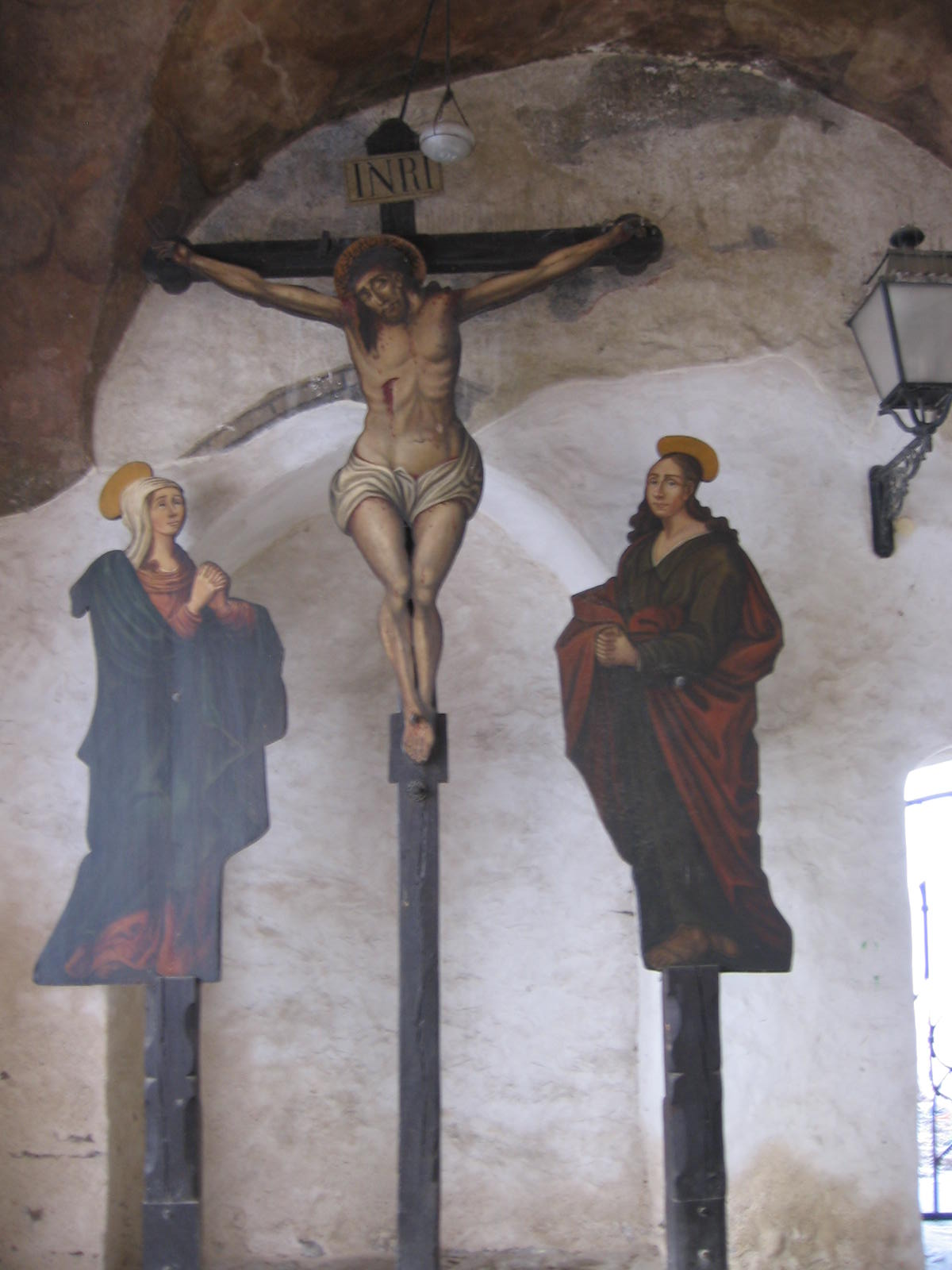
Dolní brána (vnitřní část), Kalvárie, severní část průjezdu
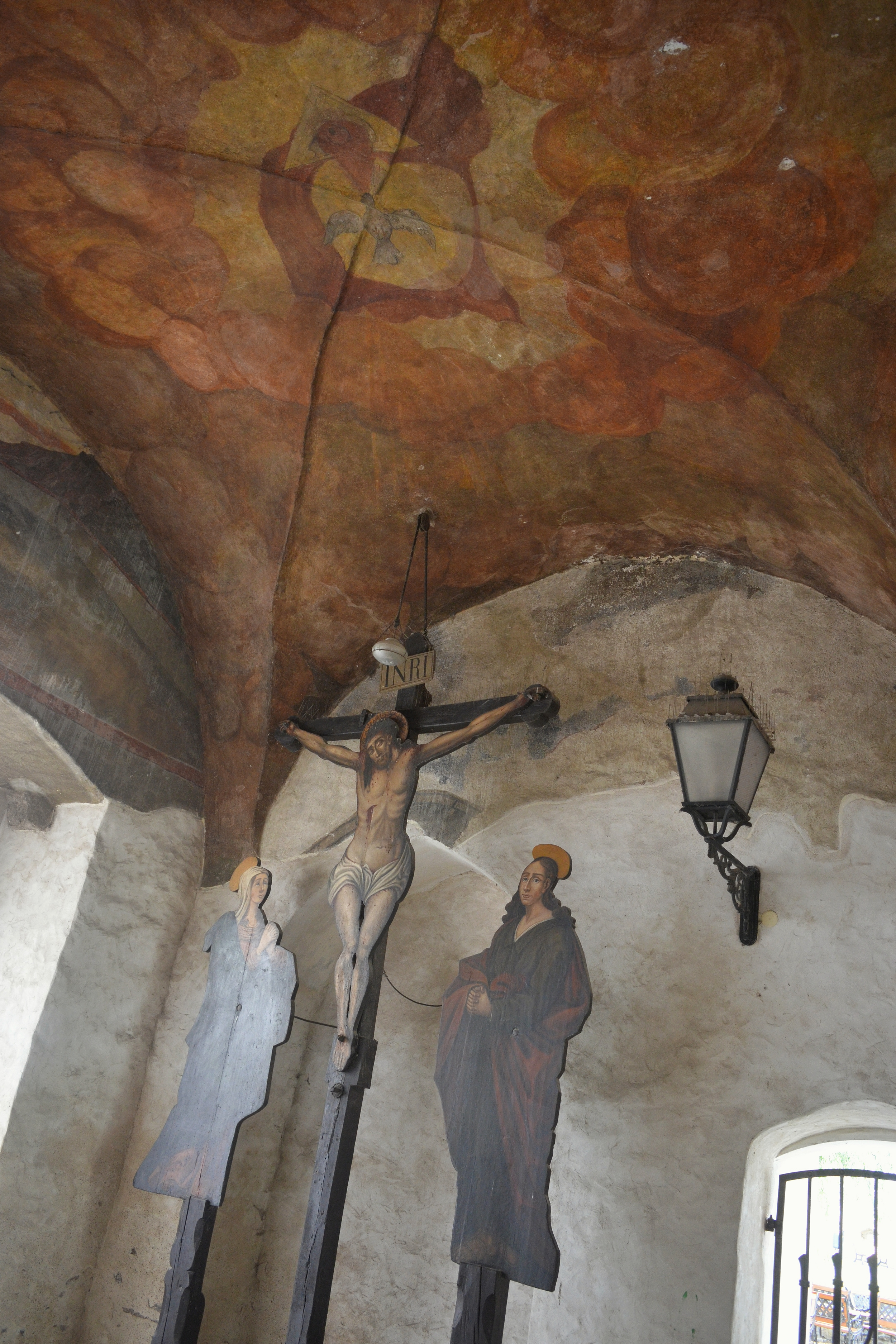
Dolní brána (vnitřní část), malby a Kalvárie v severní část průjezdu
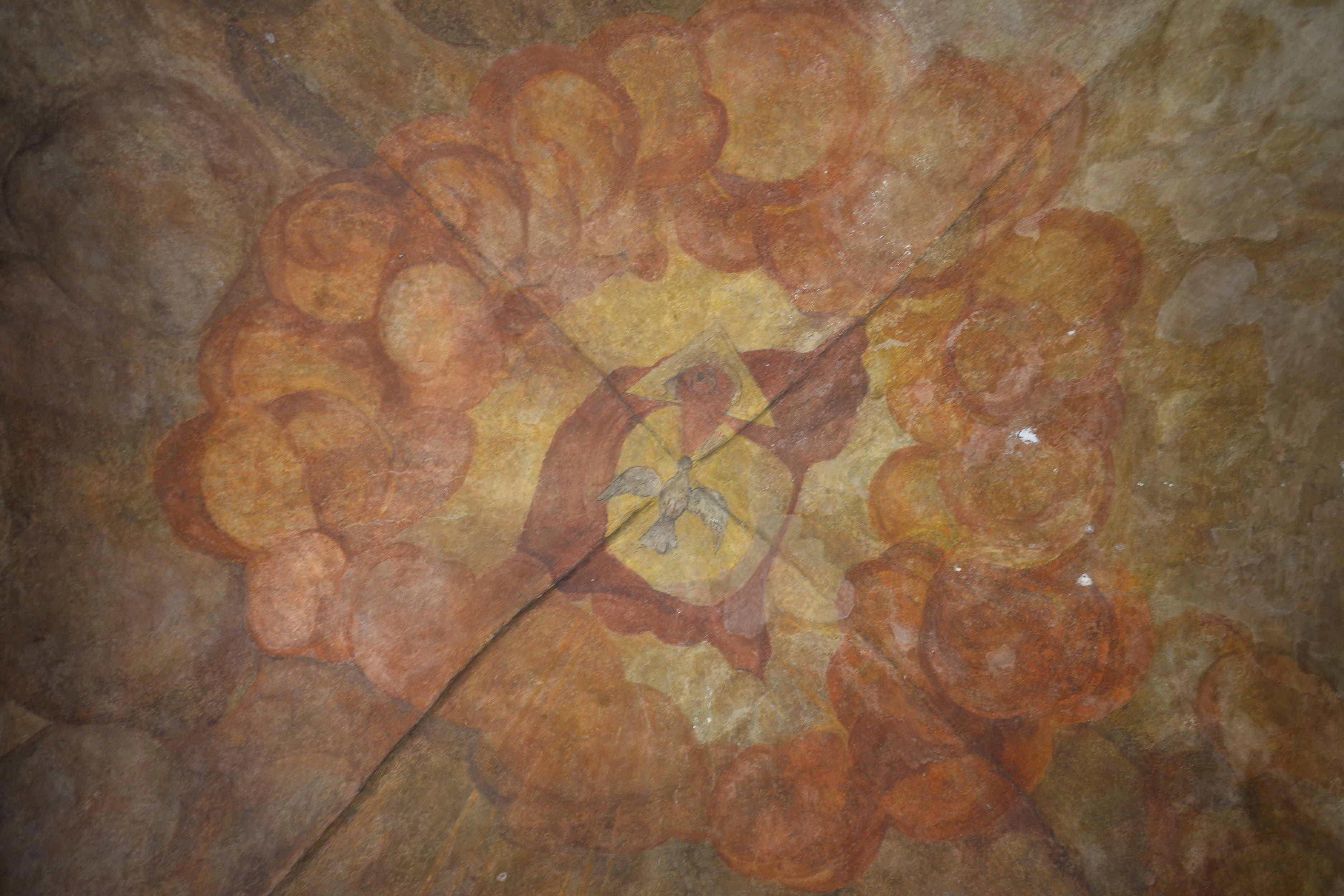
Dolní brána (vnitřní část), malba nebe na klenbě severní část průjezdu

Horní brána (zbořena)
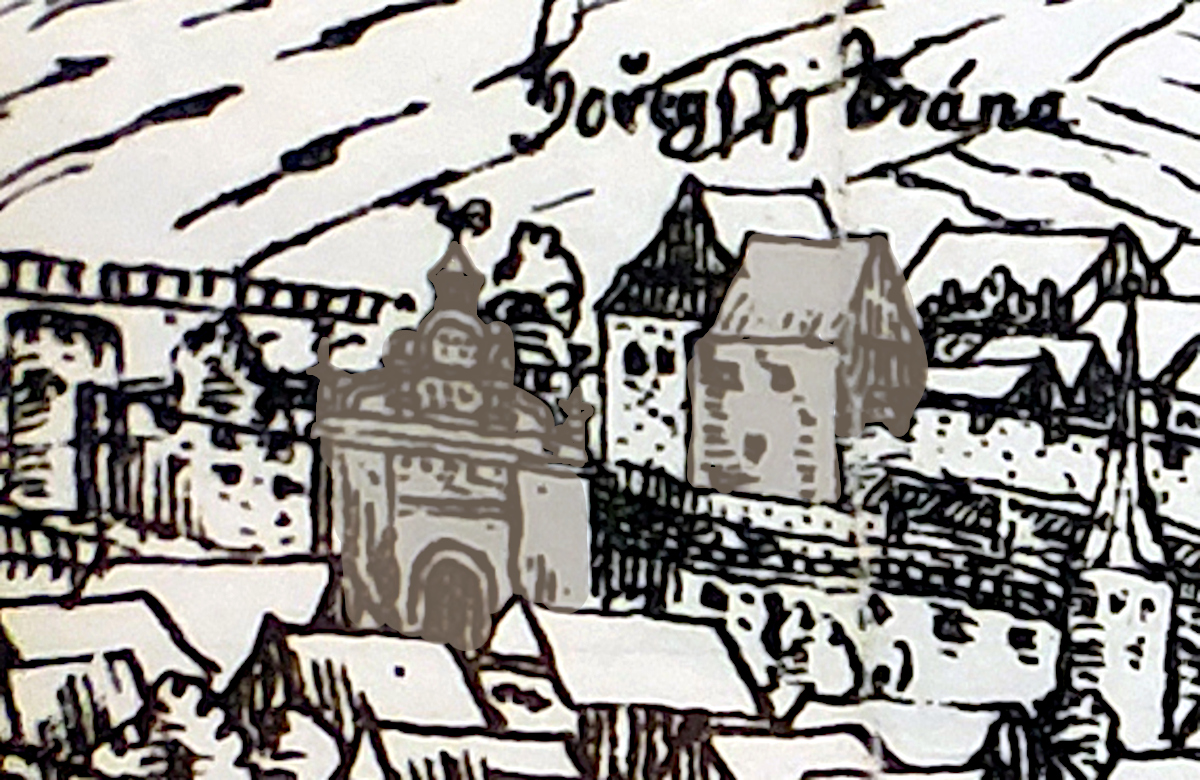
Vyobrazení Horní brány na vedutě Jana Willenberga z roku 1602
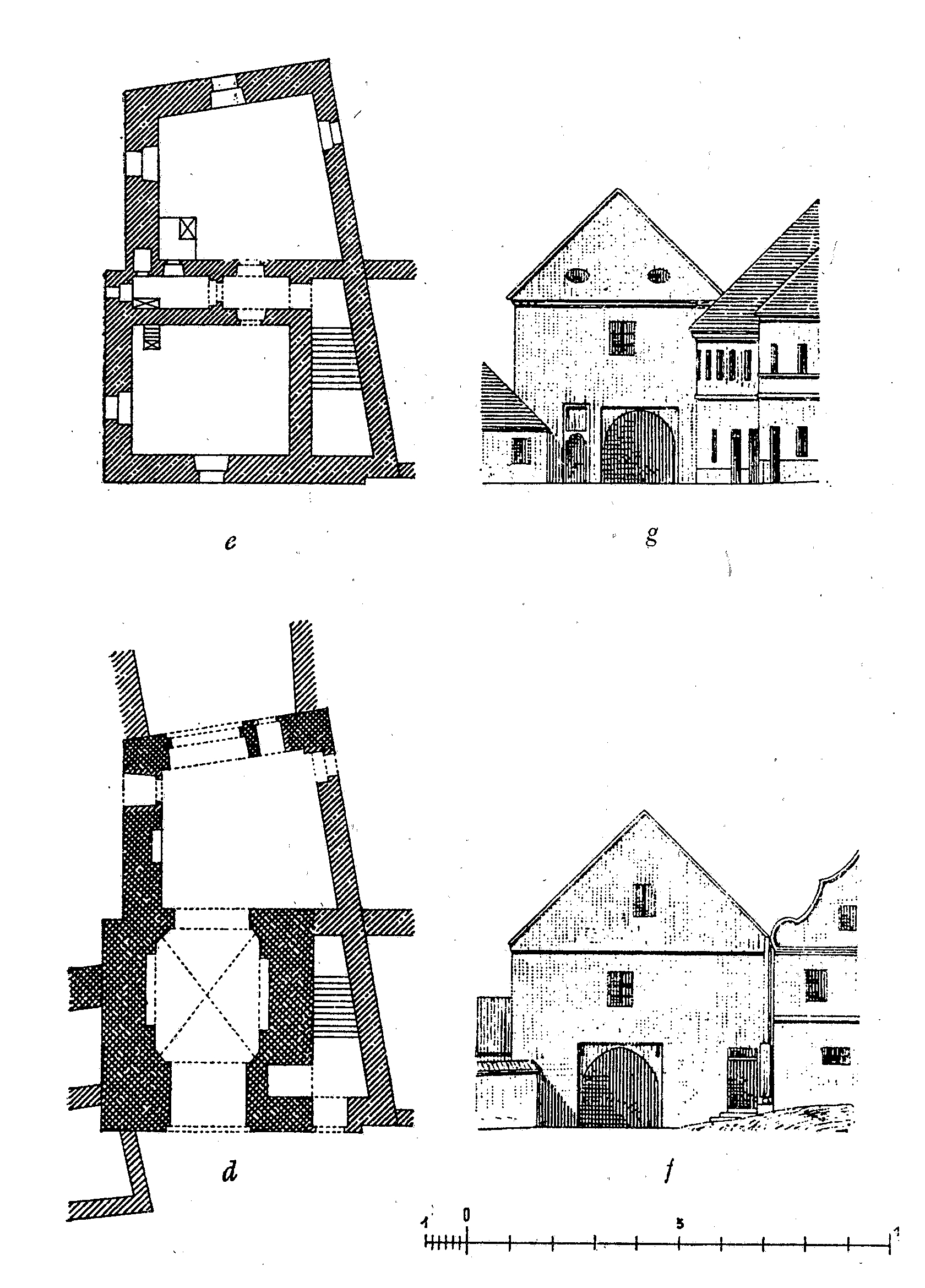
Zakreslení vnitřní části Horní brány z roku 1858: d-půdorys přízemí; e-půdorys patra; f-pohled vnitřní; g-pohled vnější

Bašty vnějšího pásu opevnění
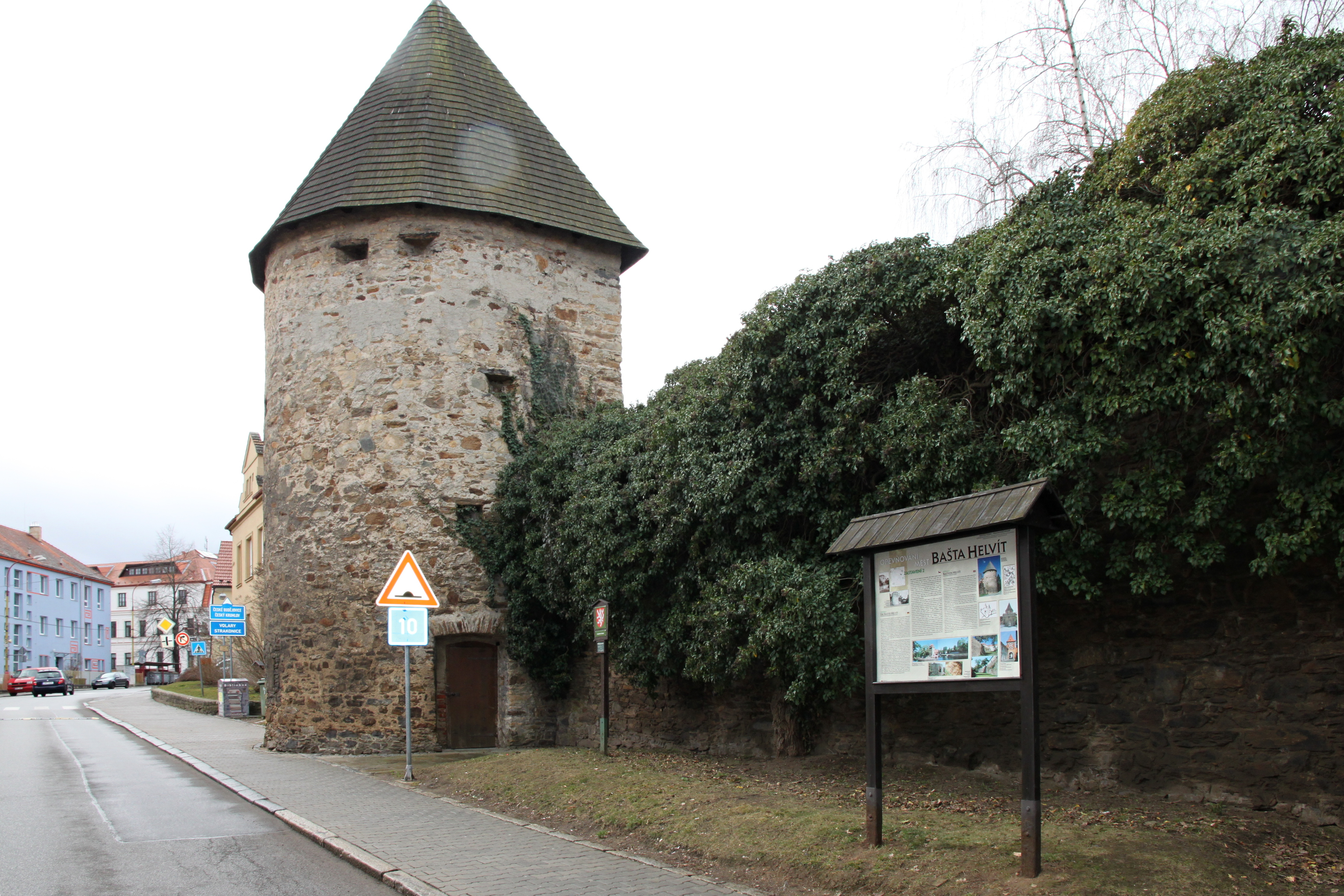
Bašta Helvít a zeď pokrytá břečťanem, pohled ze Zahradní ulice
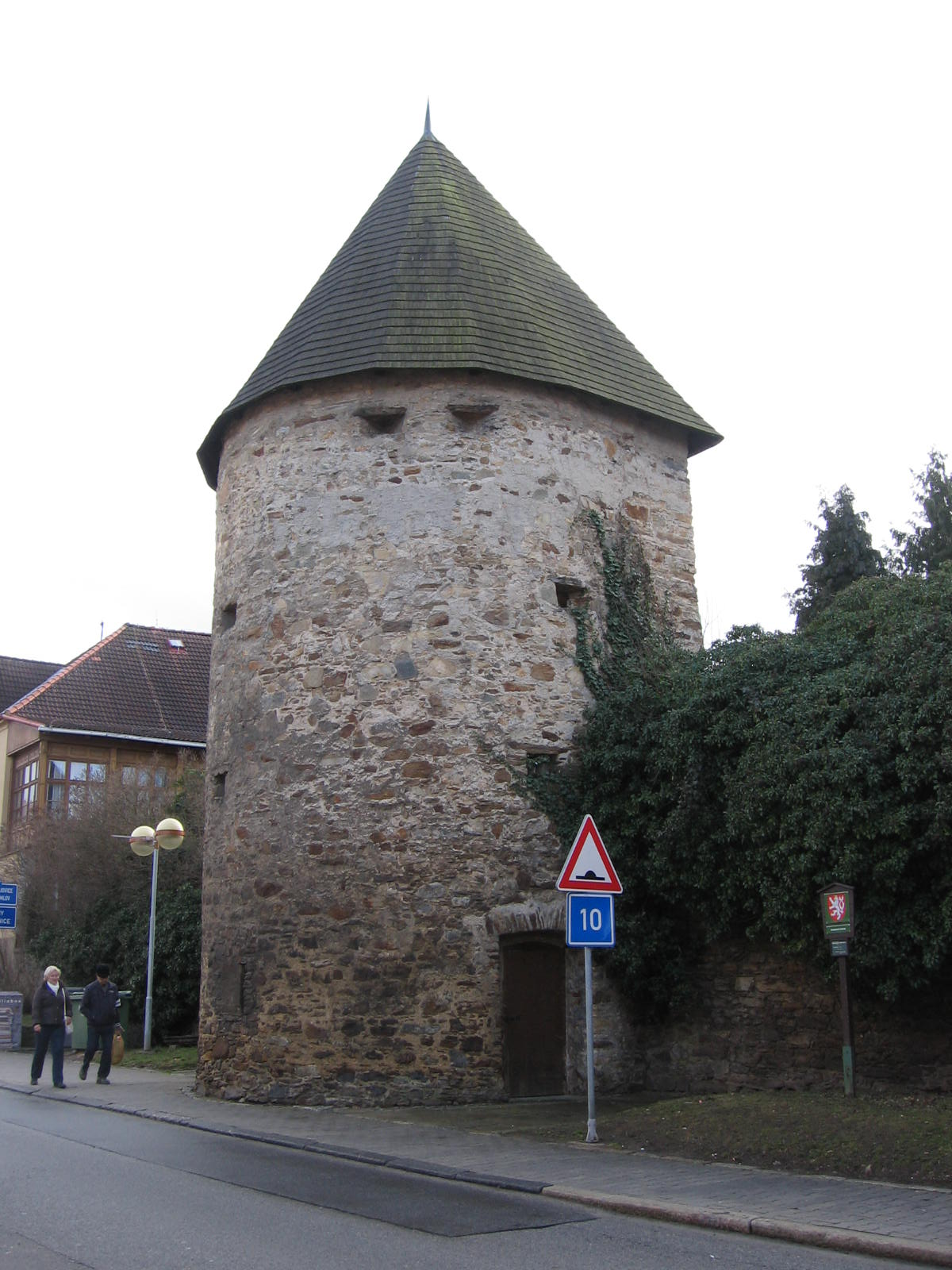
Bašta Helvít, pohled ze Zahradní ulice
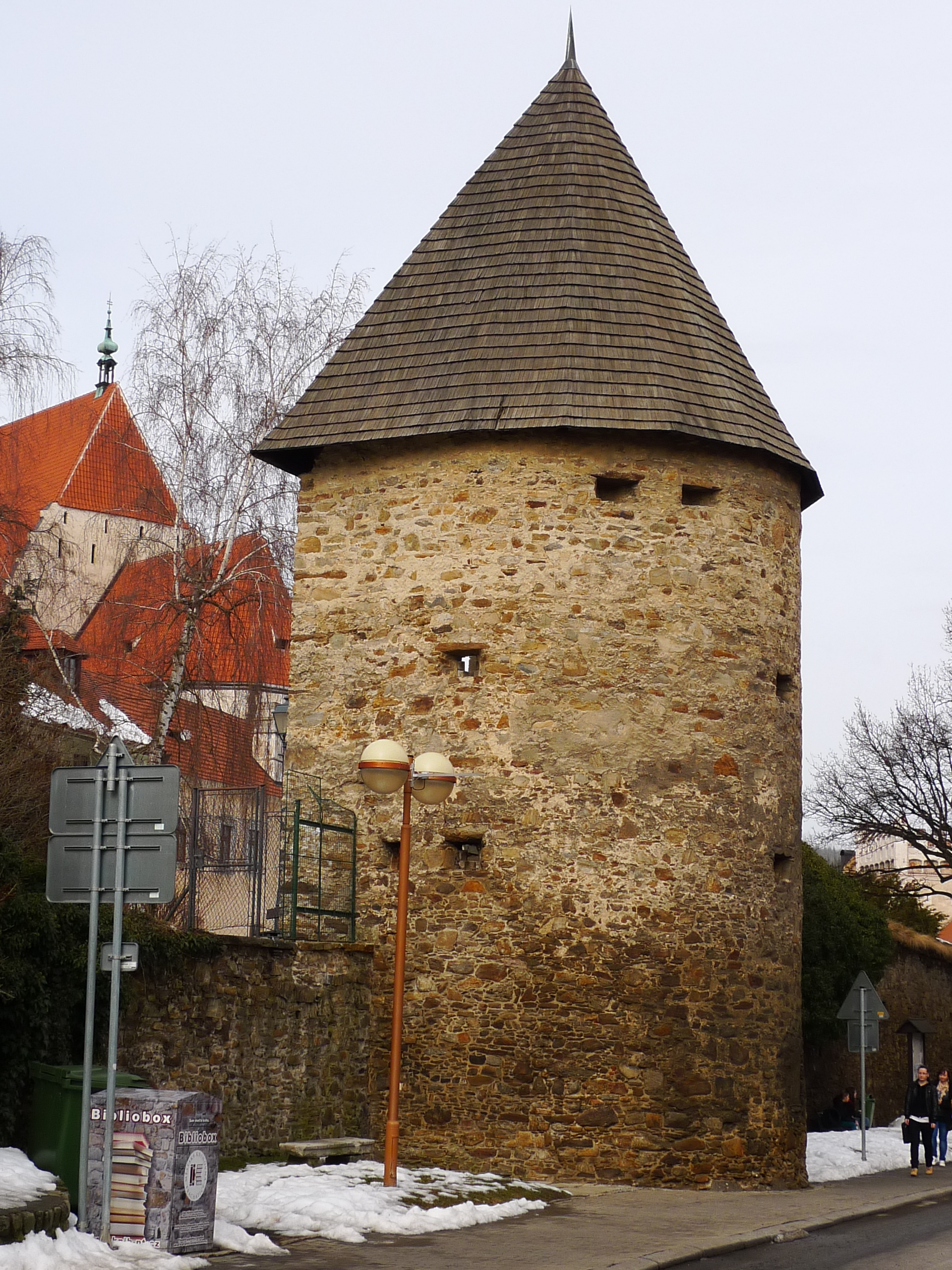
Bašta Helvít, pohled ze Zahradní ulice
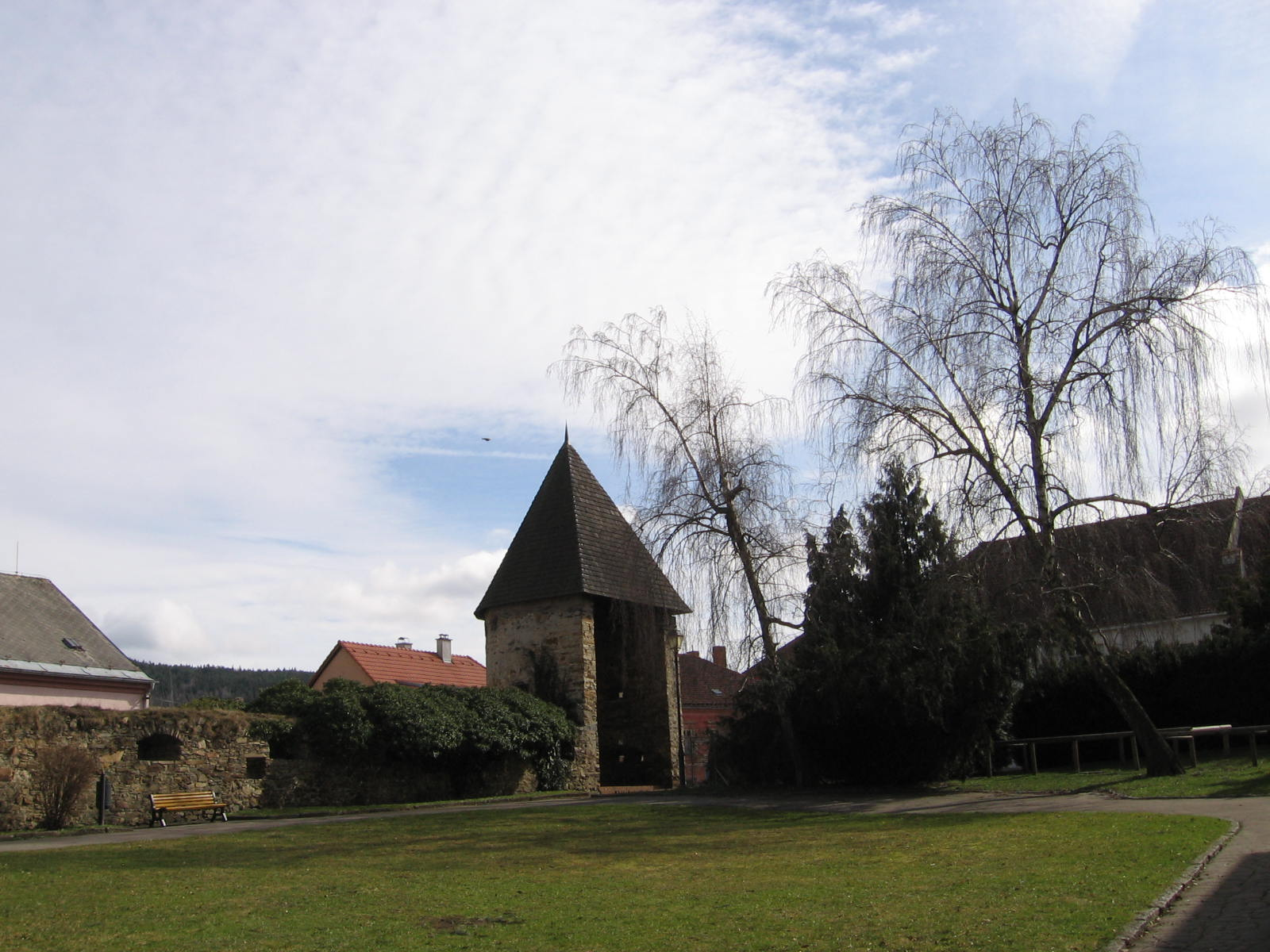
Bašta Helvít, pohled z Parkánu
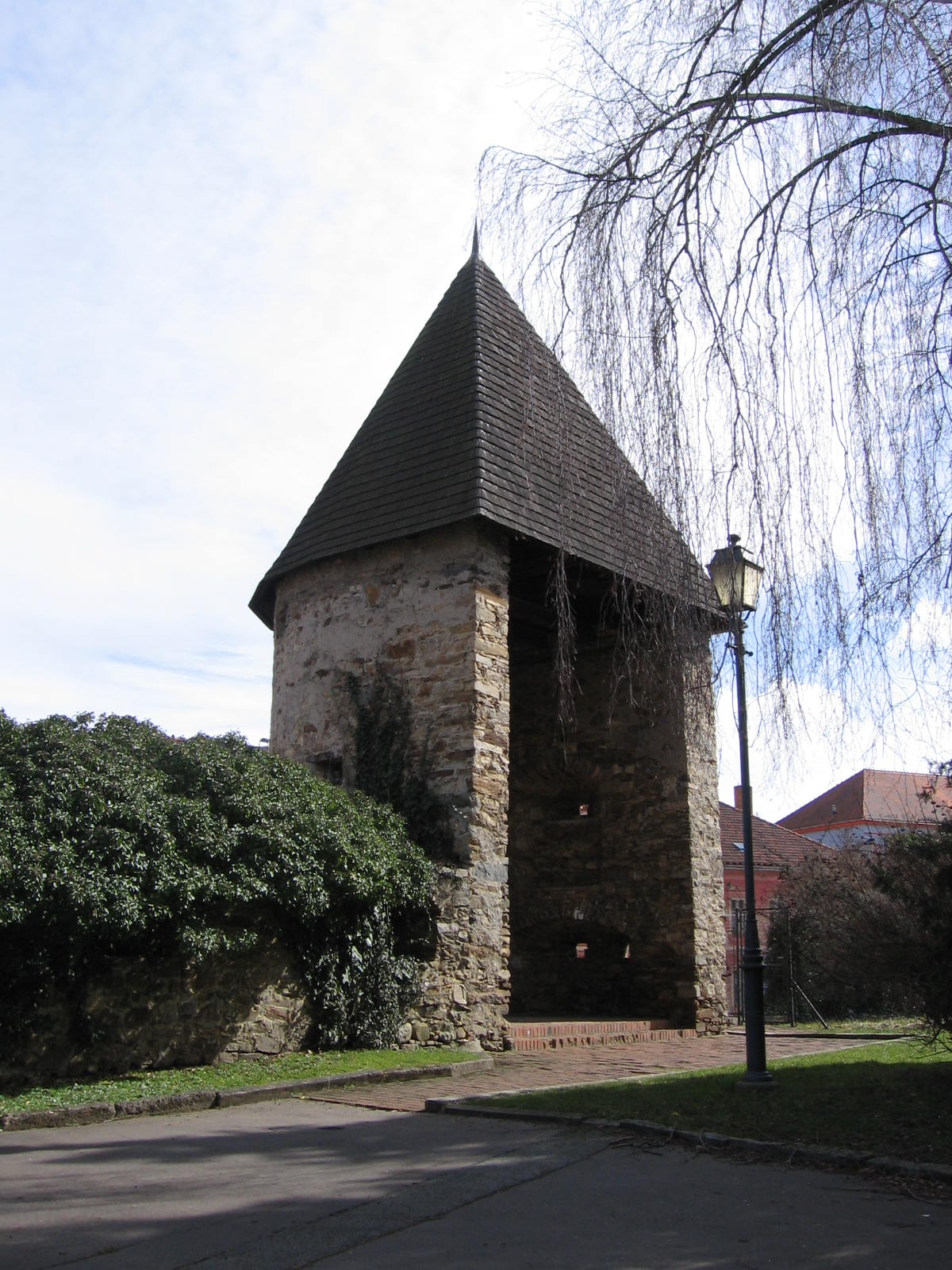
Bašta Helvít, pohled z Parkánu
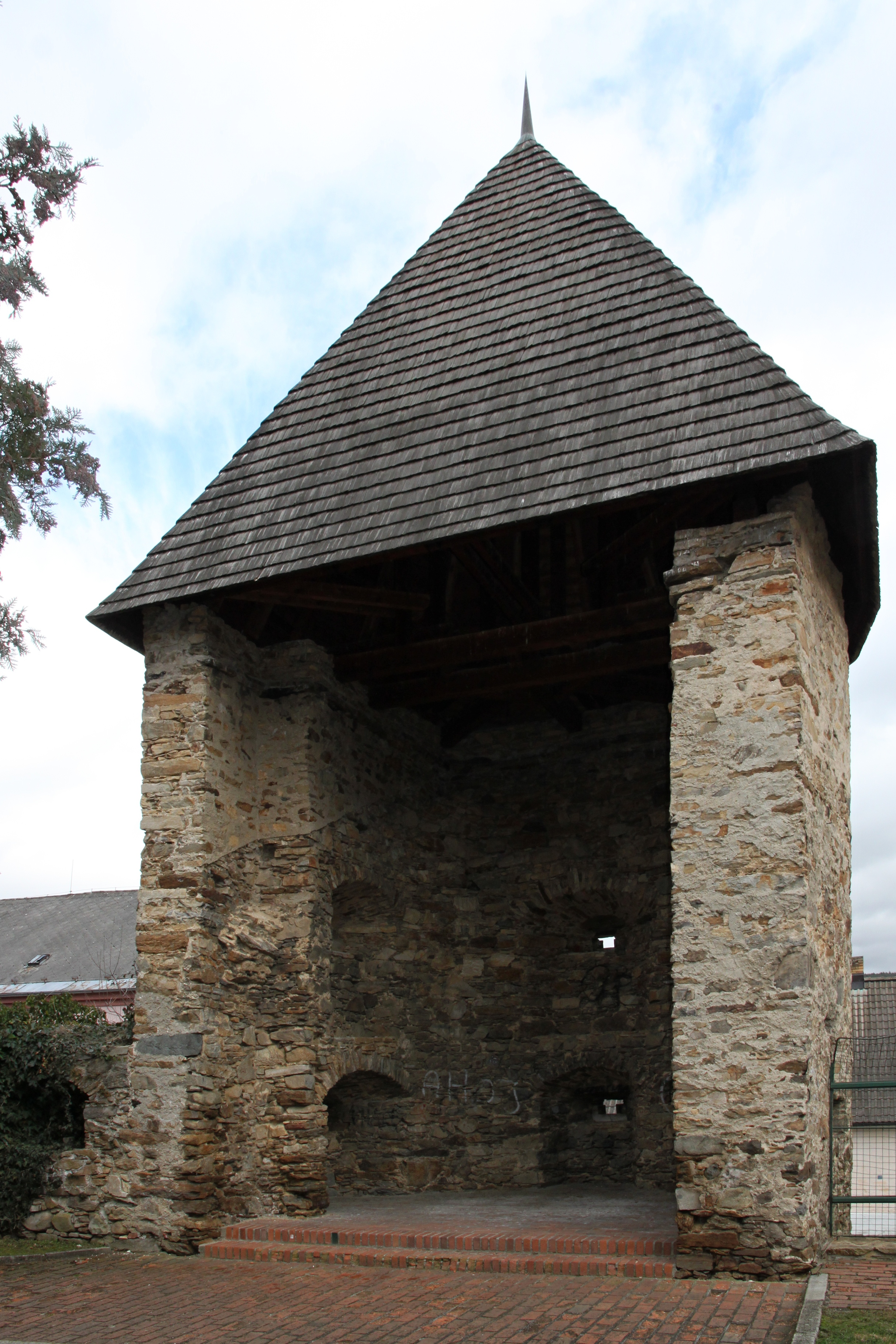
Bašta Helvít, pohled z Parkánu
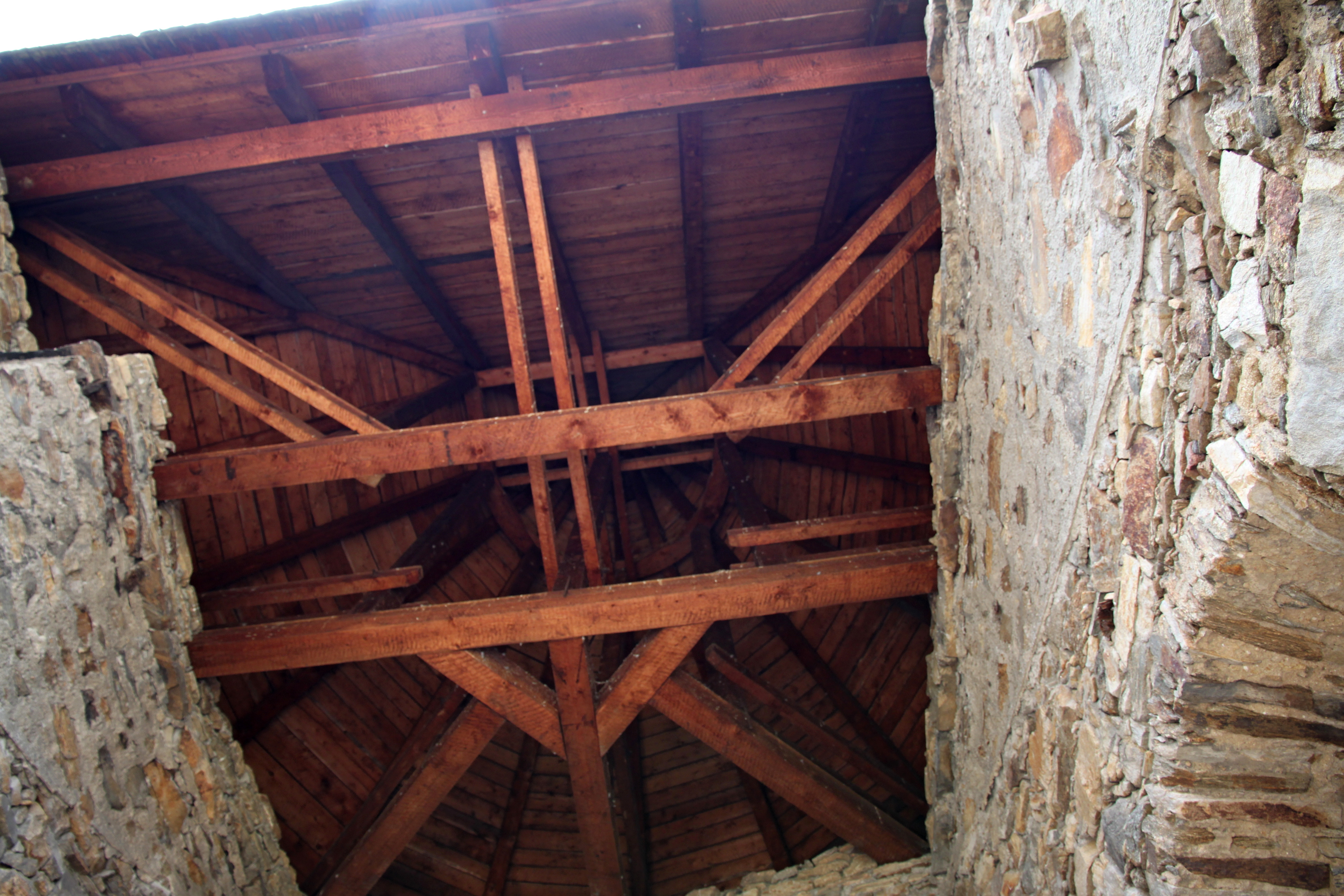
Bašta Helvít, pohled do krovu z Parkánu
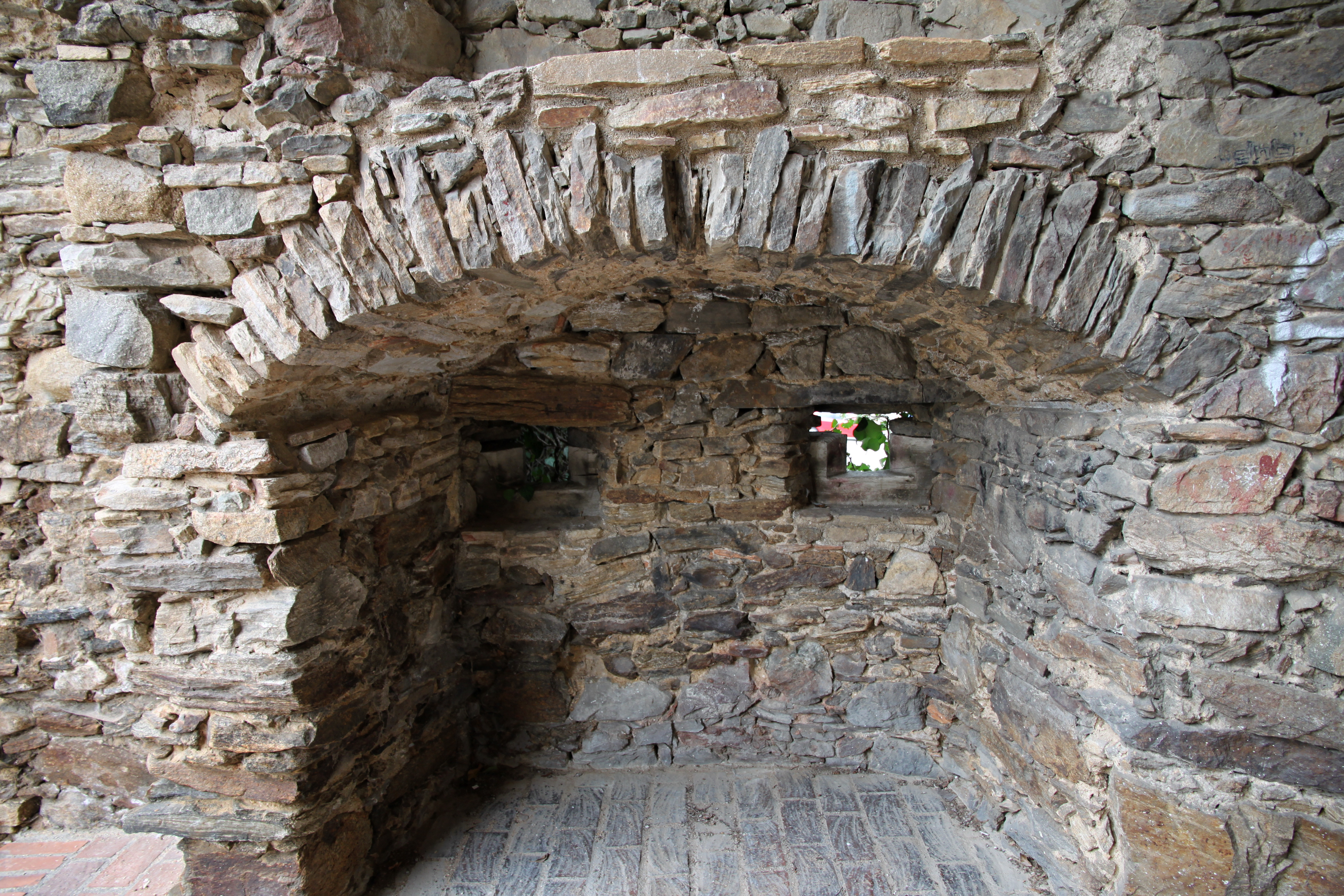
Bašta Helvít, střílna, pohled z Parkánu
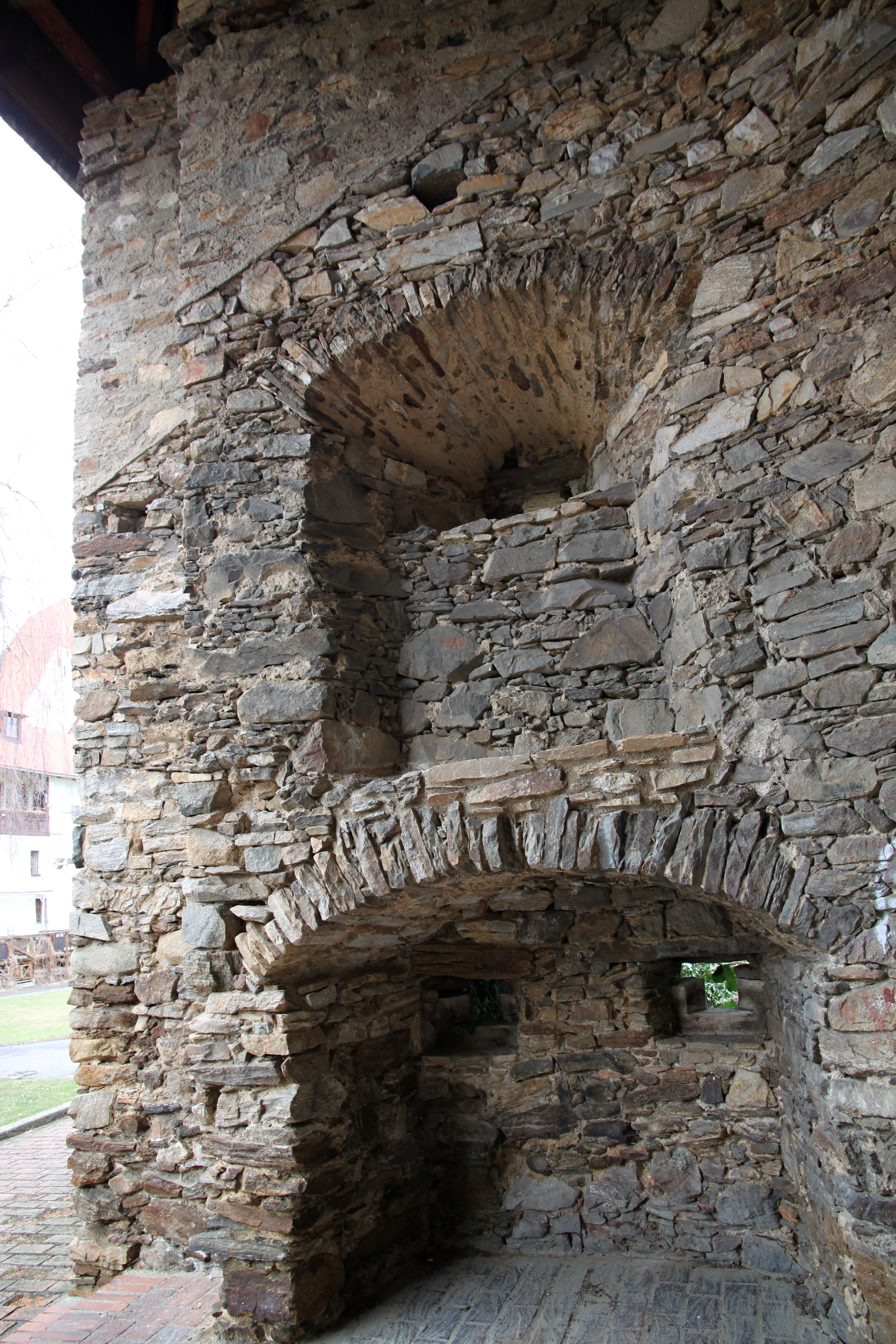
Bašta Helvít, střílny, pohled z Parkánu
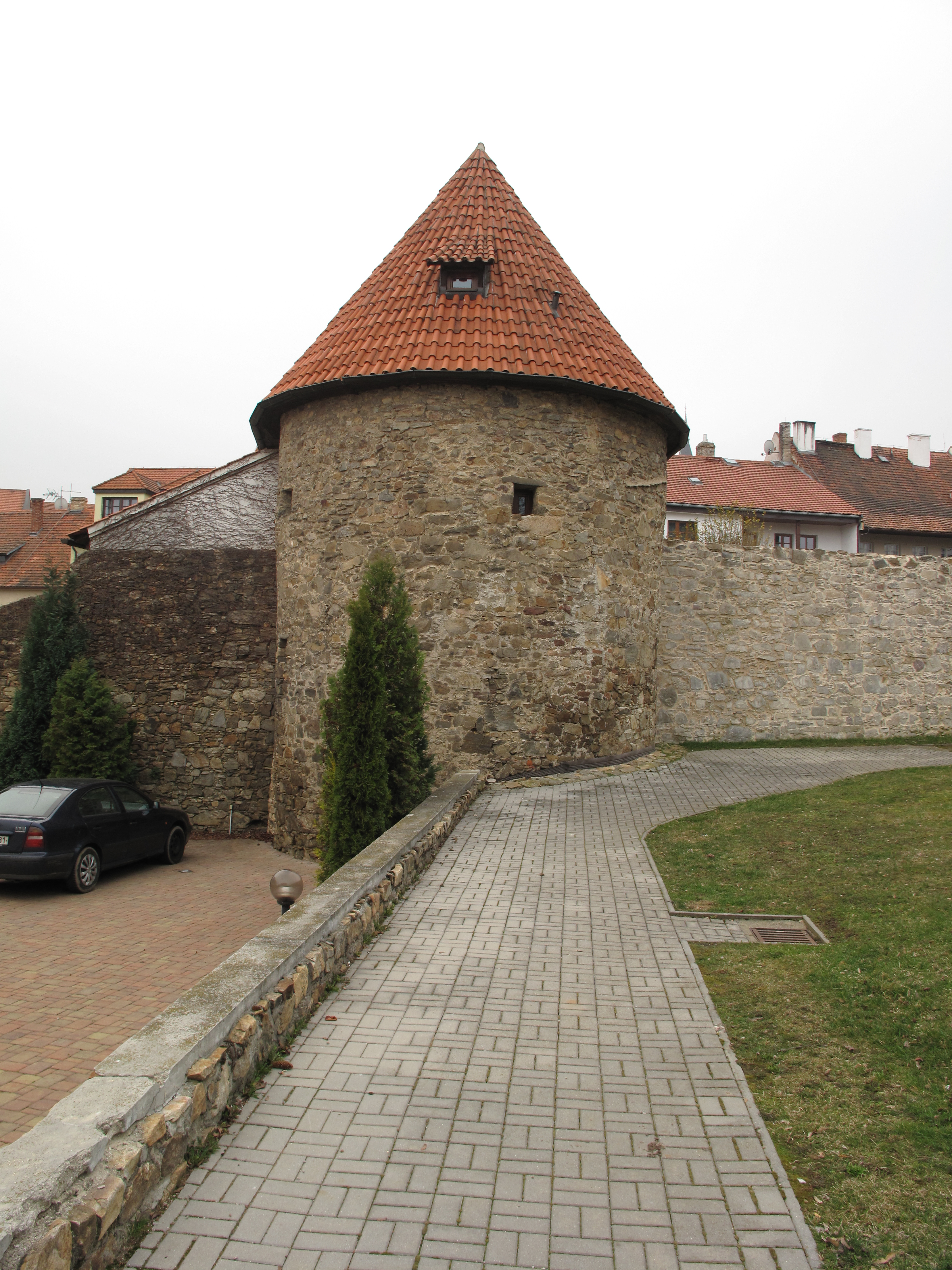
Bašta v úseku vnější hradby za č.p. 154 s navazující hradební zdí
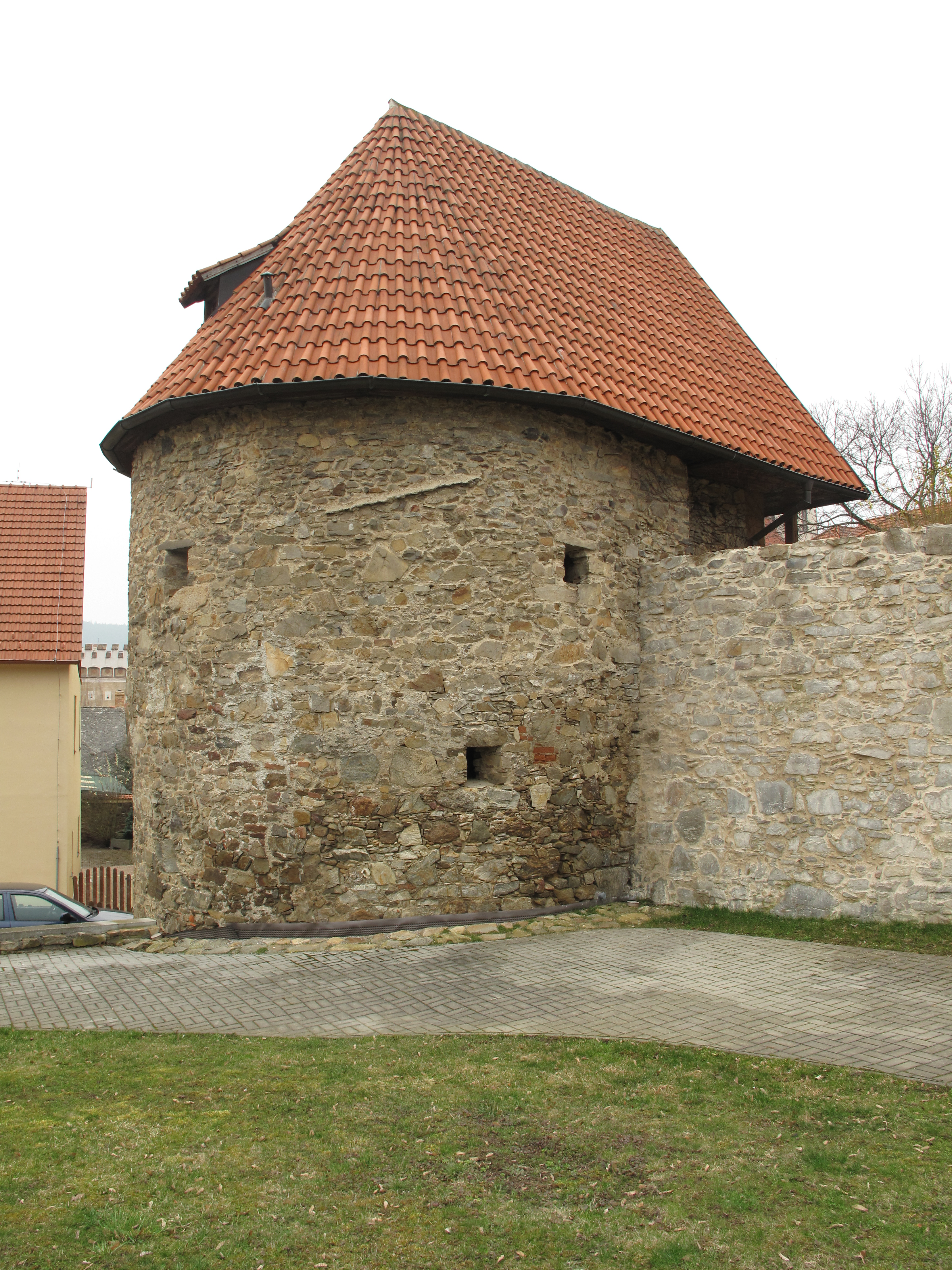
Bašta v úseku vnější hradby za č.p. 154 s navazující hradební zdí
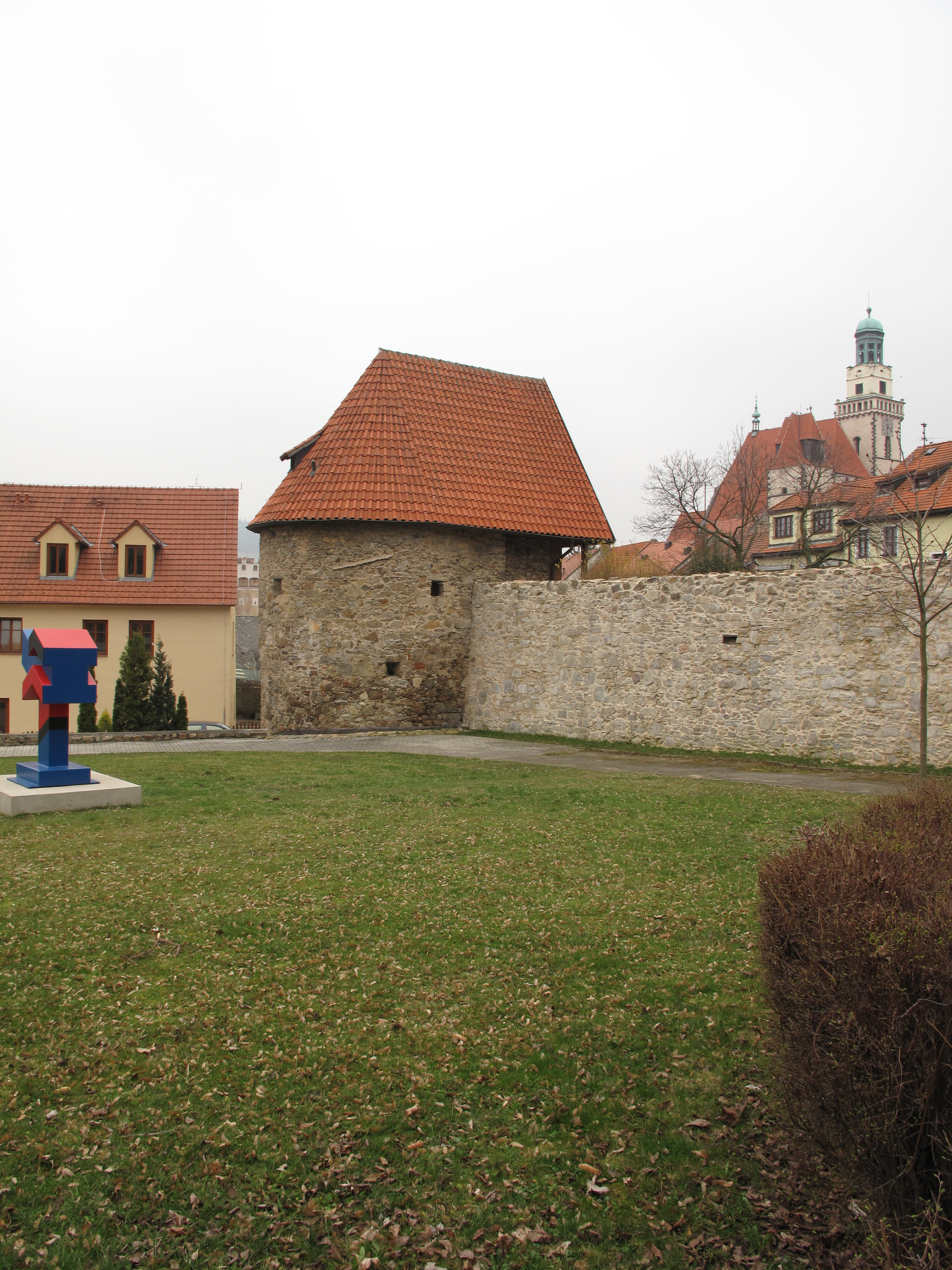
Bašta v úseku vnější hradby za č.p. 154 s navazující hradební zdí
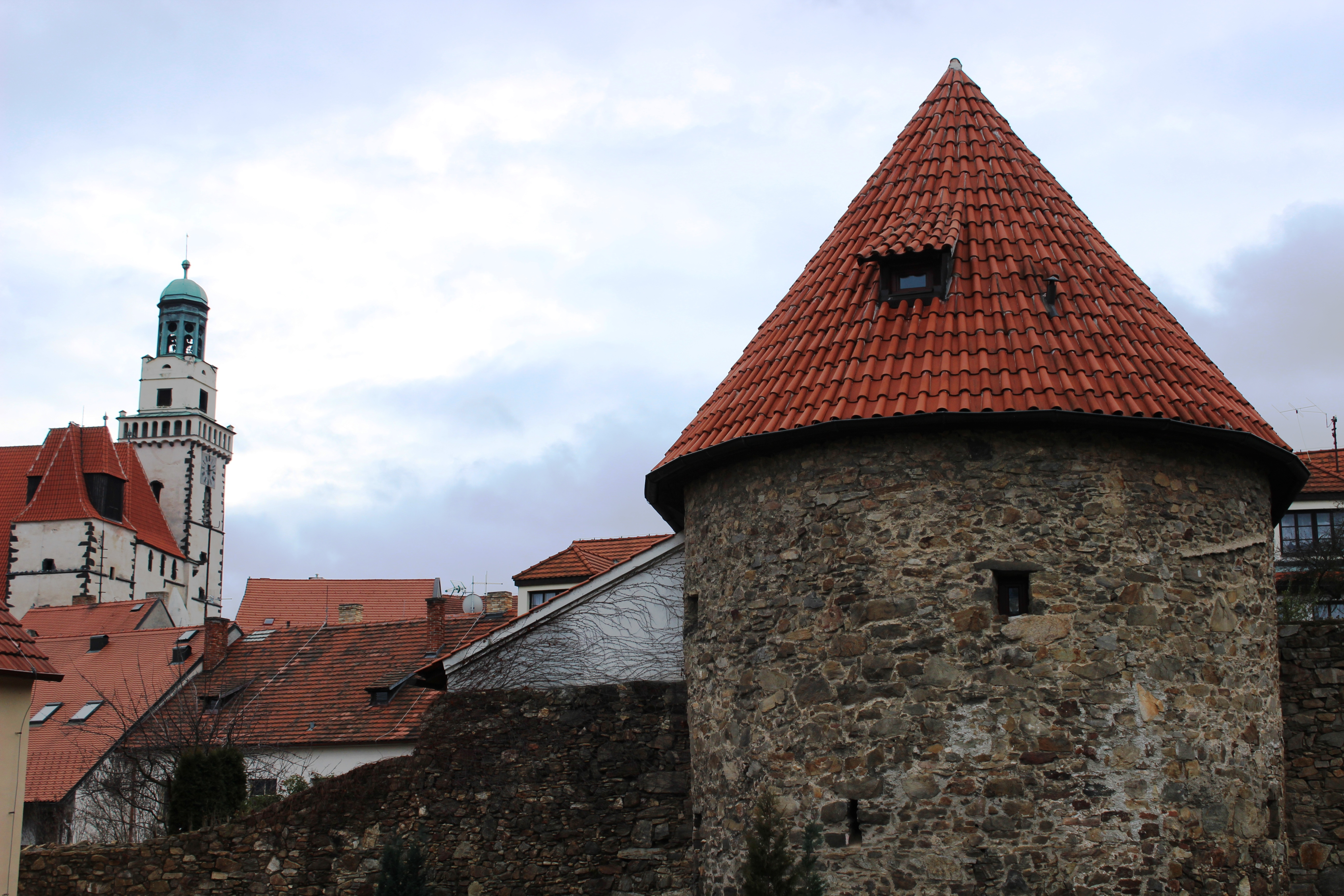
Bašta v úseku vnější hradby za č.p. 154
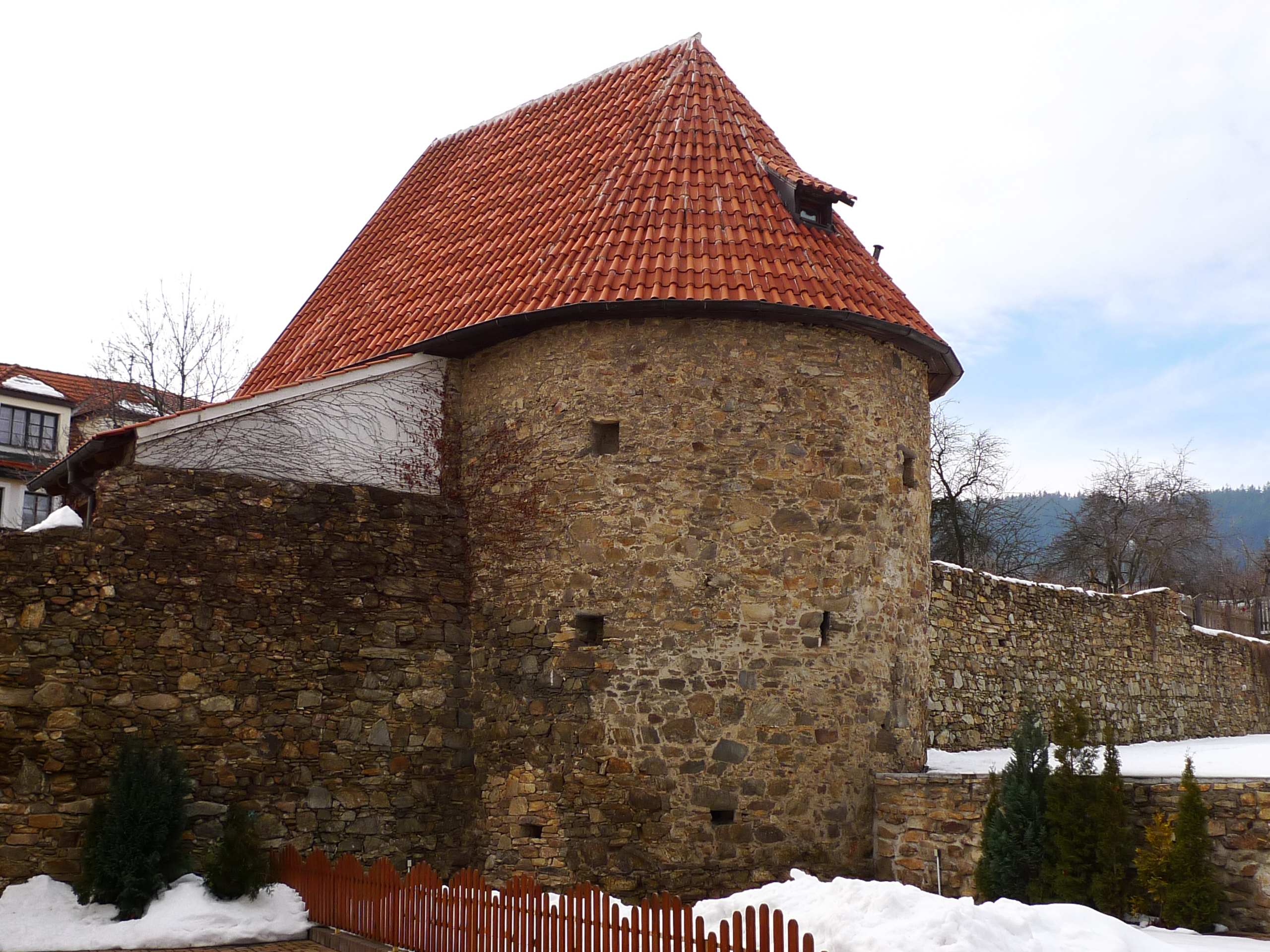
Bašta v úseku vnější hradby za č.p. 154
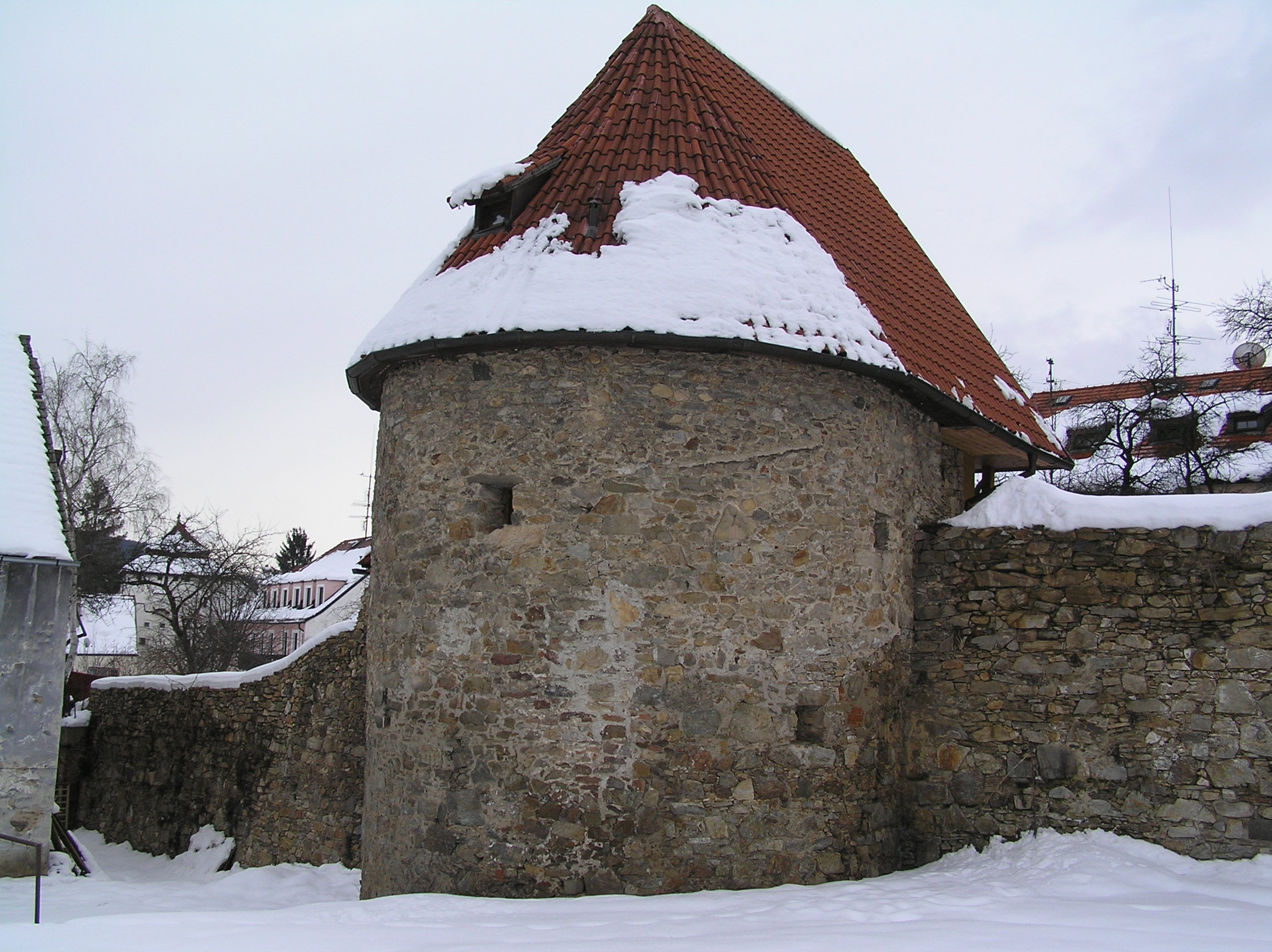
Bašta v úseku vnější hradby za č.p. 154
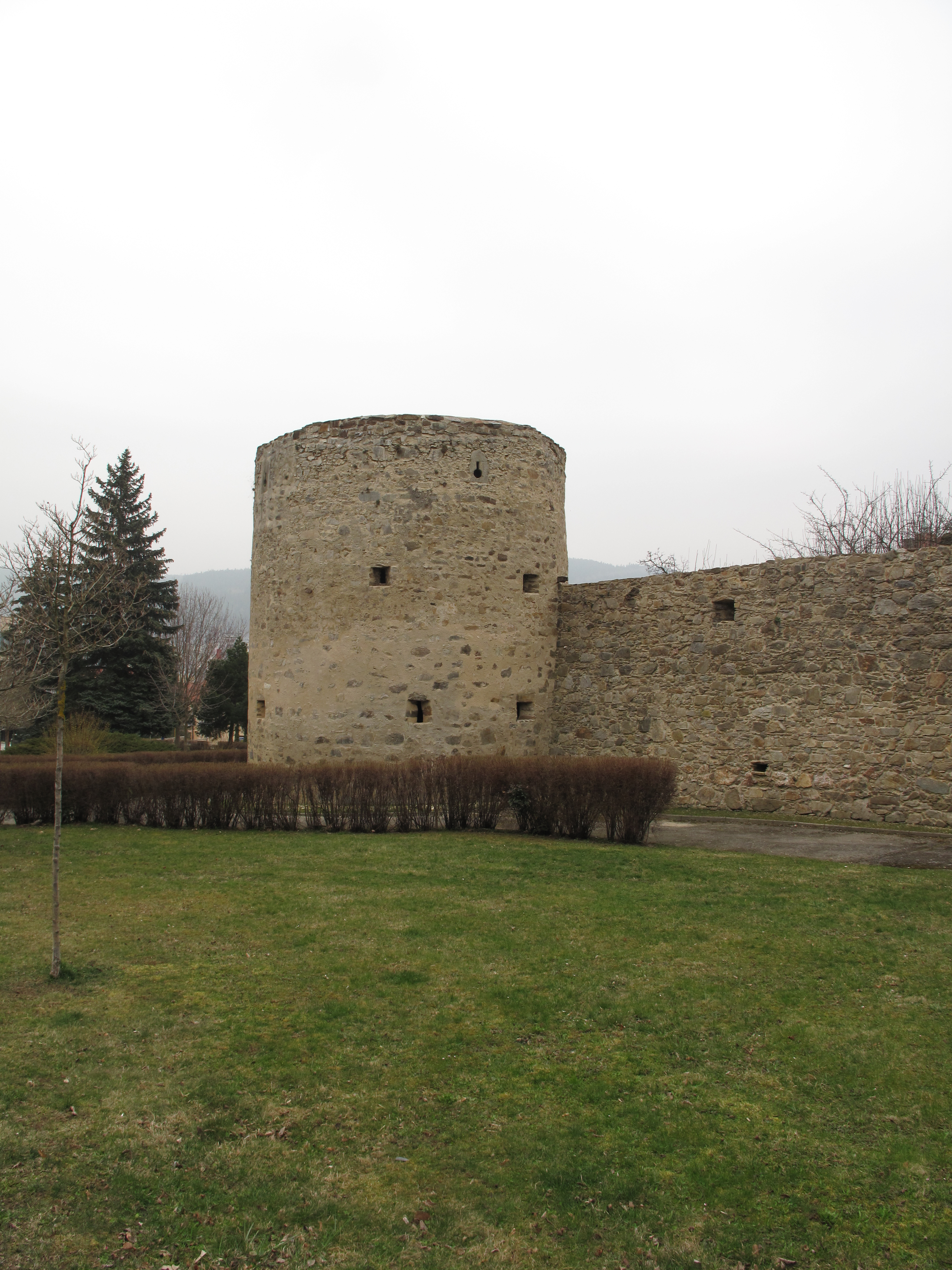
Bašta v úseku vnější hradby za č.p. 149 s navazující hradební zdí
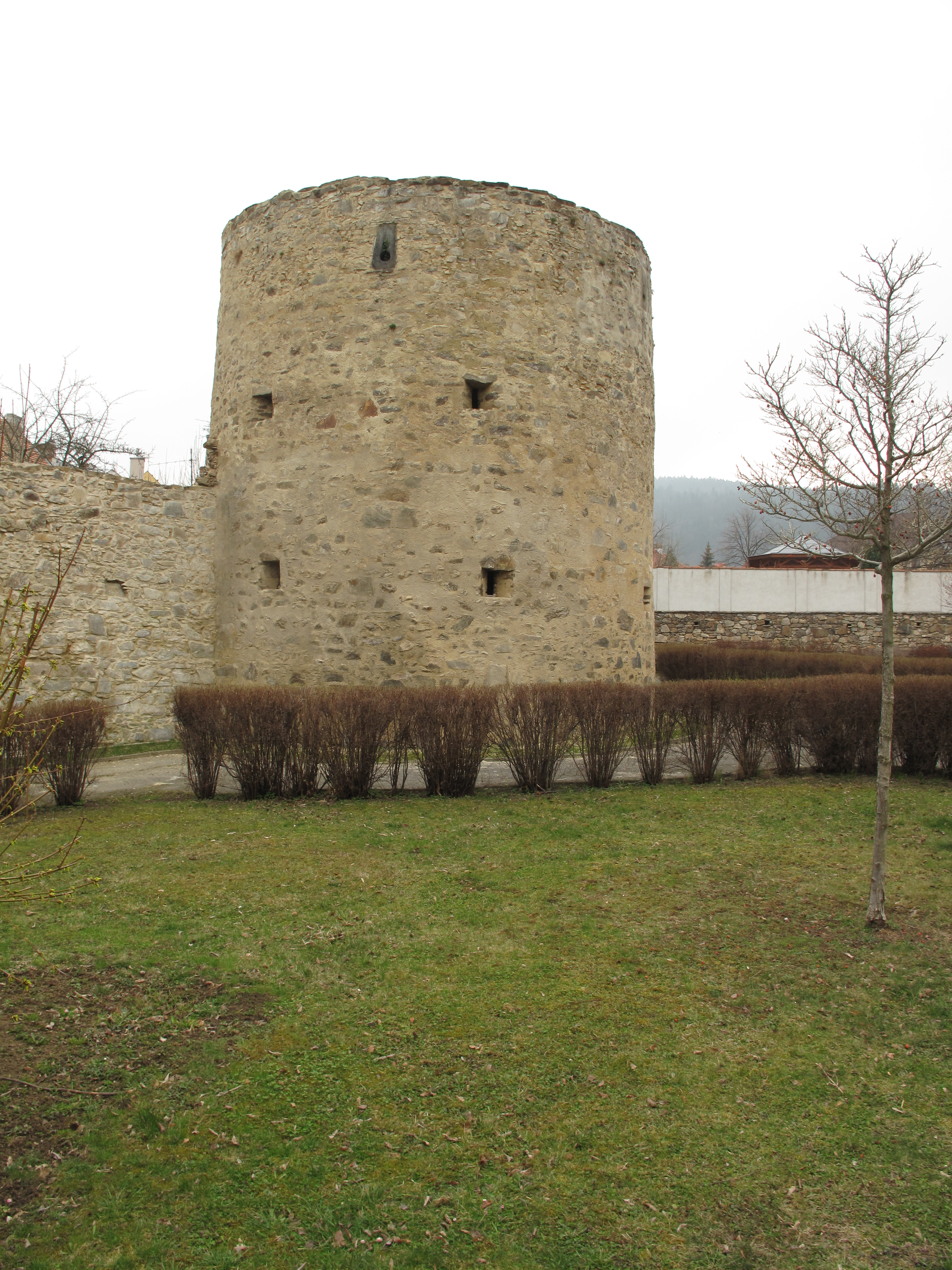
Bašta v úseku vnější hradby za č.p. 149
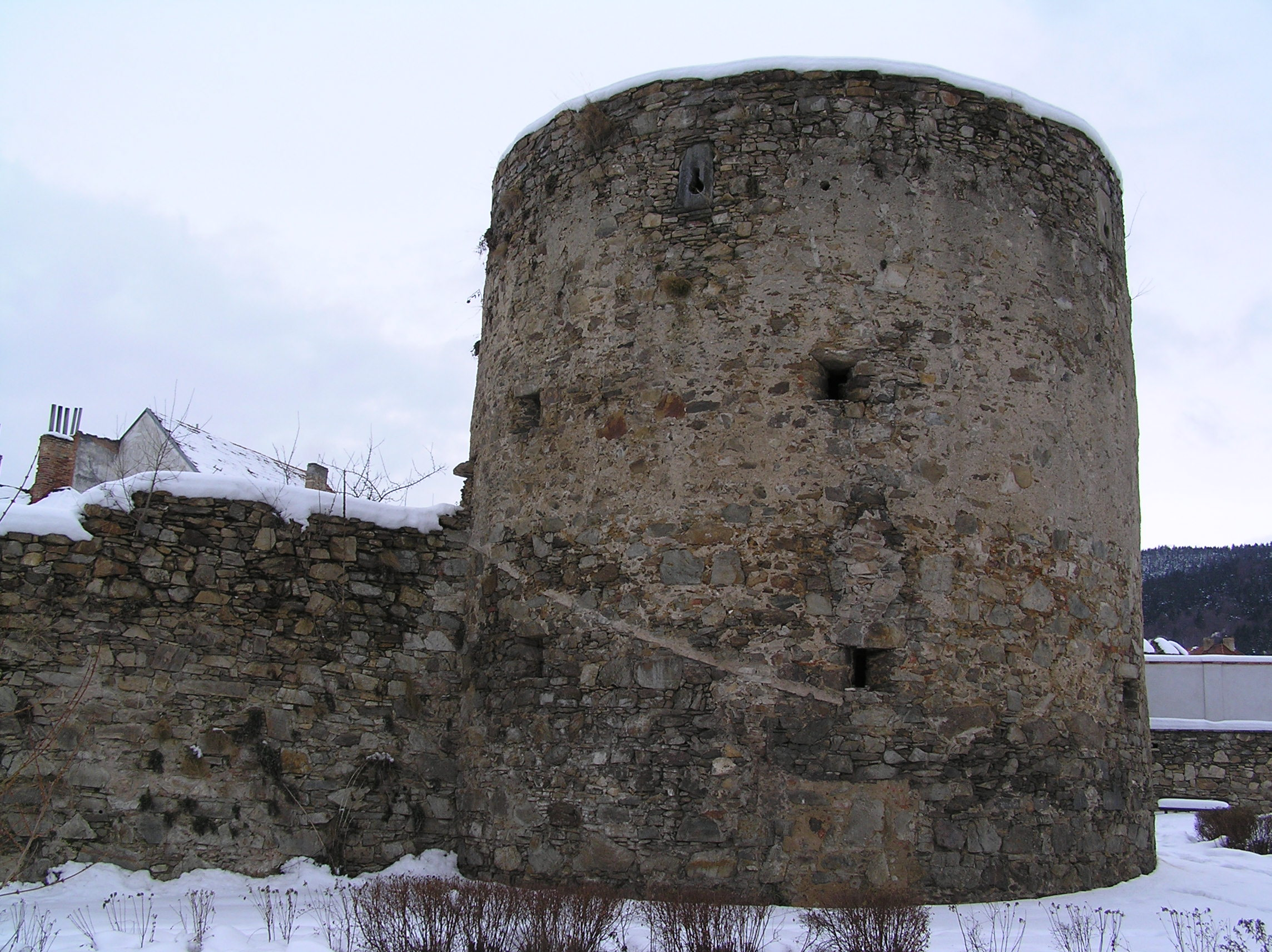
Bašta v úseku vnější hradby za č.p. 149
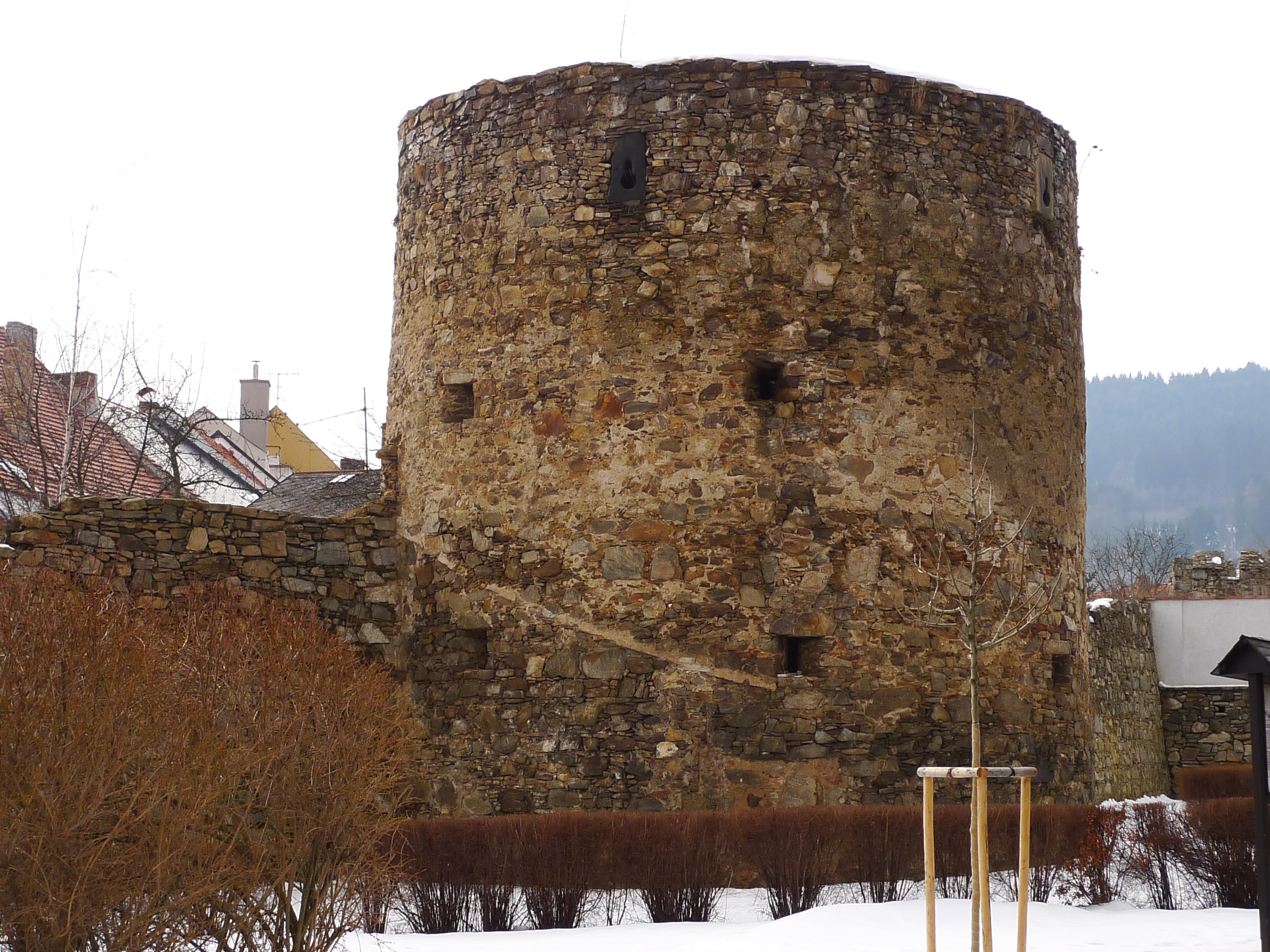
Bašta v úseku vnější hradby za č.p. 149
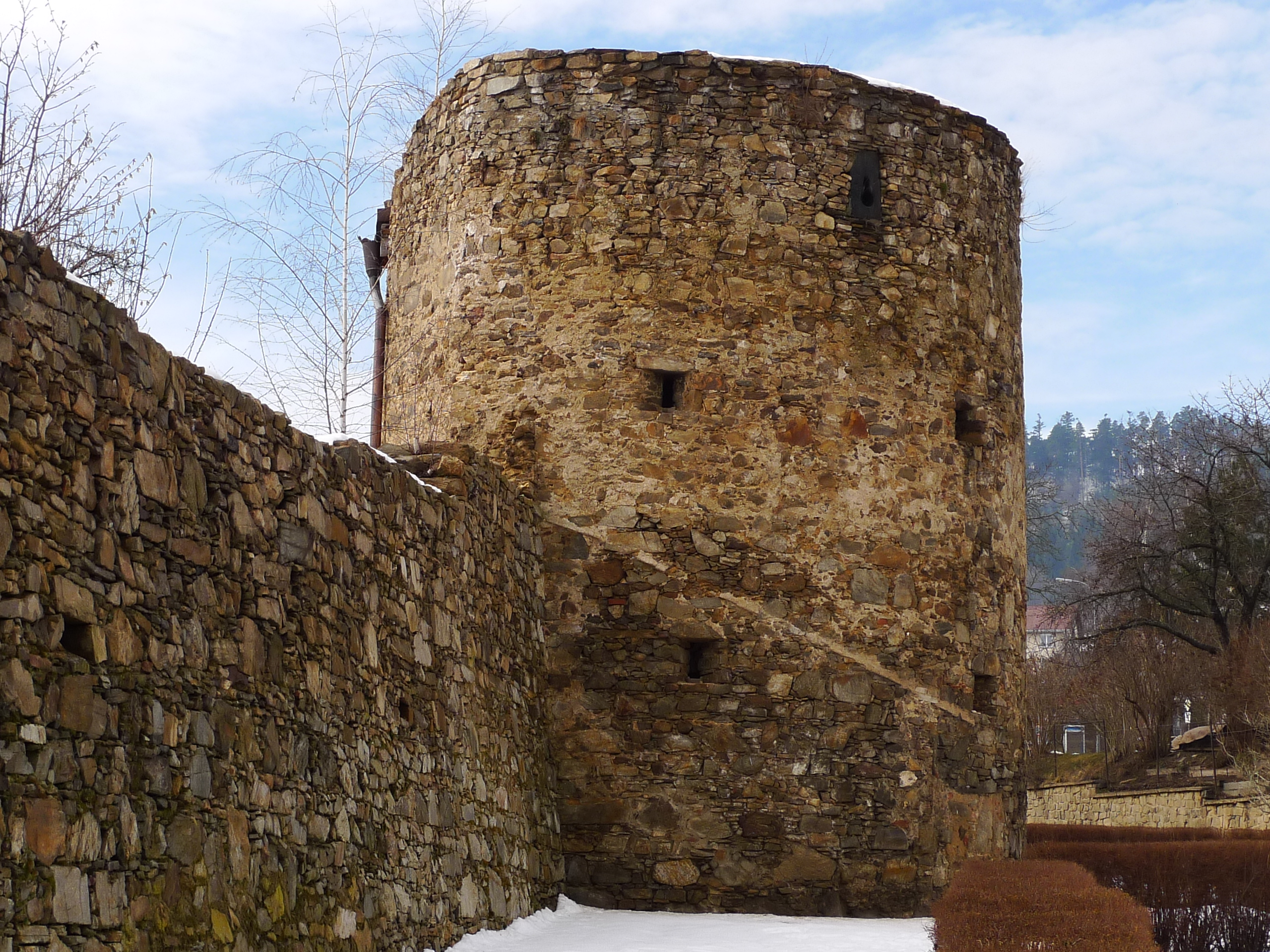
Bašta v úseku vnější hradby za č.p. 149
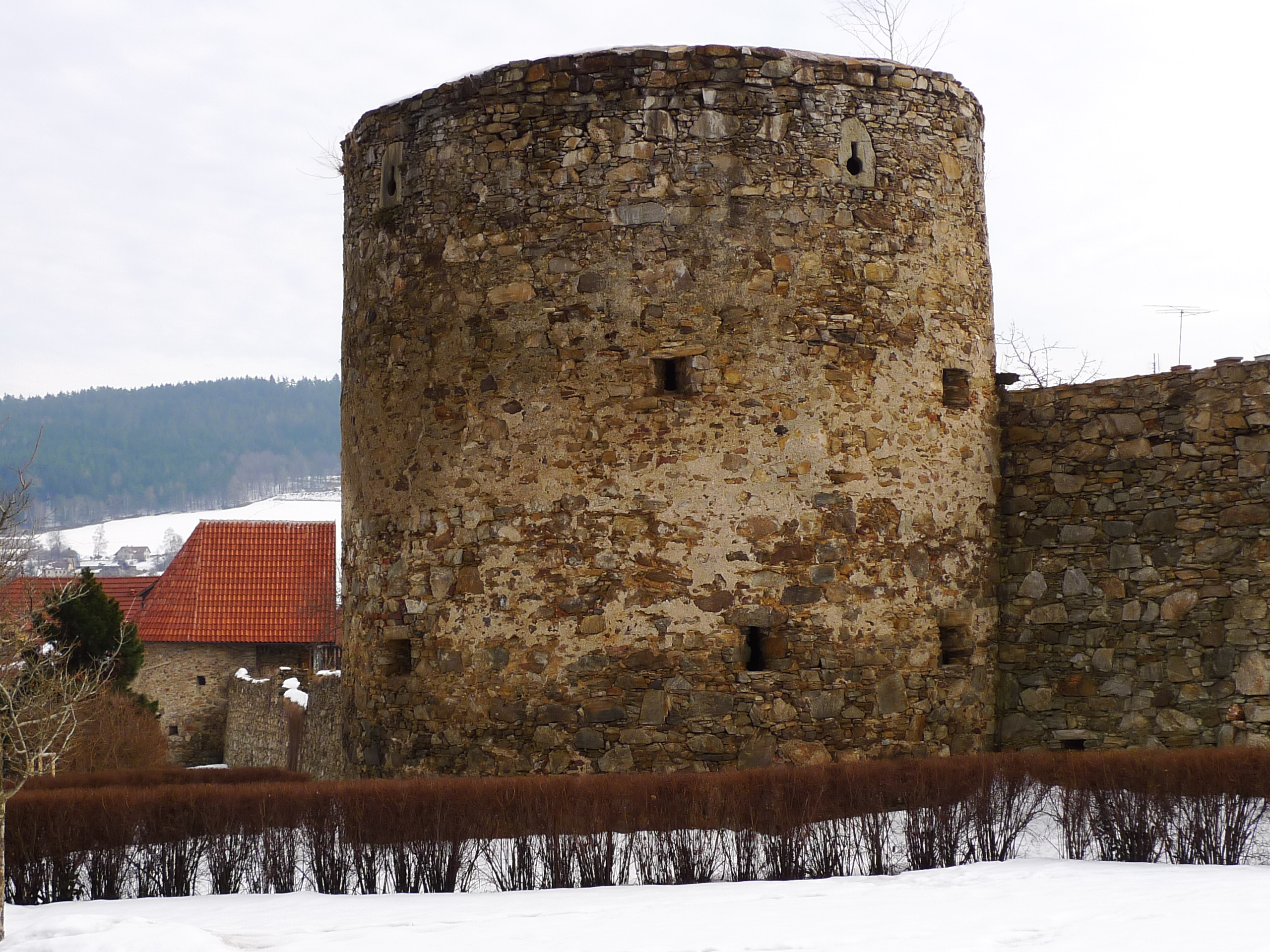
Bašta v úseku vnější hradby za č.p. 149
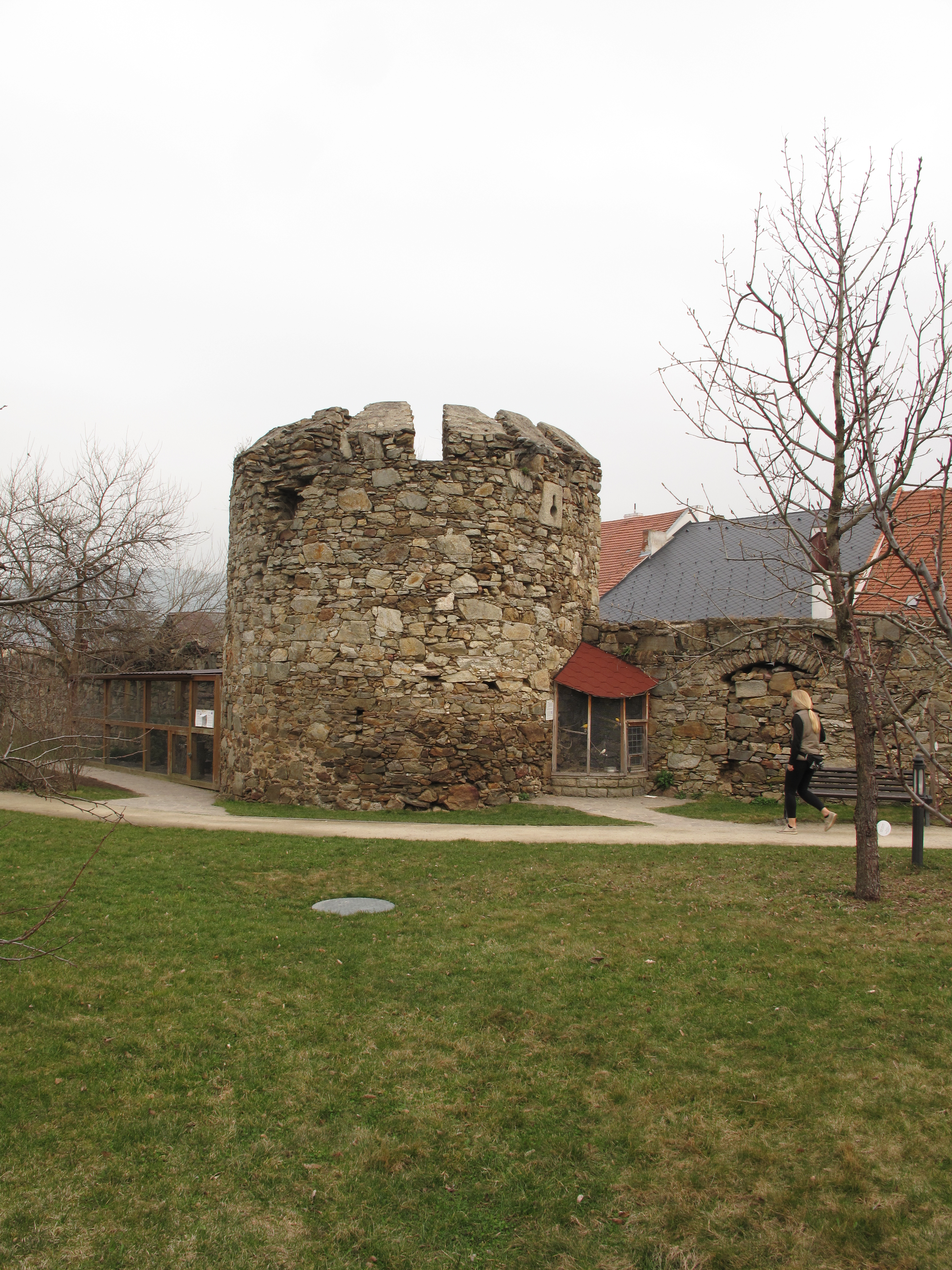
Bašta v úseku vnější hradby za č.p. 146, pohled ze zahrady Hospicu
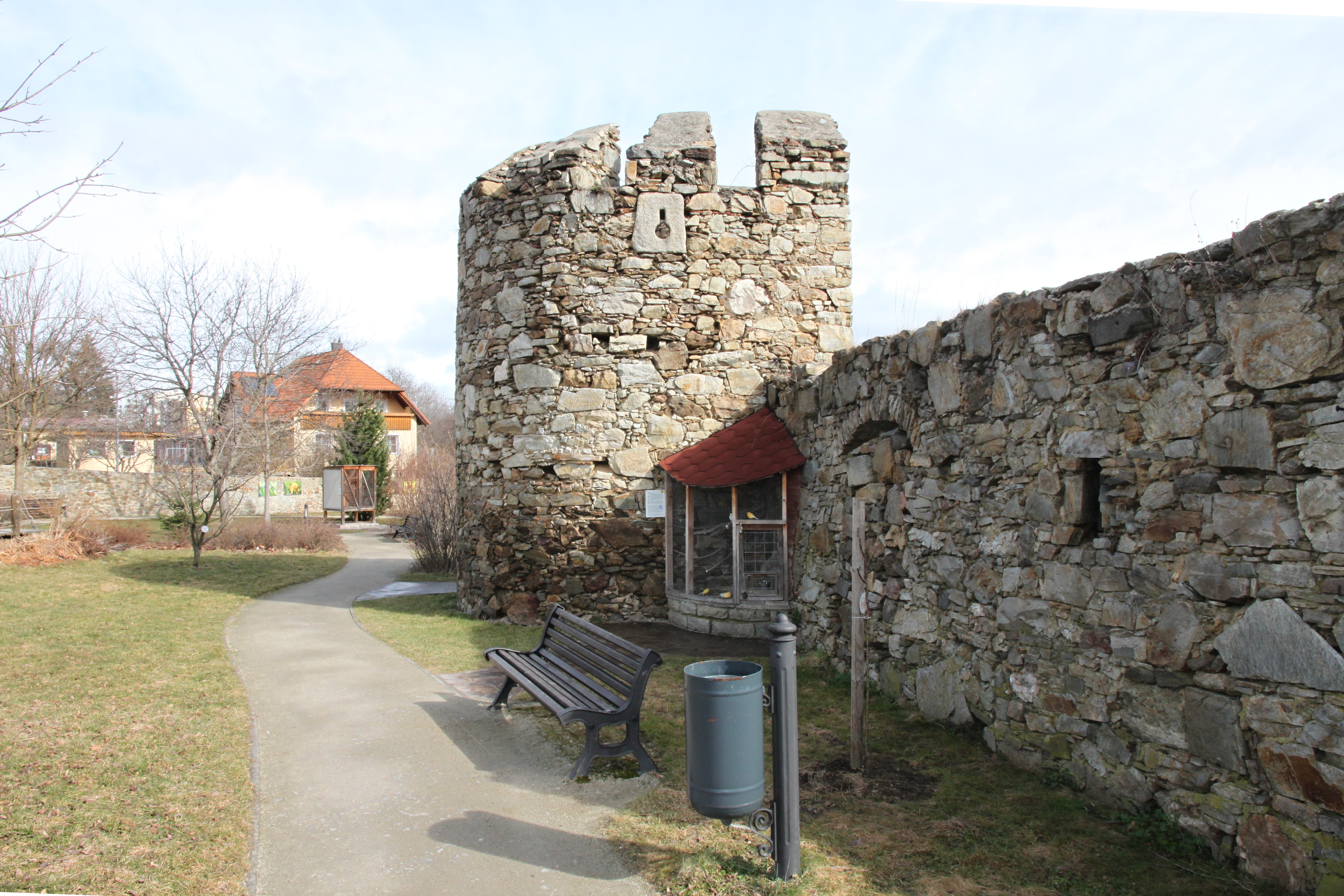
Bašta v úseku vnější hradby za č.p. 146
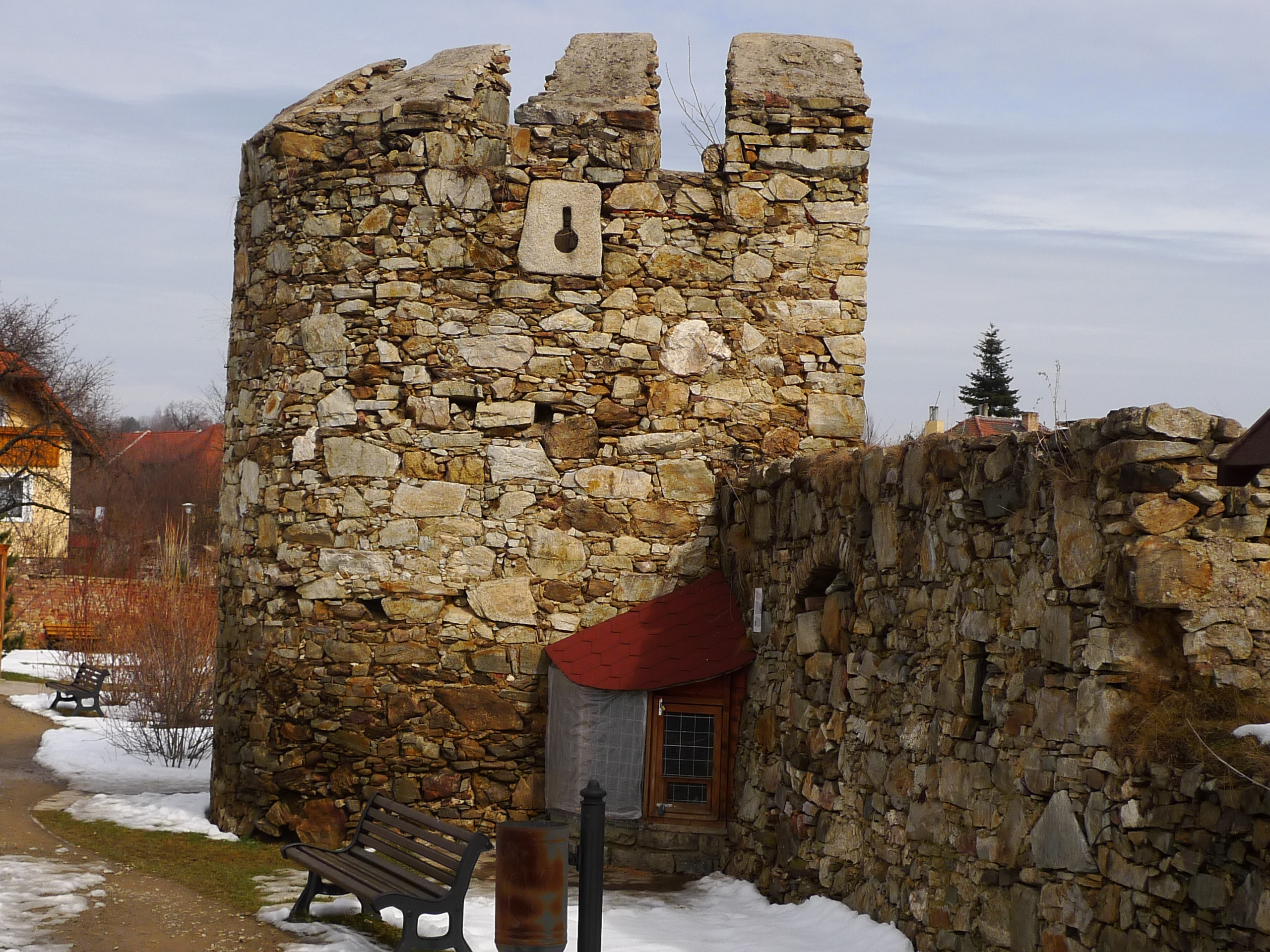
Bašta v úseku vnější hradby za č.p. 146
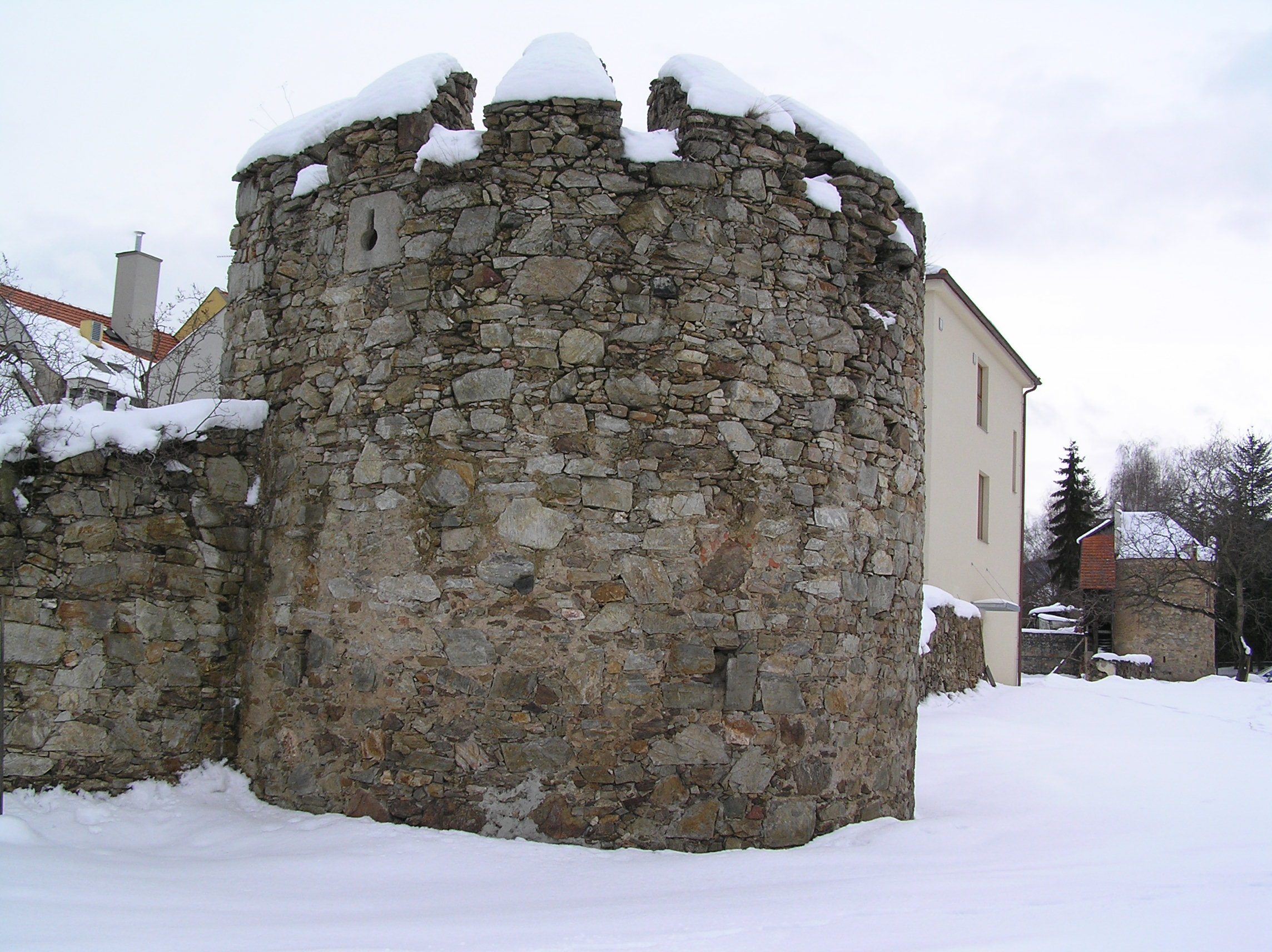
Bašta v úseku vnější hradby za č.p. 146
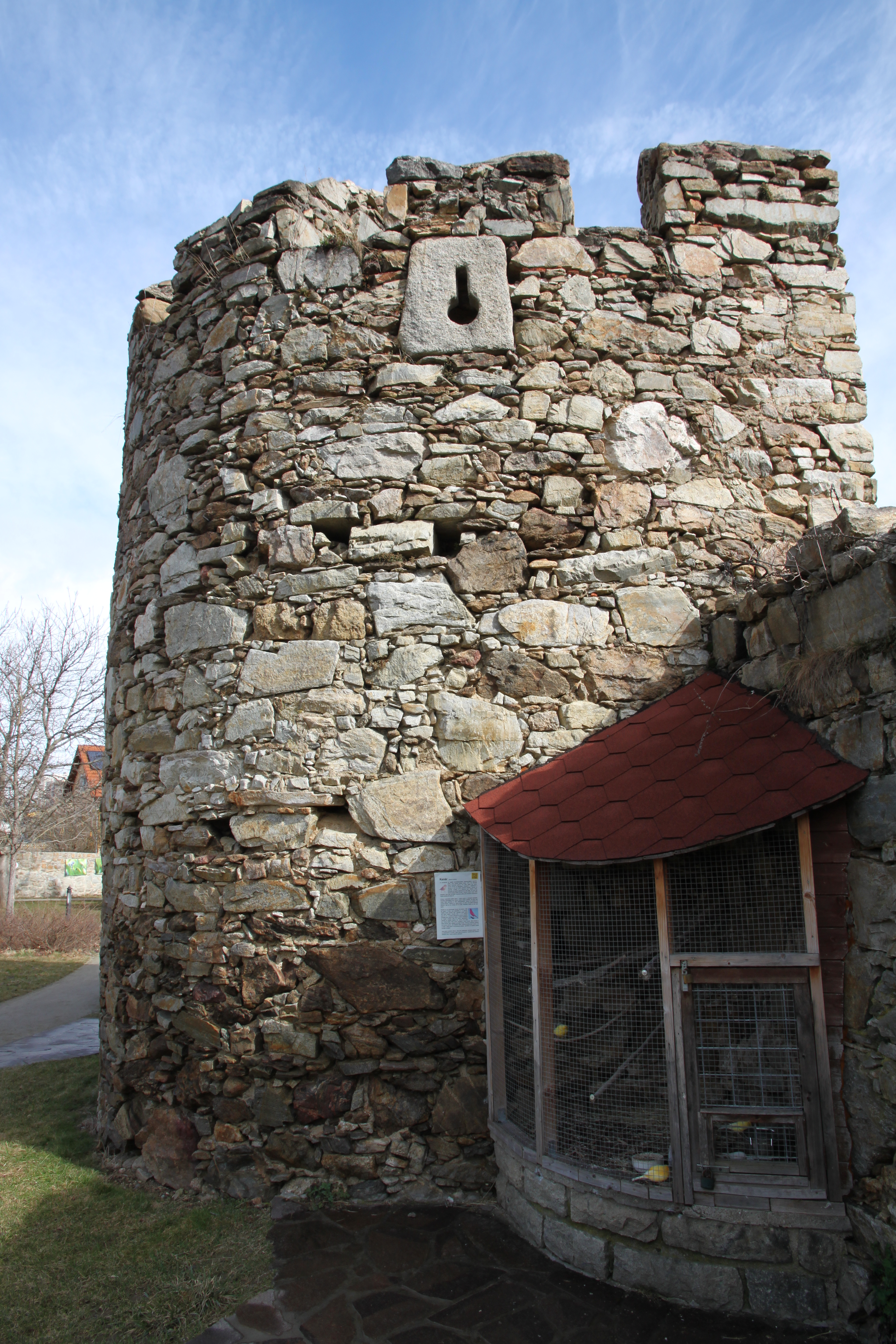
Bašta v úseku vnější hradby za č.p. 146
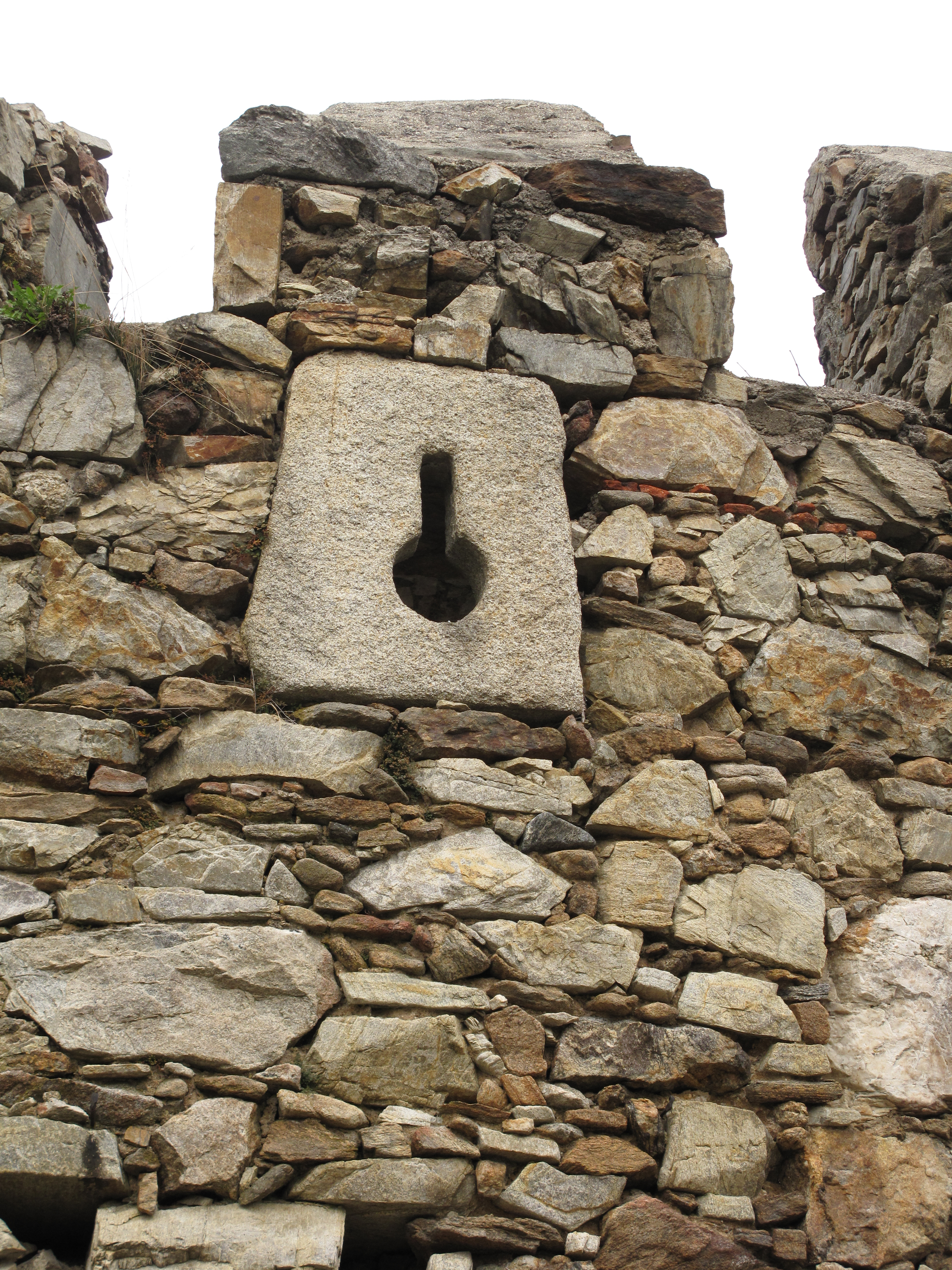
Bašta v úseku vnější hradby za č.p. 146, detail klíčové střílny
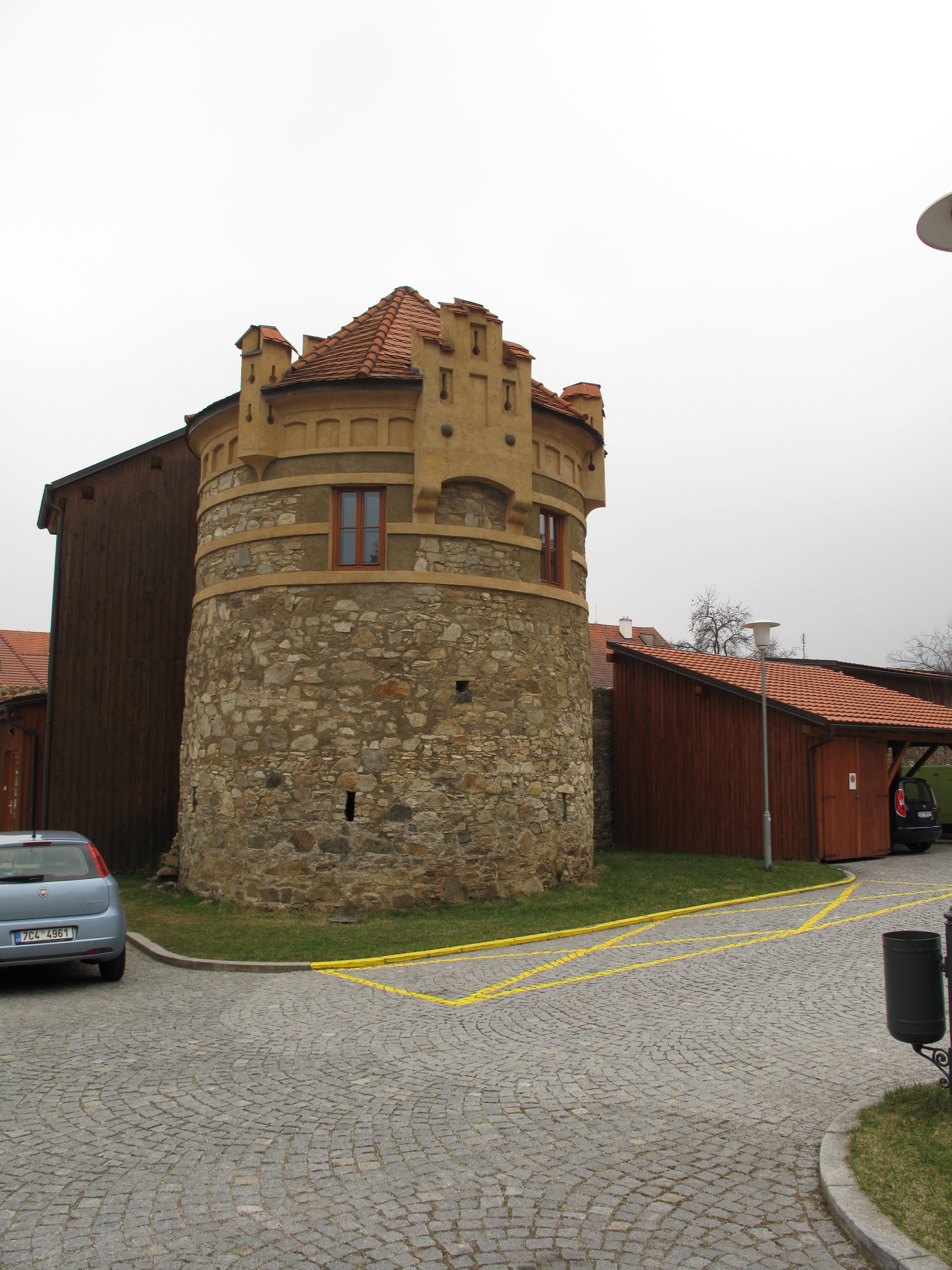
Bašta v úseku vnější hradby za č.p. 142 (Hospic sv. Jana N. Neumanna)
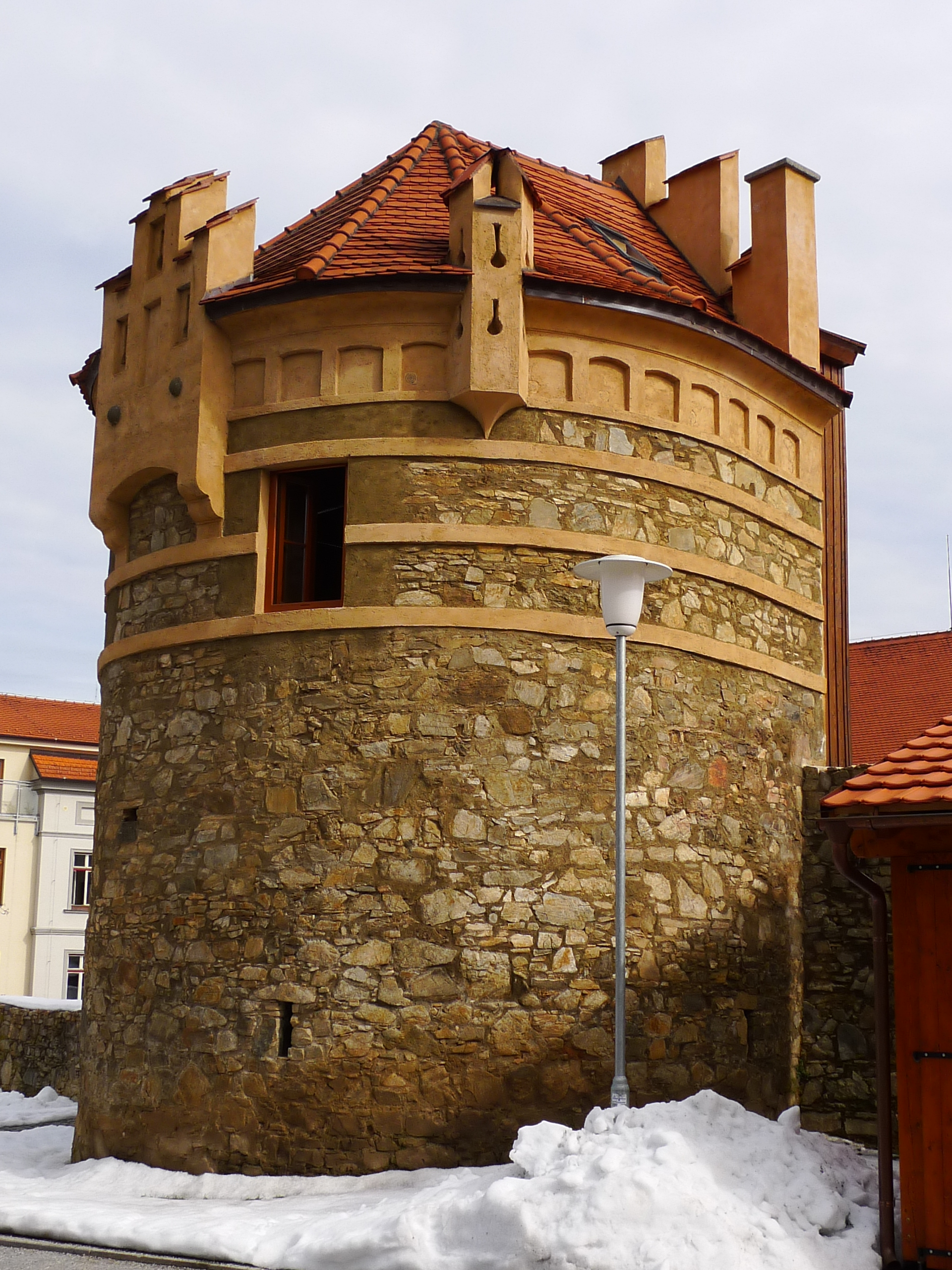
Bašta v úseku vnější hradby za č.p. 142 (Hospic sv. Jana N. Neumanna)
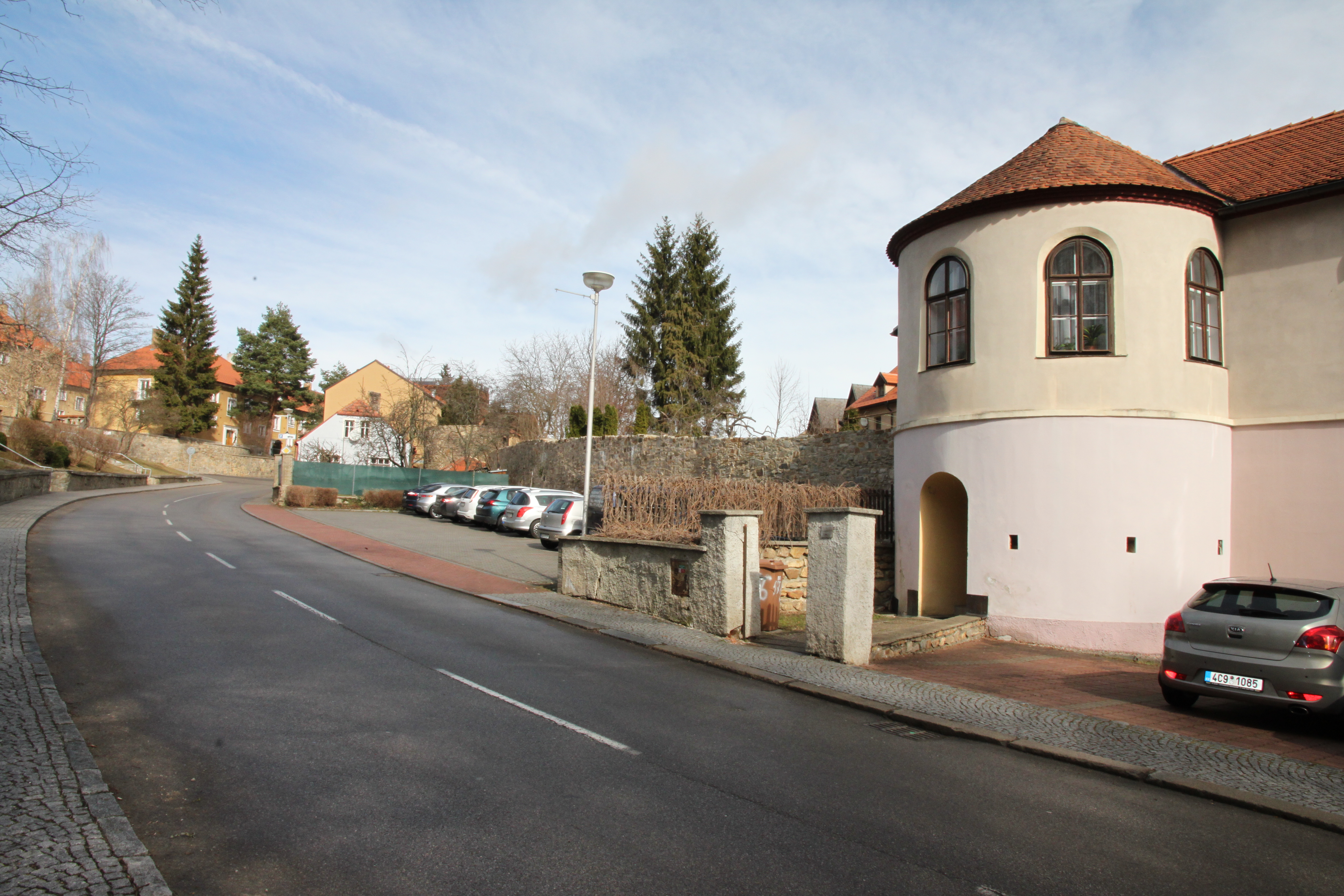
Zobytněná bašta - dům Hradební č.p. 176, přiléhající k domu č.p. 133, v pozadí bašta u č.p. 137

Celkové pohledy na opevnění města
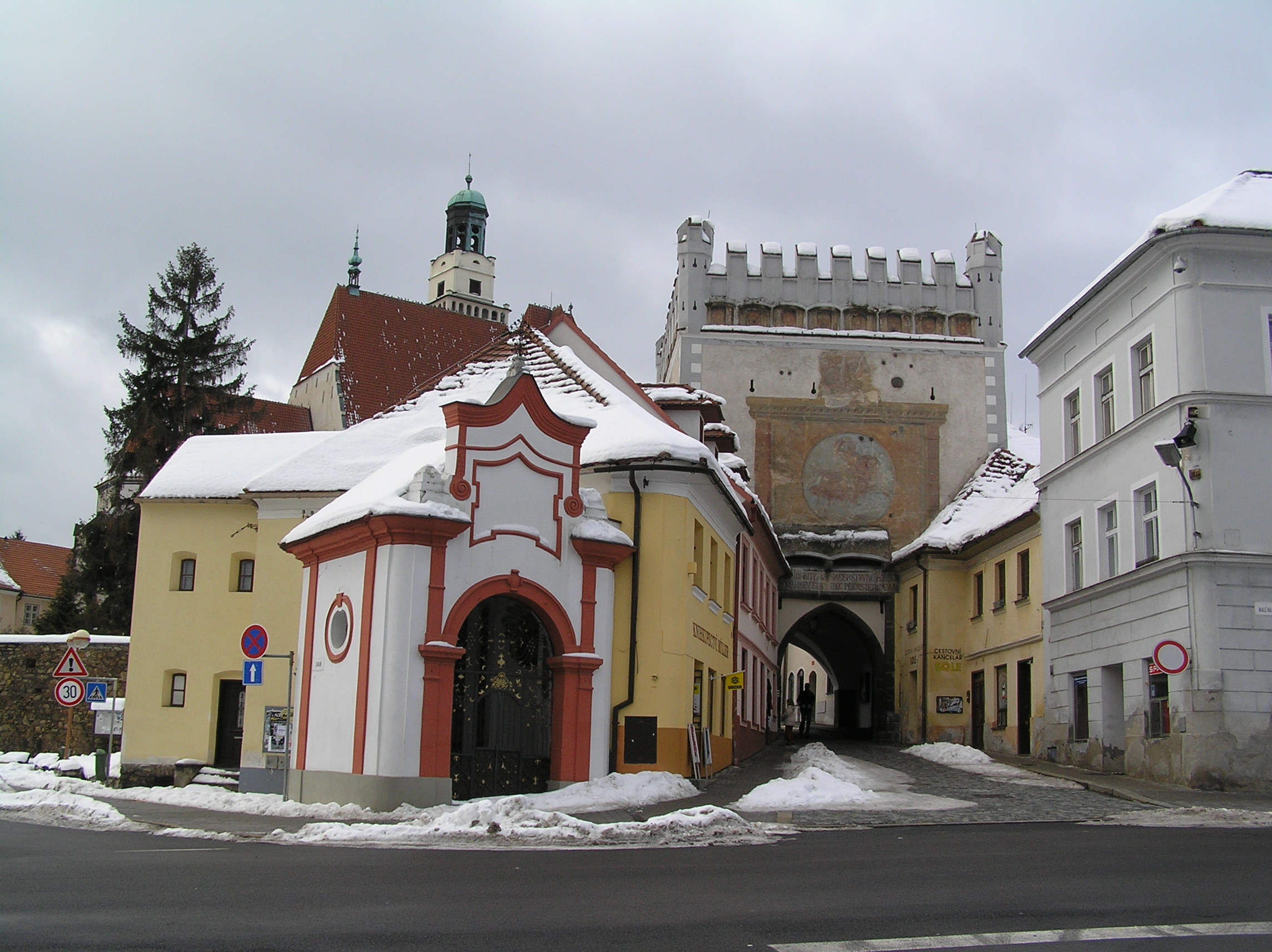
Celkový pohled na Dolní bránu z Malého náměstí
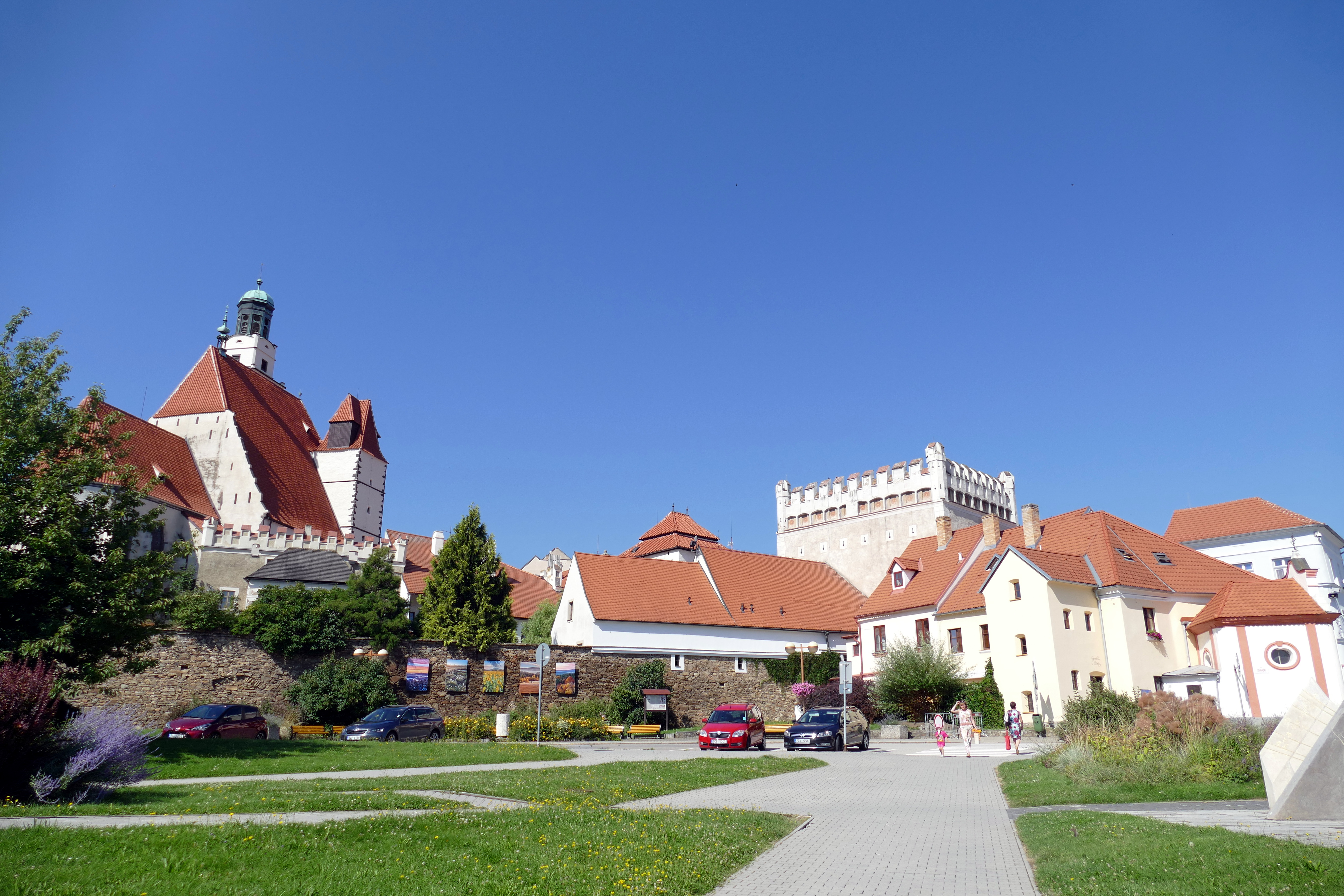
Celkový pohled na město s opevněním od severovýchodu ze Zvolenské ulice
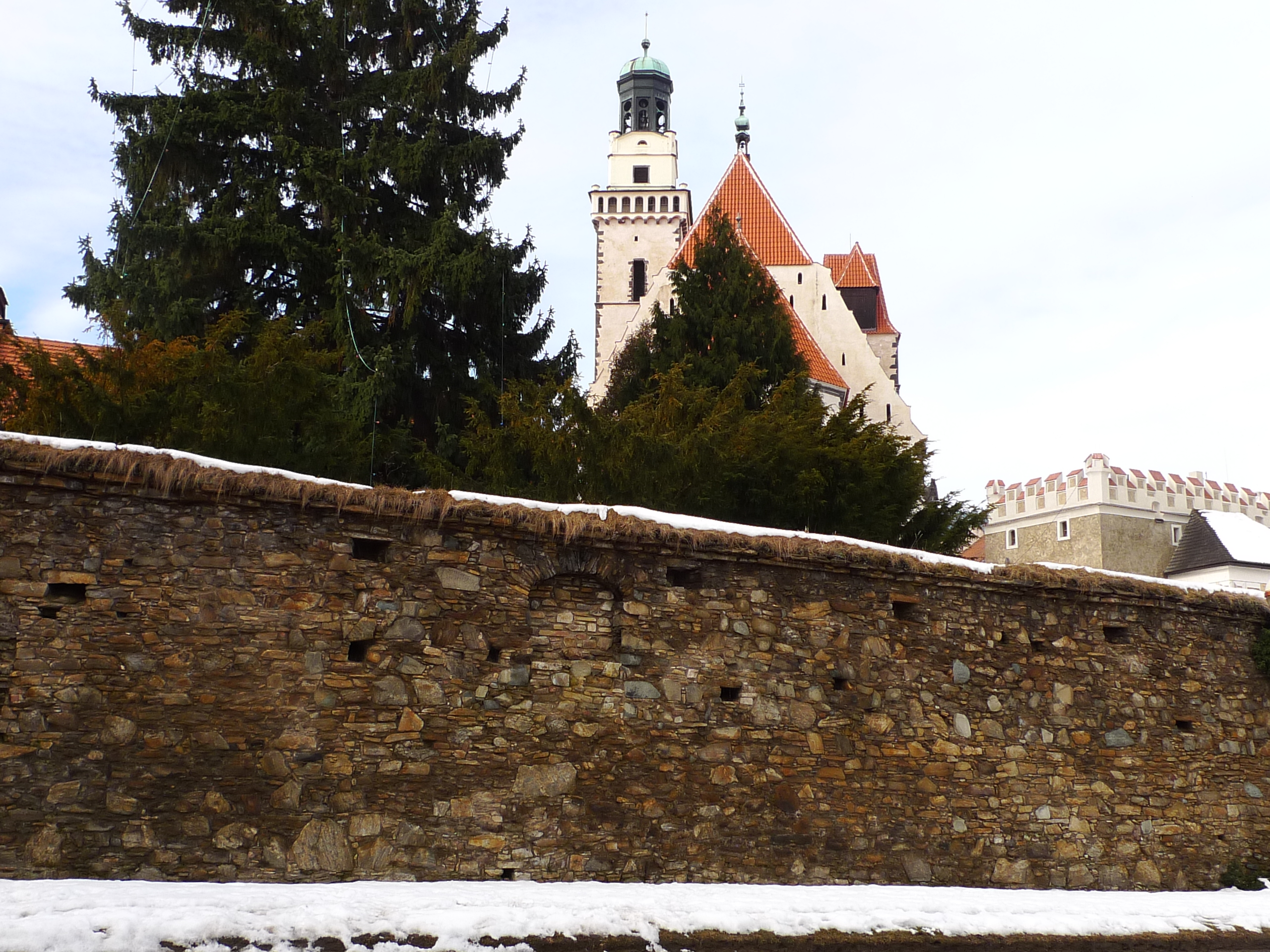
Celkový pohled na vnější pás hradeb od východu ze Zahradní ulice
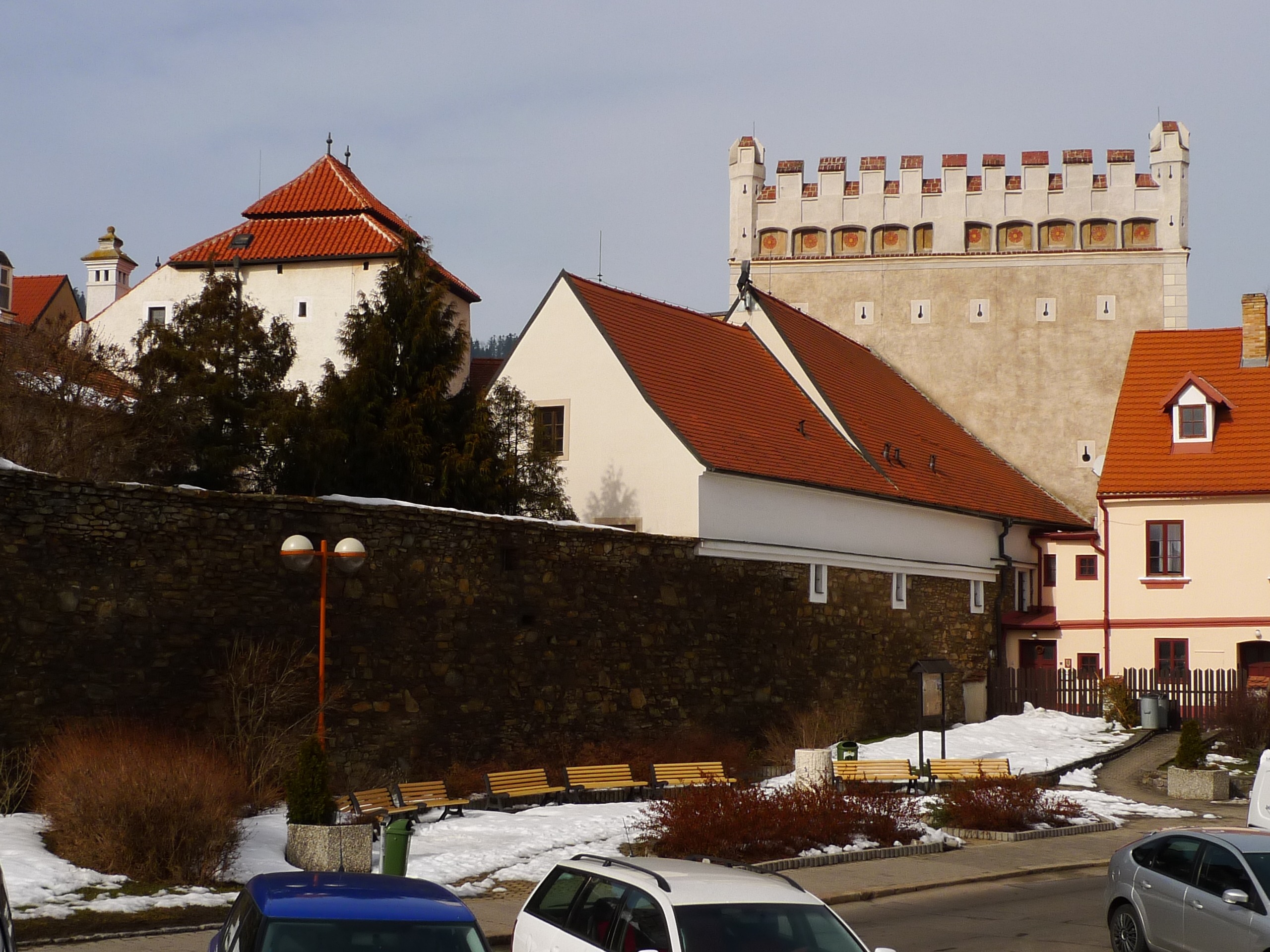
Celkový pohled na soustavu Dolní brány ze Zahradní ulice
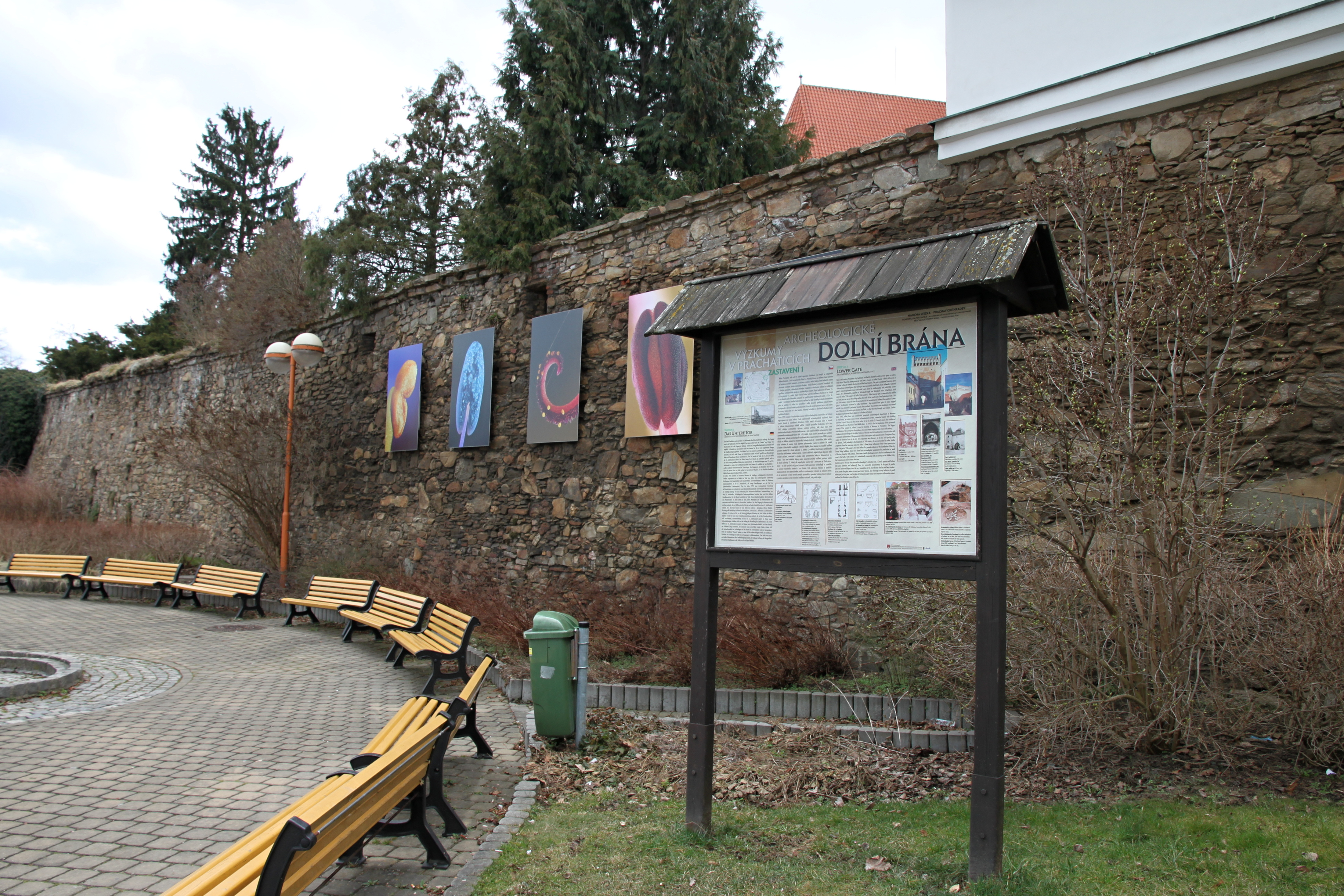
Celkový pohled na vnější pás hradeb od severu z Malého náměstí
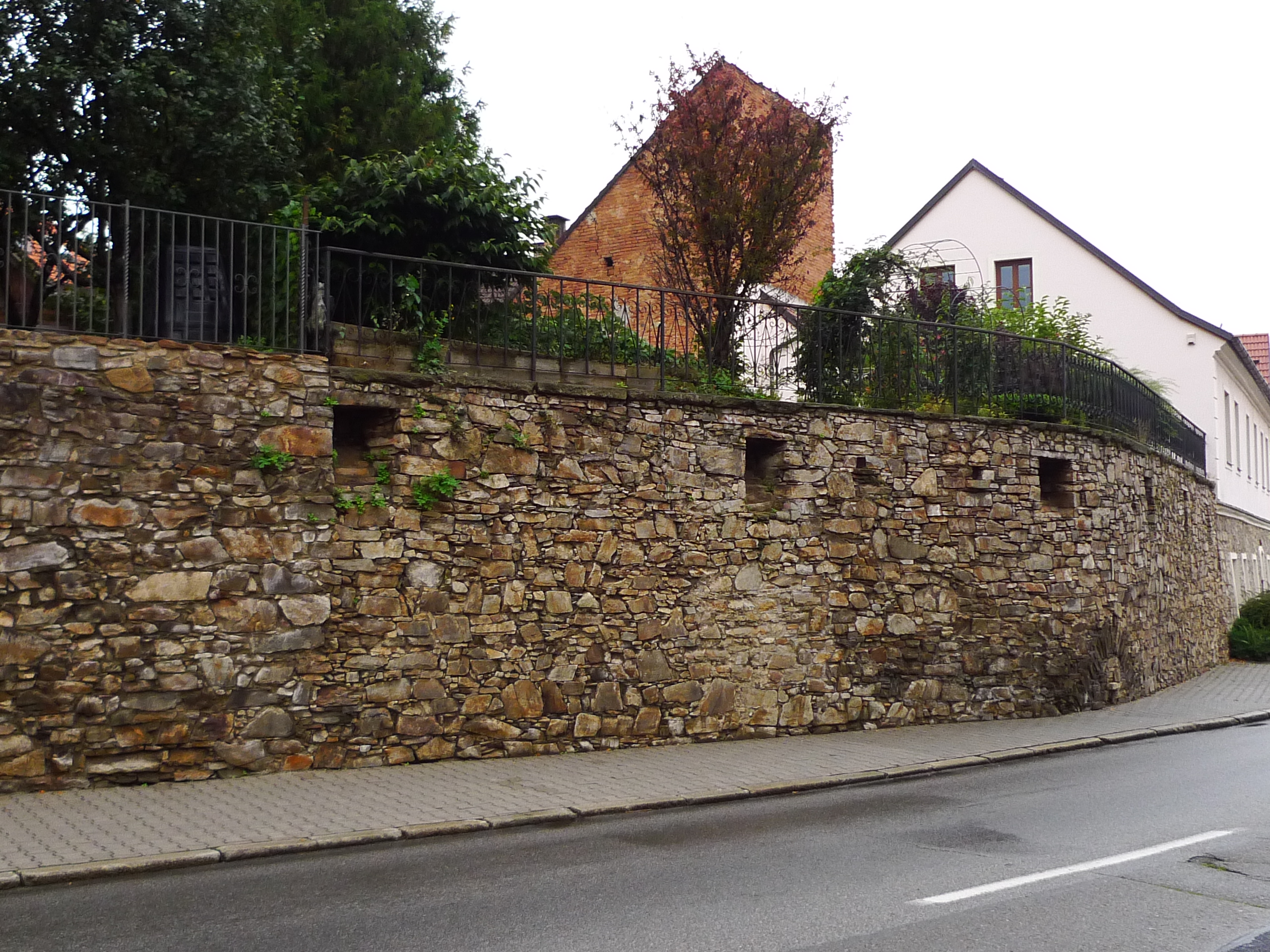
Celkový pohled na vnější pás hradeb od jihovýchodu ze Zahradní ulice
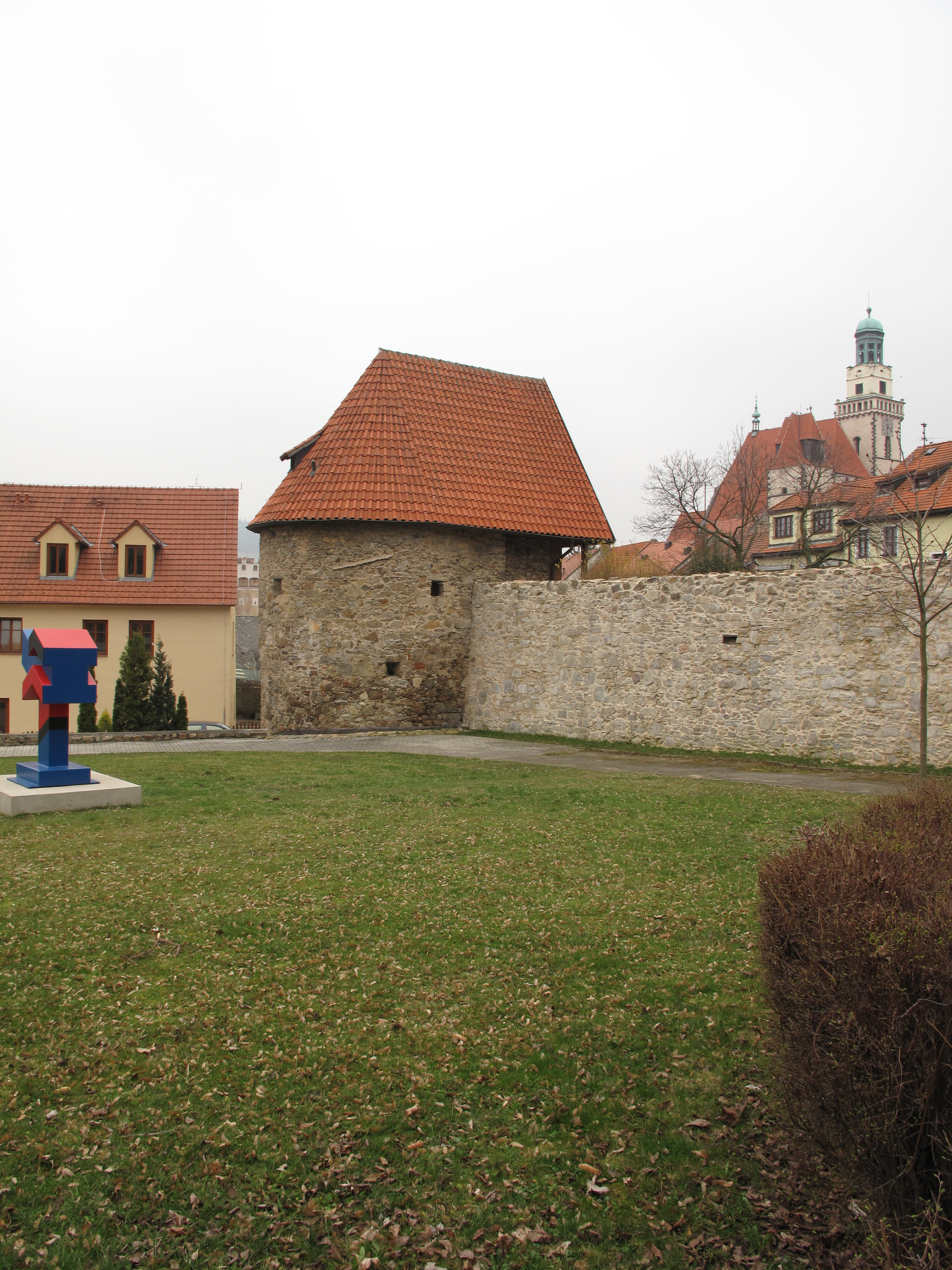
Celkový pohled na vnější pás hradeb a baštu u č.p. 154 od severu z Hradební ulice
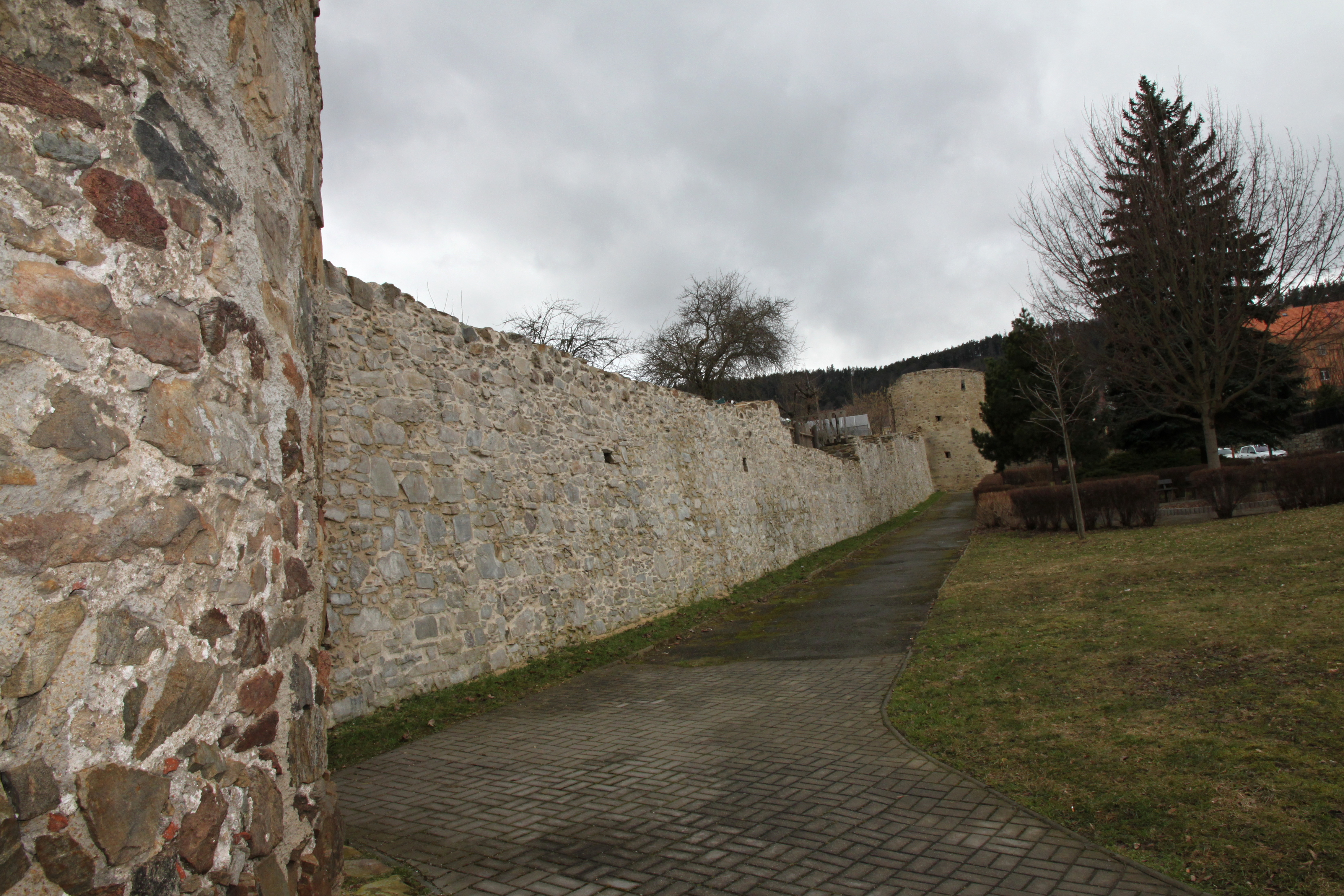
Celkový pohled na vnější pás hradeb mezi baštami u č.p. 154 a č.p. 149 od severu z Hradební ulice
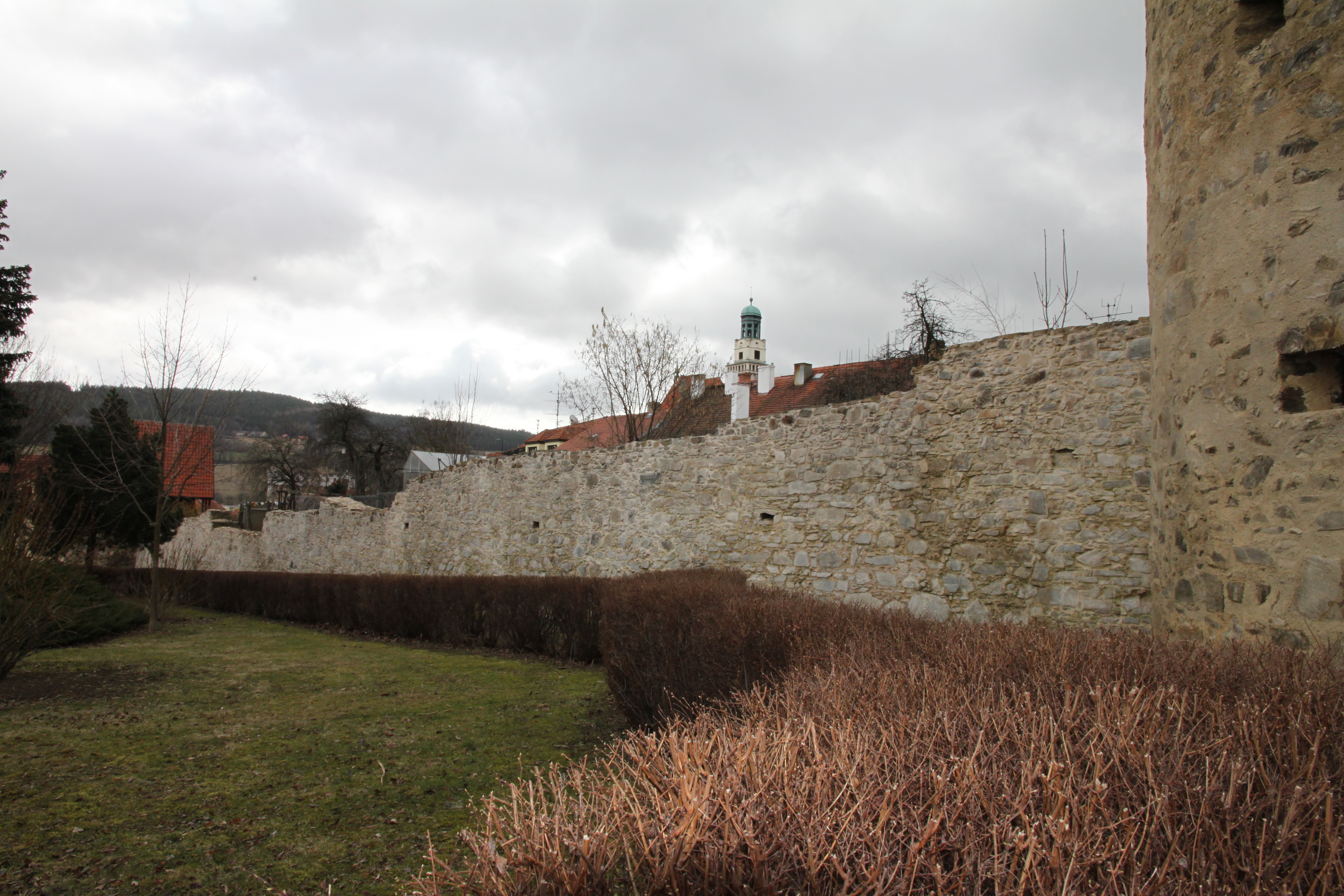
Celkový pohled na vnější pás hradeb mezi baštami u č.p. 154 a č.p. 149 od severu z Hradební ulice
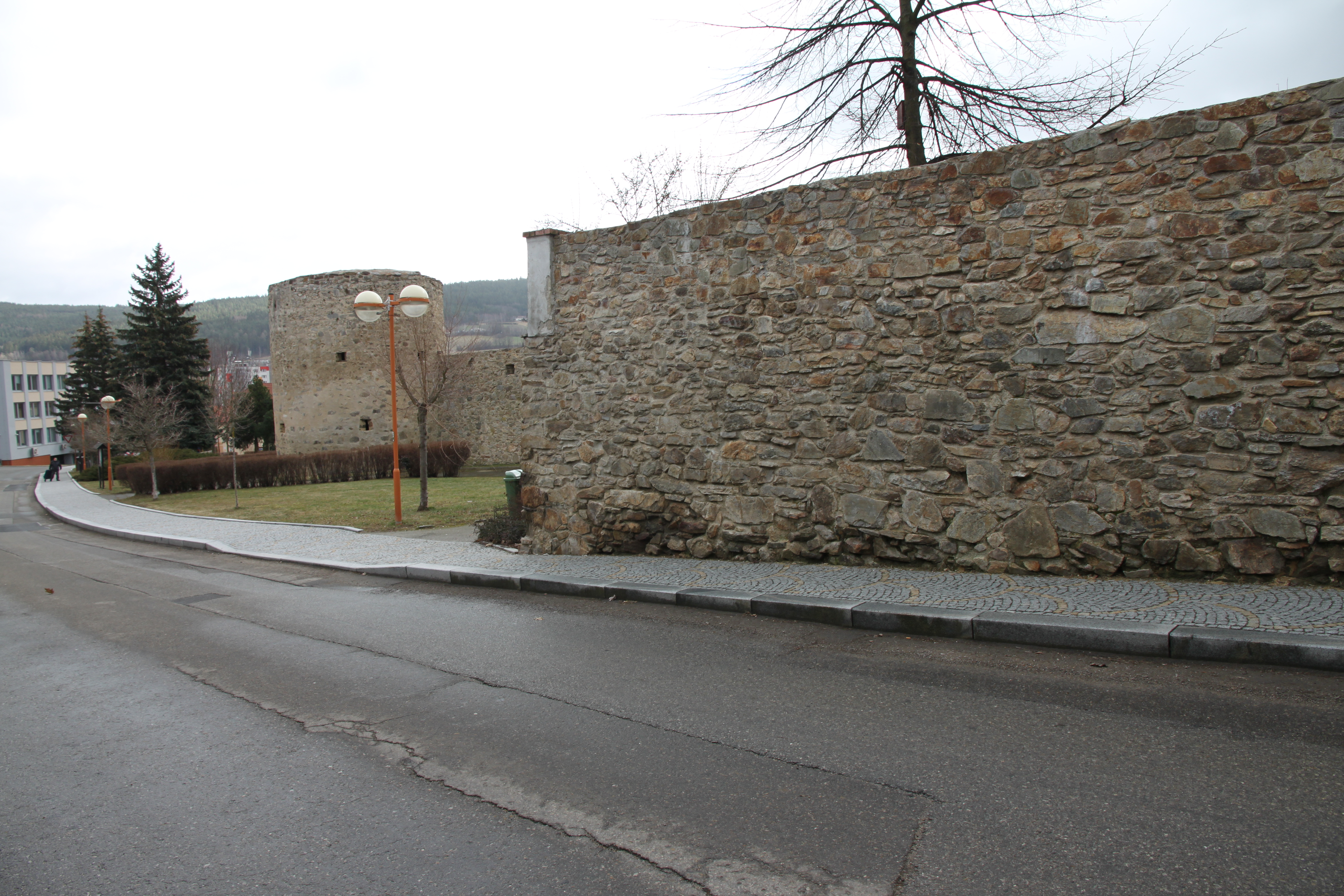
Celkový pohled na vnější pás hradeb s baštou u č.p. 149 od severovýchodu z Hradební ulice
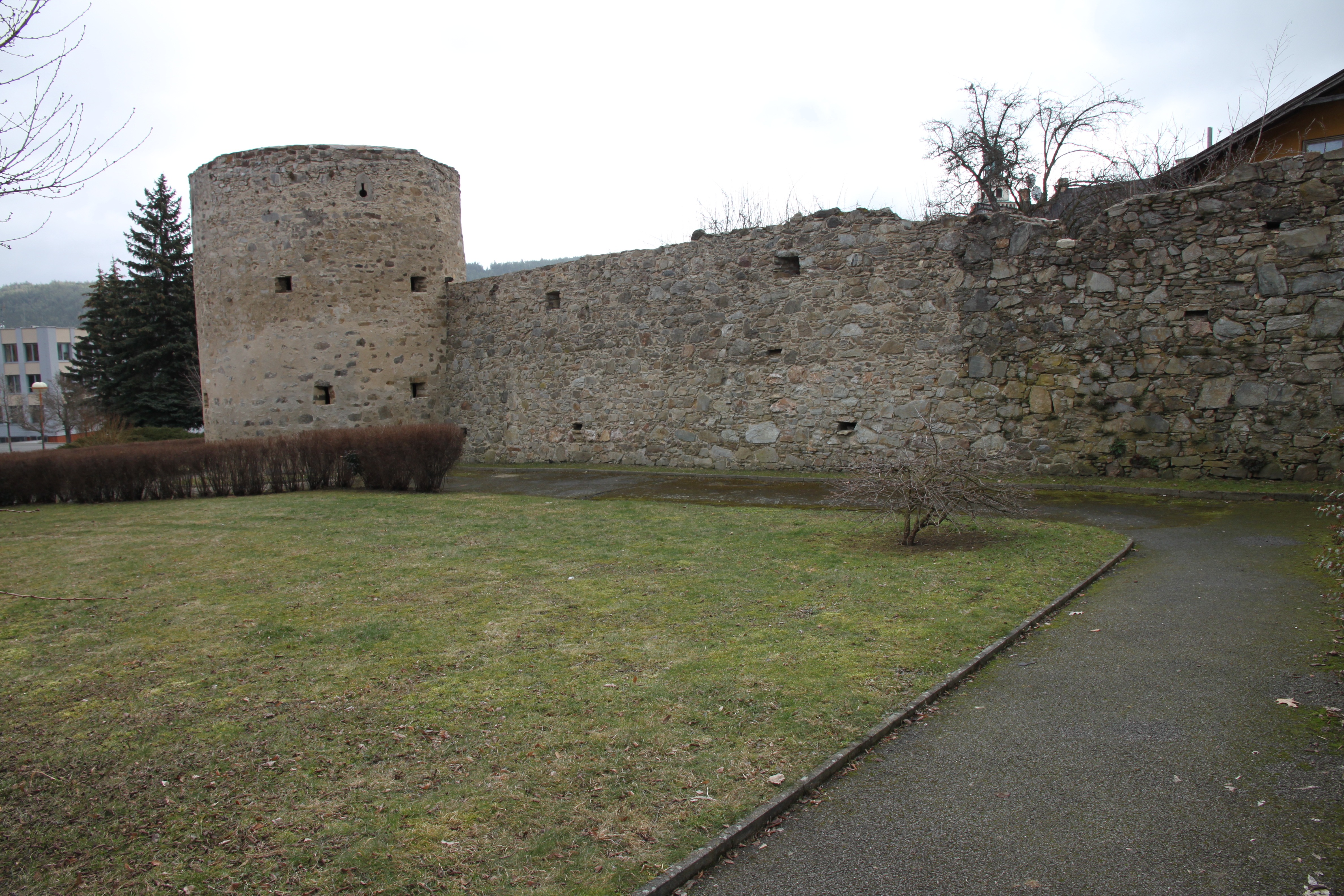
Celkový pohled na vnější pás hradeb mezi baštami u č.p. 146 a č.p. 149 od severovýchodu z Hradební ulice
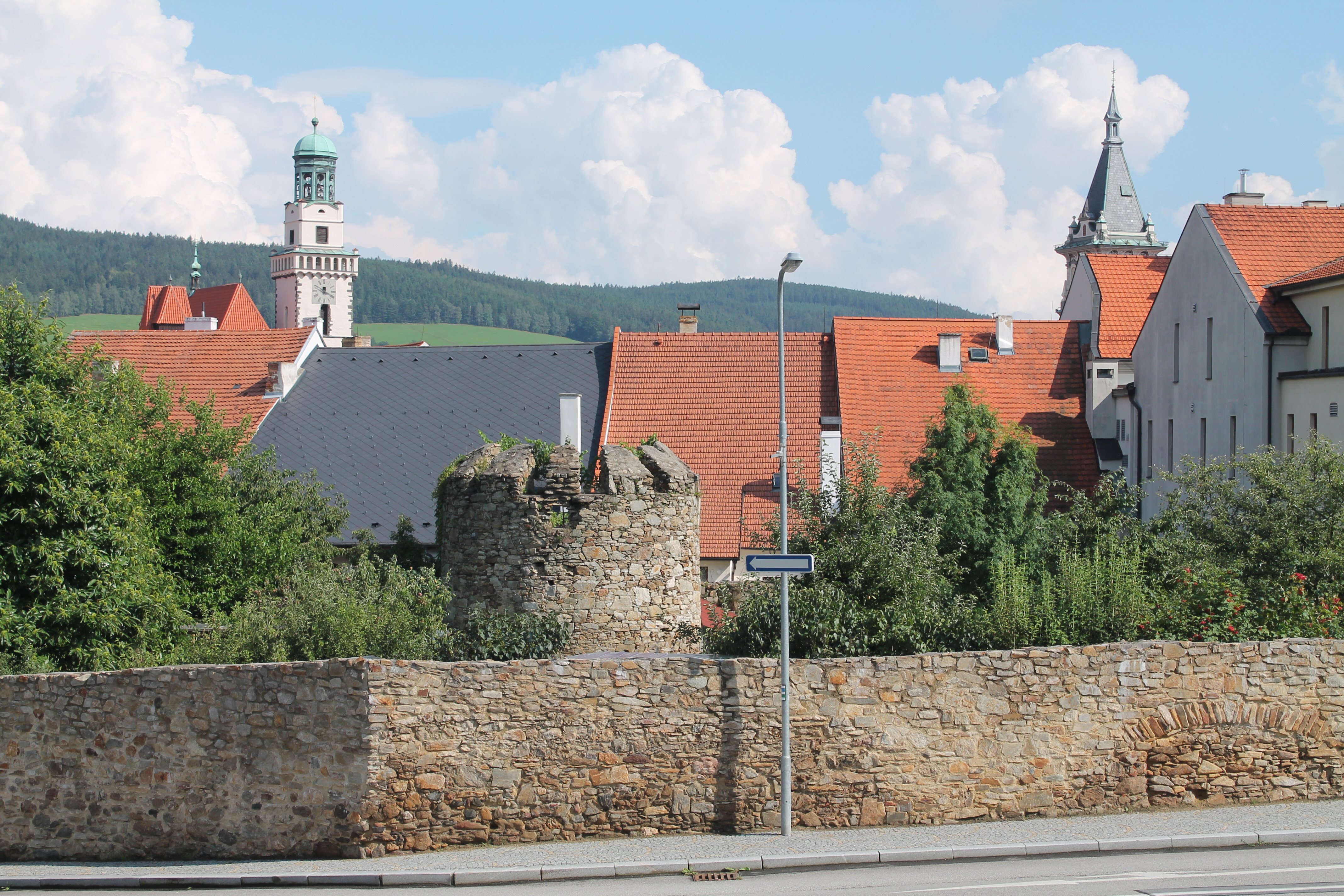
Celkový pohled na vnější pás hradeb od severozápadu z Hradební ulice
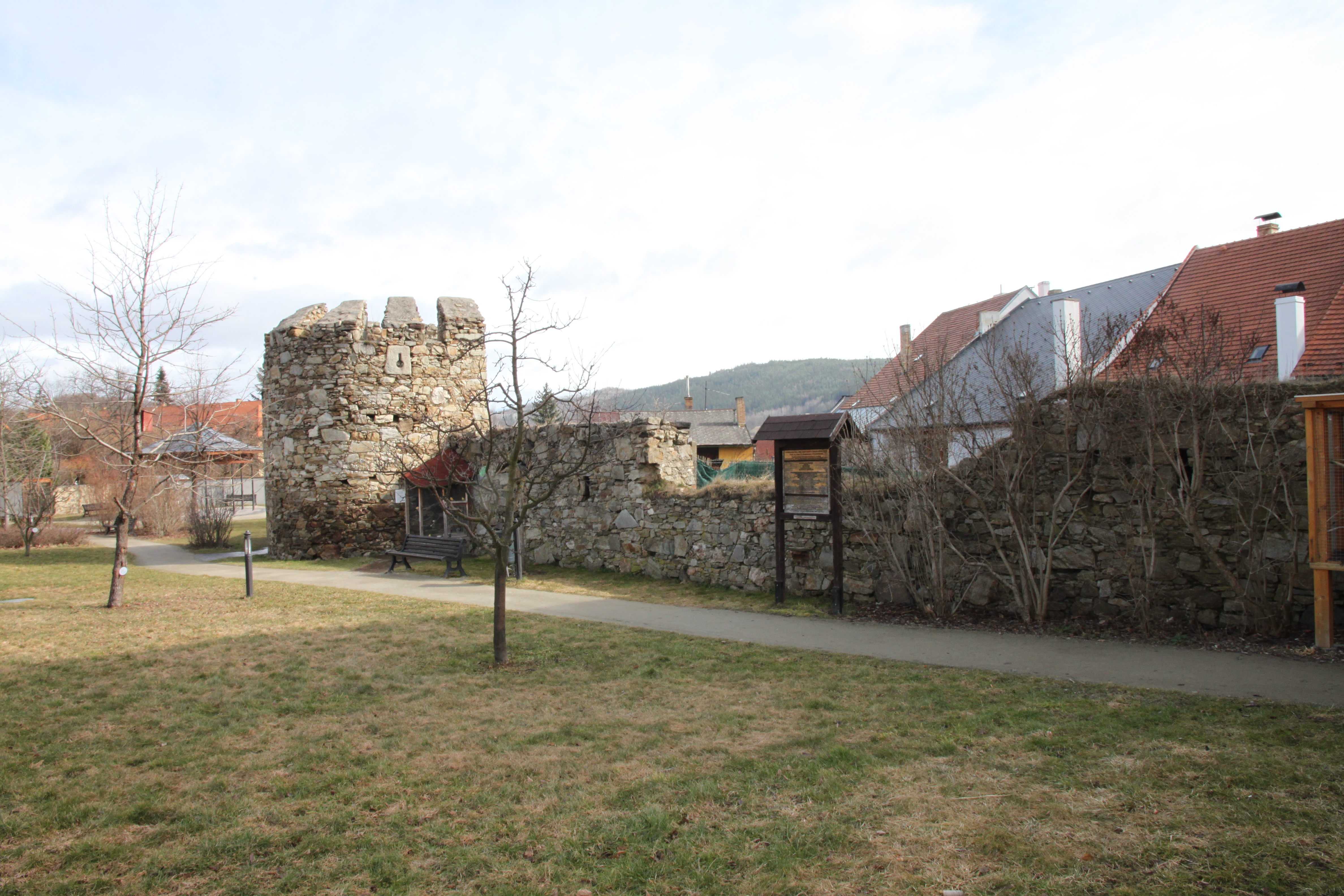
Celkový pohled na vnější pás hradeb a baštu za č.p. 146 ze zahrady Hospice sv. Jana N. Neumanna
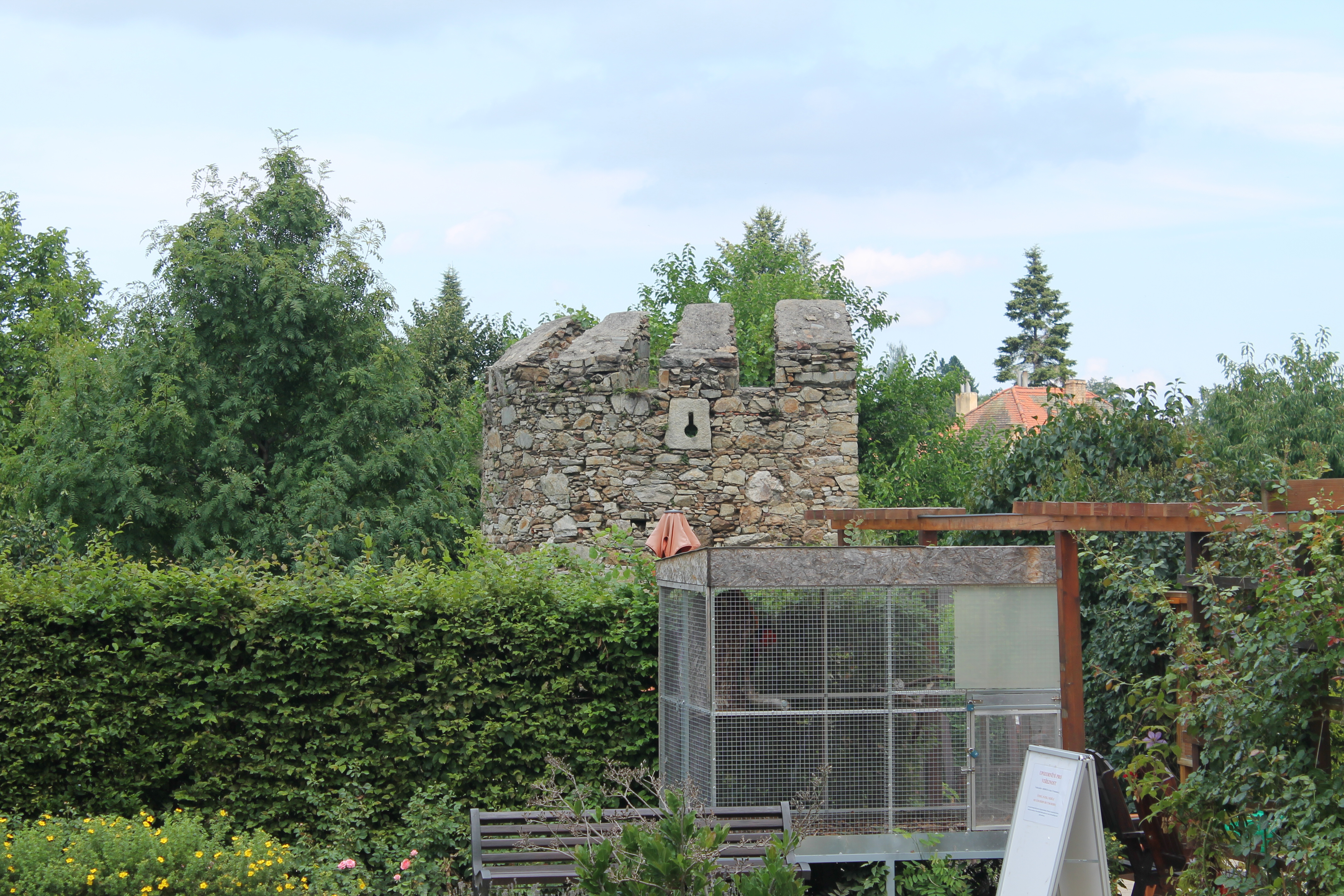
Celkový pohled na vnější pás hradeb a baštu za č.p. 146 ze zahrady Hospice sv. Jana N. Neumanna
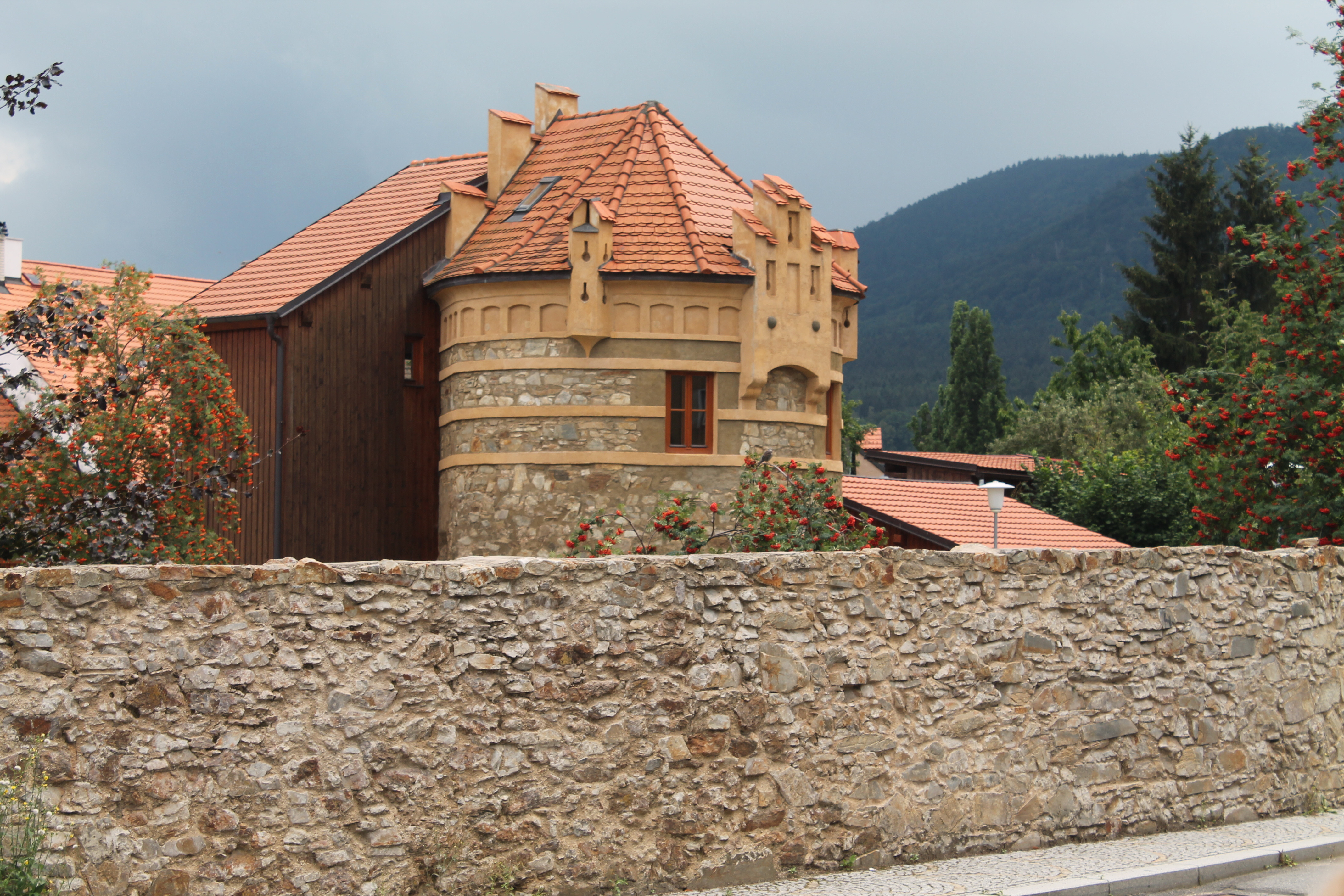
Celkový pohled na vnější pás hradeb od západu z Hradební ulice
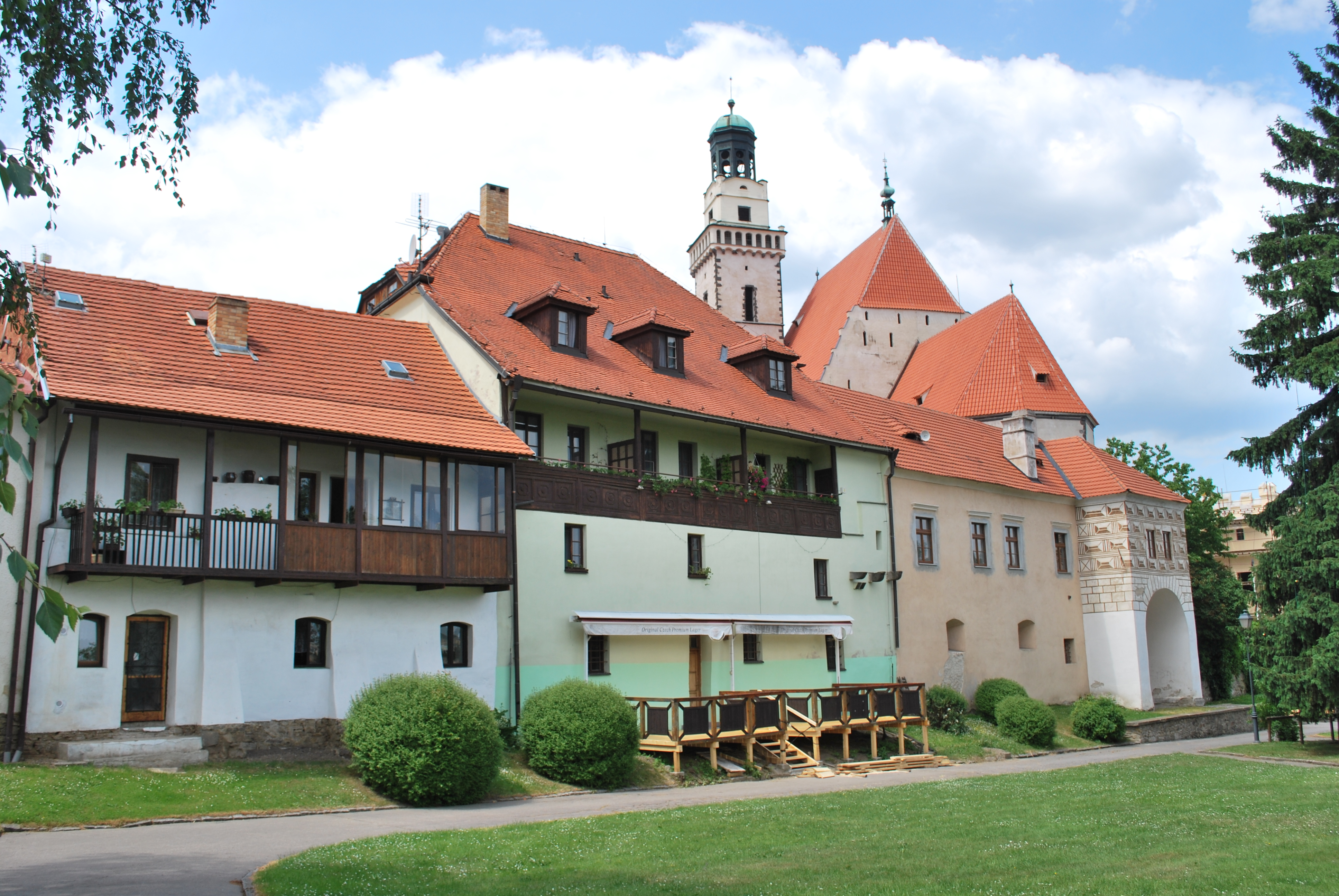
Celkový pohled na vnitřní pás hradeb z Parkánu
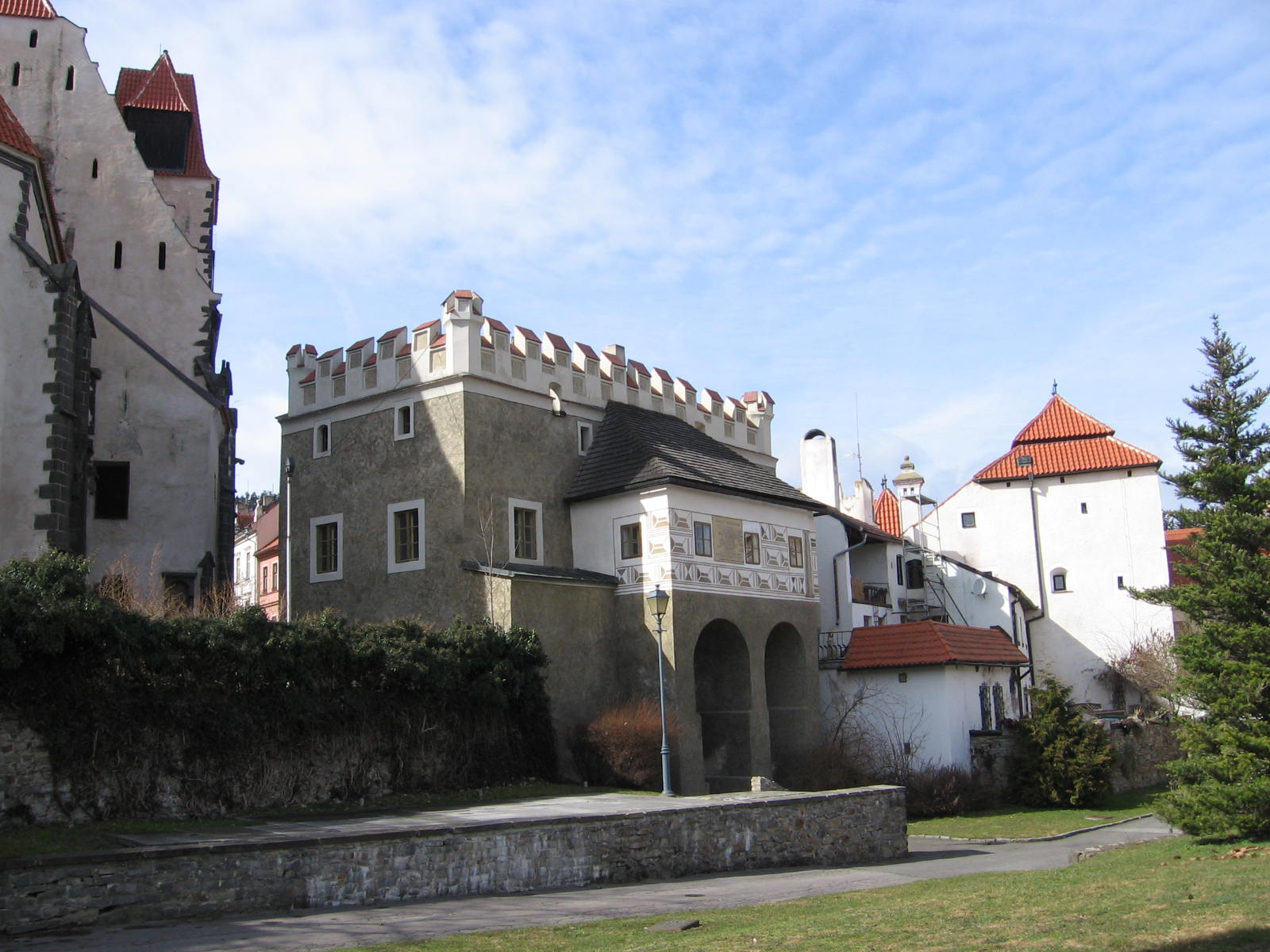
Celkový pohled na vnitřní pás hradeb s Literátskou školou z Parkánu
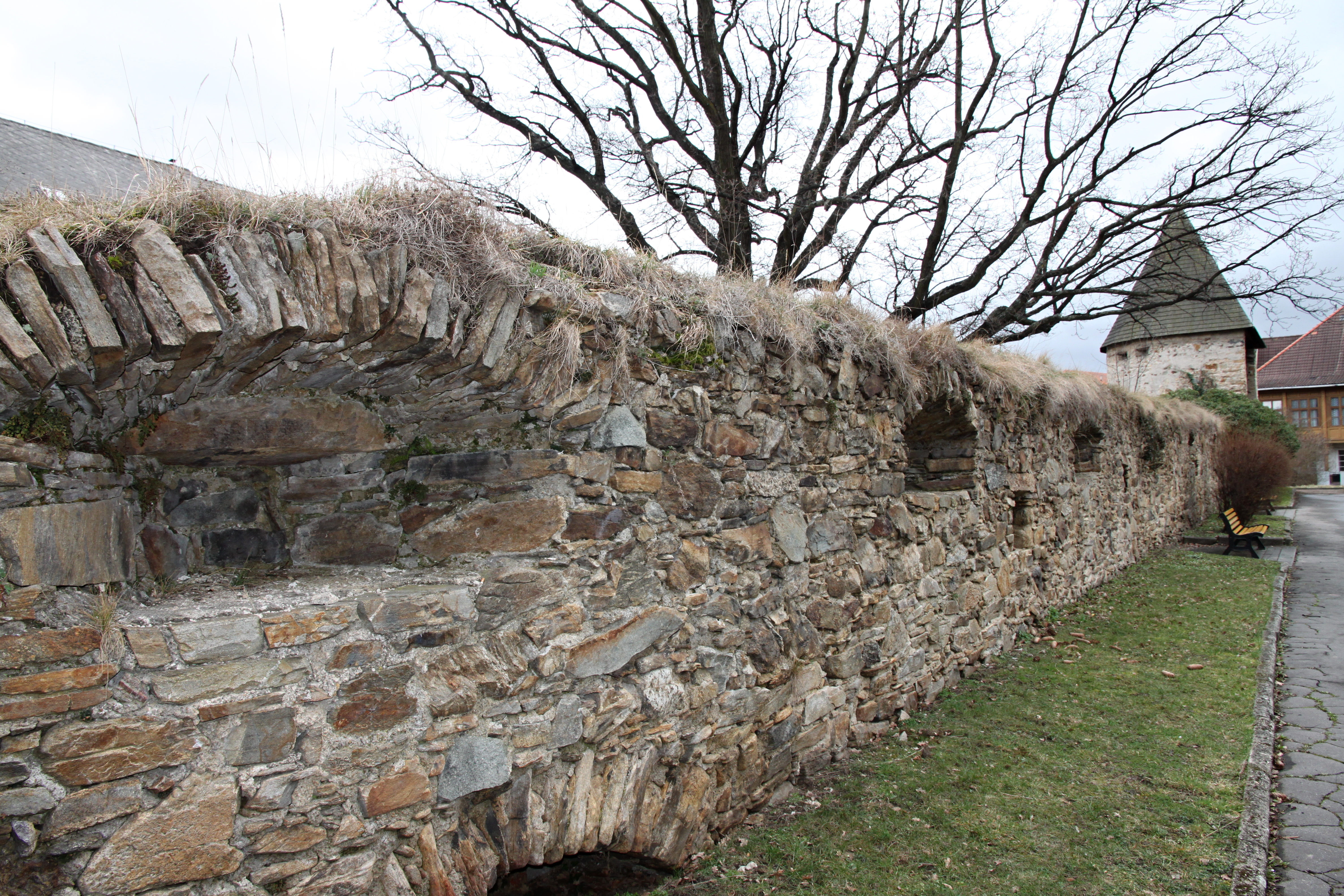
Celkový pohled na vnější hradební zeď se střílnami z Parkánu
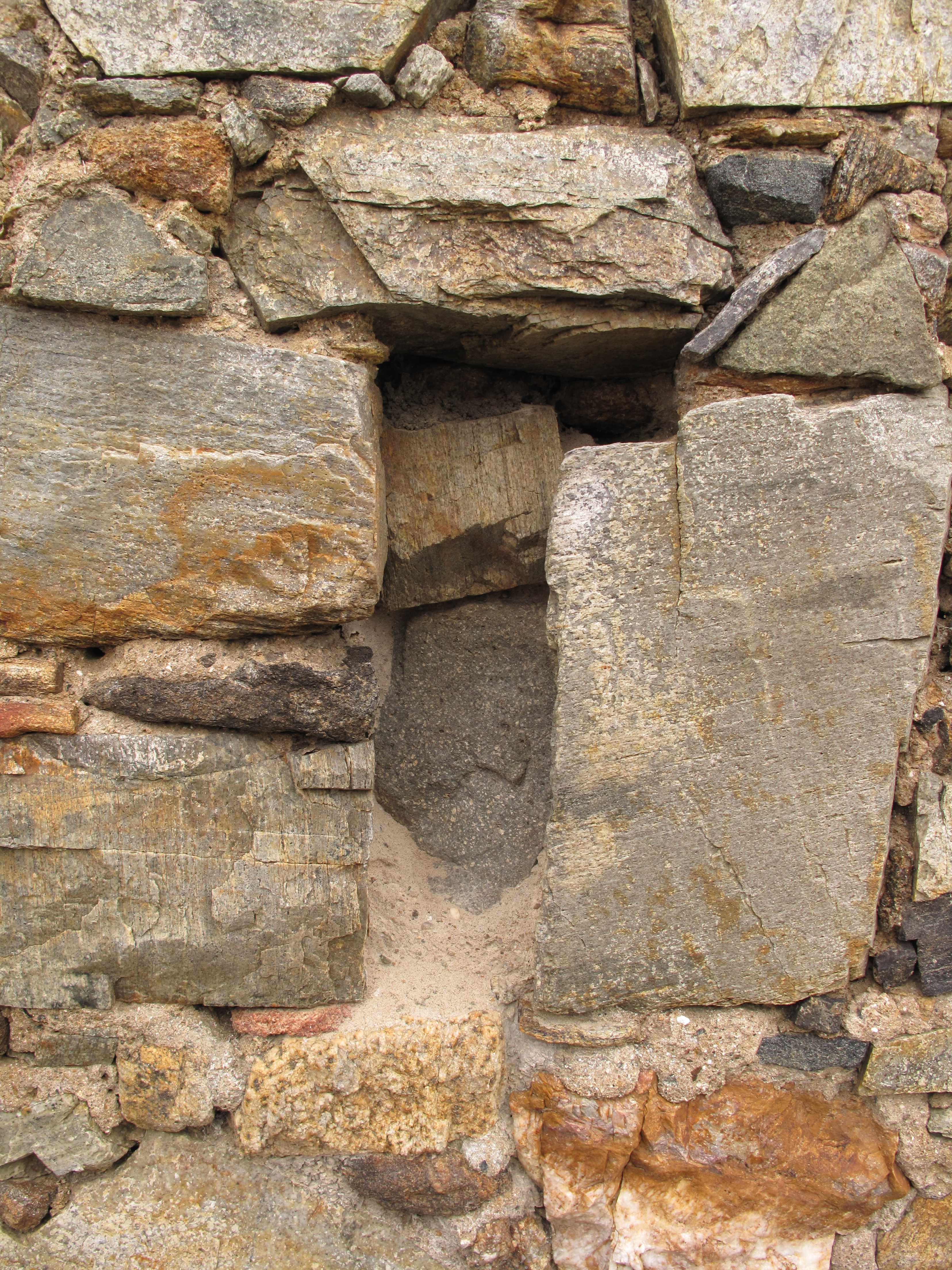
Detail střílny vnějšího pásu hradeb z vnější strany